# Ceará
O Ceará é uma das 27 unidades federativas do Brasil. Está situado no norte da Região Nordeste, faz divisa com Rio Grande do Norte e Paraíba a leste, Pernambuco ao sul e Piauí a oeste, além de ser banhado pelo Oceano Atlântico a norte e nordeste. Sua área total é de 148 894,442 km², ocupando 9,37% da área do Nordeste e 1,74% da superfície do Brasil. De acordo com o Censo do IBGE, a população do estado em 2022 era de 8.794.957 habitantes, sendo o oitavo estado mais populoso do país.
A capital e município mais populoso é Fortaleza, sede da Região Metropolitana de Fortaleza (RMF). Fora dela, cidades importantes são: Juazeiro do Norte e Crato, na Região Metropolitana do Cariri; Sobral, sede da Região Metropolitana de Sobral; Itapipoca, na região norte; Iguatu, na região centro-sul; Aracati, Russas e Limoeiro do Norte na região do Vale do Jaguaribe; Quixadá, Quixeramobim, Canindé e Crateús na região dos Sertões Cearenses. Na RMF, cidades importantes como Caucaia, Horizonte, Maranguape e Maracanaú, sede do Complexo Industrial e Portuário do Pecém, incrementam o Produto Interno Bruto cearense. O estado possui ao todo 184 municípios.
O estado é conhecido nacionalmente pela beleza de seu litoral, pela religiosidade popular e pela fama de ser grande berço de talentos do humor. A jangada, ainda comum ao longo da costa, é considerada um dos maiores símbolos do povo e da cultura cearenses. O Ceará concentra 55% de toda caatinga do Brasil e é o único estado do Nordeste-Sudeste a estar completamente inserido na sub-região do sertão. Décimo terceiro maior PIB do país e o terceiro do Nordeste, o Ceará apresentava, em 2010, a melhor qualidade de vida do Norte-Nordeste, segundo a FIRJAN, além do segundo melhor Índice de Desenvolvimento Humano da região. O Ceará abriga um dos maiores parques aquáticos da América Latina, o Beach Park, na praia do Porto das Dunas, que recebe cerca de 1,3 milhão de visitantes por ano, e o quarto maior estádio de futebol do Brasil, o Estádio Governador Plácido Castelo (Castelão), que tem capacidade para mais de 64 000 torcedores.
É terra natal de escritores como José de Alencar, Rachel de Queiroz, Patativa do Assaré e Juvenal Galeno, além de nomes de destaque das ciências exatas, como Casimiro Montenegro Filho, Fernando de Mendonça, Maurício Peixoto e Cláudio Lenz Cesar. O Ceará também é conhecido como "Terra da Luz", numa referência à grande quantidade de dias ensolarados, mas que, principalmente, remonta ao fato de o estado ter sido o primeiro da federação a abolir a escravidão, em 1884, quatro anos antes da Lei Áurea. Por esse fato, o jornalista José do Patrocínio cunhou o título de "a terra da luz" ao Ceará.

## Etimologia
O documento mais antigo que traz o topônimo Ceará é datado de 1608. Antes dessa data, a área que hoje é o Ceará era conhecido com Baia de Macoripe.
Autores antigos atribuem historicamente ao topônimo ceará várias acepções, porém a mais conhecida e aceita diz significar "o cantar da jandaia". Segundo Manuel Ayres de Casal, ceará é nome composto de cemo — cantar forte, clamar — e ara — pequena arara — em língua tupi. Tal tese foi posteriormente confirmada e enriquecida pelo escritor José de Alencar.
Embora o pensamento de José de Alencar acerca da origem do nome seja o mais sólido, João Mendes de Almeida Júnior o acusava de ser por demais poético em sua definição, "(...) mais consoante com o sentir de quem tão belamente descreve a sua terra natal como um país de primores, onde canta a jandaia nos galhos da carnaúba", e a classificava como carente de confirmação filológica. Mendes de Almeida lembrava, ainda, de alternativas a essa interpretação, como a de Senador Pompeu, que faz referência à junção de cemo-ará a partir de uma variante da língua tupi, cujo significado seria "rio nascente da serra", indicando o rio que nasce na Serra de Baturité e que deságua junto à Vila Velha, local onde foram lançados  os primeiros fundamentos da capital cearense.
Outra definição alternativa apontada por Mendes de Almeida é a de Antônio Bezerra, que afirma que o nome surgiu a partir das características da paisagem cearense, banhada pelo Oceano Atlântico e abundante de grandes tabuleiros costeiros e dunas, supostamente semelhante à paisagem dos "campos do continente negro", referindo-se à grande região desértica do Saara. Mendes de Almeida fez, também, um apanhado de registros de expedições pelo território e de livros históricos, como os de Vicente do Salvador e Caspar Barlaeus, na busca de variantes da escrita de ceará, sem, contudo, encontrar nelas alguma pista para uma definição mais exata que a do autor de Iracema. João Brígido afirmava, ainda, que o nome do estado derivaria da corruptela de Siri-ará, também de raiz tupi, em alusão aos caranguejos brancos do litoral.

## História

### Povos nativos e colonização europeia

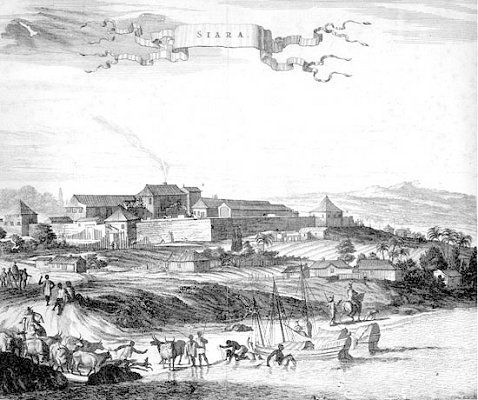
Gravura do artista holandês Arnoldus Montanus retratando o Fortim de São Sebastião na barra do rio Ceará, por volta de 1612, na região do atual bairro Barra do Ceará em Fortaleza

Por volta de 10.000 AP (Antes do Presente), o interior do atual estado do Ceará já estava densamente habitado por grupos de caçadores-coletores que disputavam os recursos nos ambientes sertanejos e serranos. Já o povoamento da zona costeira pode ter iniciado há 5.000 AP. Essa idade foi estabelecida a partir de datações de restos alimentares marinhos associados à cerâmicas e ferramentas líticas encontrados na praia de Sabiaguaba, no litoral do município de Fortaleza.
O Ceará era habitado ancestralmente por povos indígenas dos troncos Tupi (Tabajara, Potyguara, Tapeba, entre outros) e Jê (Kariri, Inhamum, Jucá, Kanindé, Tremembé, Karatius, entre outros), cujas tribos ainda hoje denominam vários topônimos no estado.
De acordo com algumas teorias, o navegador espanhol Vicente Yáñez Pinzón teria desembarcado na costa cearense — e não no Cabo de Santo Agostinho em Pernambuco como diz a versão tradicional — antes da viagem de Pedro Álvares Cabral ao Brasil. Pinzón chegou a um cabo identificado como Porto Formoso, que se acredita ser o Mucuripe, e Diego de Lepe, à barra do rio Ceará, em Fortaleza. A chegada de Pinzón ao Ceará é debatida e defendida entre as possibilidades do controverso descobrimento pré-cabralino do Brasil. Essas descobertas, contudo, não puderam ser reivindicadas pela Espanha em decorrência do Tratado de Tordesilhas, de 1494.
As terras equivalentes à Capitania do Ceará foram doadas em 20 de novembro de 1535 ao provedor-mor da Fazenda Real, Antônio Cardoso de Barros, subalterno de Fernão Álvares de Andrade e de D. Antônio de Ataíde.  Porém, Antônio Cardoso não se interessou em colonizá-las. Os franceses, que já negociavam âmbar-gris, as tatajubas, a pimenta e o algodão nativo com os povos indígenas, foram os primeiros europeus a se estabelecerem no Ceará. Em 1590, eles fundaram a Feitoria da Ibiapaba. Os holandeses também já negociavam com os nativos cearenses, a exemplo do capitão Jean Baptista Sijens, que esteve no Mucuripe em 1600.
Entre 1597 e 1598, um ramo da etnia potiguara, que habitava a região ao redor da Fortaleza dos Reis Magos, migrou e se fixou na região entre as margens dos rios Cocó e Ceará e nos sopés ao norte das serras de Pacatuba e Maranguape.
Graças ao contatos mantidos entre os índios Potyguara e portugueses, estes últimos planejaram chegar ao Ceará e estabelecer um ponto de apoio na jornada para os Maranhão. Desta forma, a primeira tentativa efetiva de colonização portuguesa ocorreu com Pero Coelho de Sousa em 1603, que fundou o Forte de São Tiago na Barra do Ceará. Em 1605, porém, sobreveio a primeira seca registrada na história cearense, fazendo com que Pero Coelho e sua família abandonassem o Ceará. Depois da partida, os padres jesuítas Francisco Pinto e Luís Figueira chegaram ao Ceará com o intuito de evangelizar os silvícolas. Avançaram até a Chapada da Ibiapaba, onde ficaram até a morte do padre Francisco Pinto. O padre Luís Figueira retornou a Pernambuco em 1608, sem grandes sucessos.
Em 1612, uma nova expedição portuguesa foi enviada como parte dos esforços de conquista do Maranhão, então dominado pelos franceses. Fez parte desta jornada Martim Soares Moreno, que fundou o Fortim de São Sebastião, também na Barra do Ceará. Ao retornar, em 1621, encontrou o forte destruído, mas lançou as bases para o início da exploração econômica pelos portugueses e a convivência com os nativos.

### Ocupação holandesa

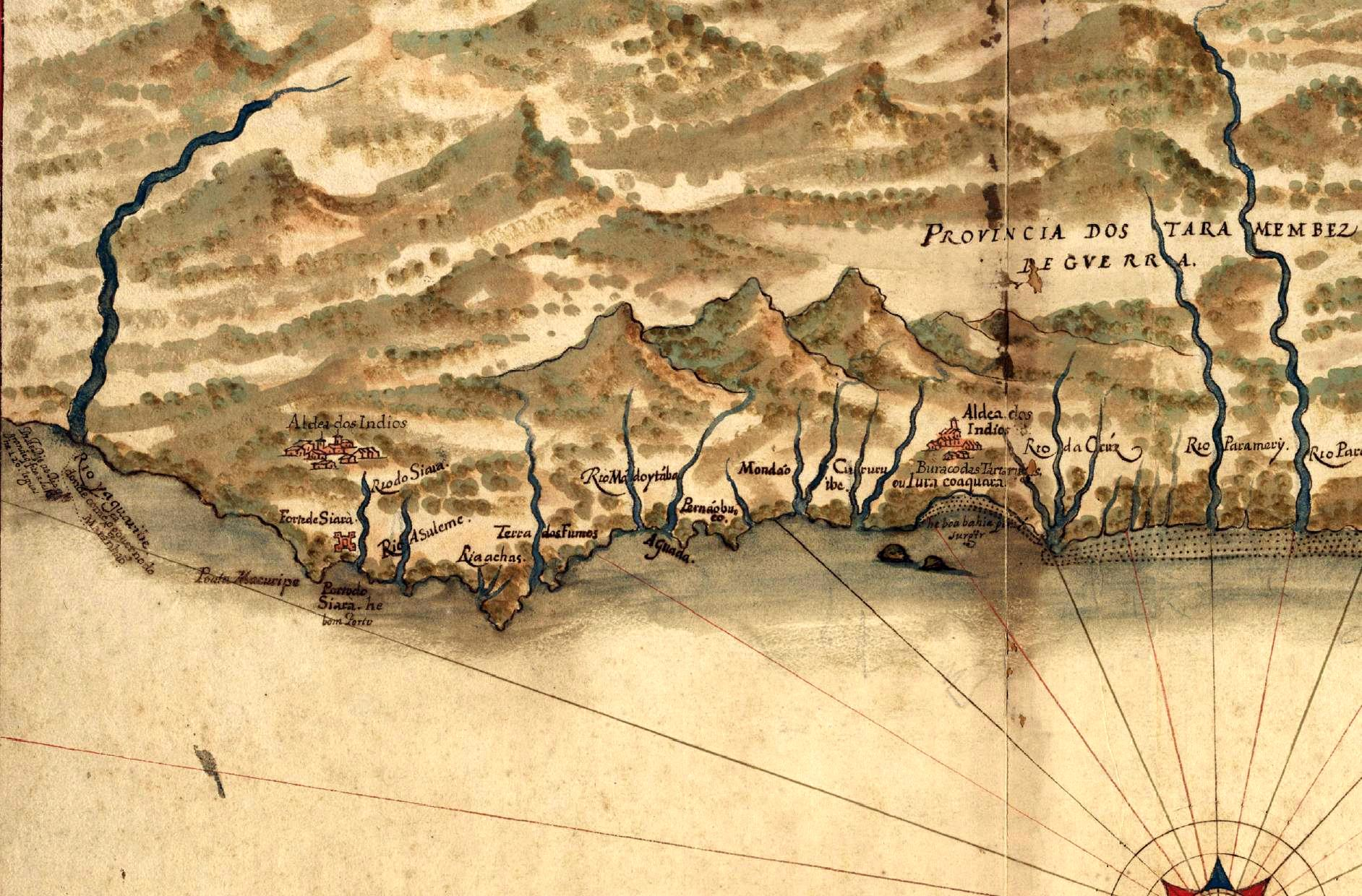
Costa do Ceará em mapa de 1629, por Albernaz I

Os holandeses, já estabelecidos em Pernambuco desde 1630, tentaram invadir o Ceará em 1631, atendendo ao pedido das nações indígenas cearenses. A primeira tentativa de conquista holandesa, entretanto, fracassou. Em 1637, o território foi tomado pelos holandeses, graças um trabalho conjunto com os índios nativos, no qual os portugueses foram feitos prisioneiros e levados para Recife. Os holandeses estabeleceram-se e também chegaram usar o Ceará com ponto de apoio à conquista holandesa do Maranhão, em 1641.
Nessa época de ocupação holandesa, entre 1637 e 1644, o forte da Barra do Ceará foi reformado, foi construído outro em Camocim, as pesquisas para a exploração das salinas foram feitas e, em 1639, George Marcgraf veio ao Ceará para uma expedição que se deu partindo do Fortim de São Sebastião e percorreu o oeste cearense até a região dos Inhamuns.
De 1644 até 1649, o Ceará foi administrado pelas etnias então existentes. A presença europeia só recomeçou ao fim desse período, depois de contatos e negociações feitas entres os nativos e Antônio Paraupaba em 1648. Com a chegada de Matias Beck, em 1649, o Siará Grande entrou num novo período histórico: na embocadura do riacho Pajeú, o Forte Schoonenborch foi construído, os trabalhos de busca das supostas minas de prata foram iniciados e os holandeses procuraram mais uma vez se estabelecer na região em parceria com os indígenas.
Após a capitulação holandesa em Pernambuco, o forte foi entregue aos portugueses, que o rebatizaram de Fortaleza de Nossa Senhora da Assunção, restabelecendo-se, assim, o poderio português no território.  Neste período, muitas das nações indígenas que apoiaram os holandeses, que não estavam protegidas pelo Tratado de Taborda, fugiram para o resto do Ceará, procurando refúgio das retaliações lusas.

### Da restauração do domínio português ao Império

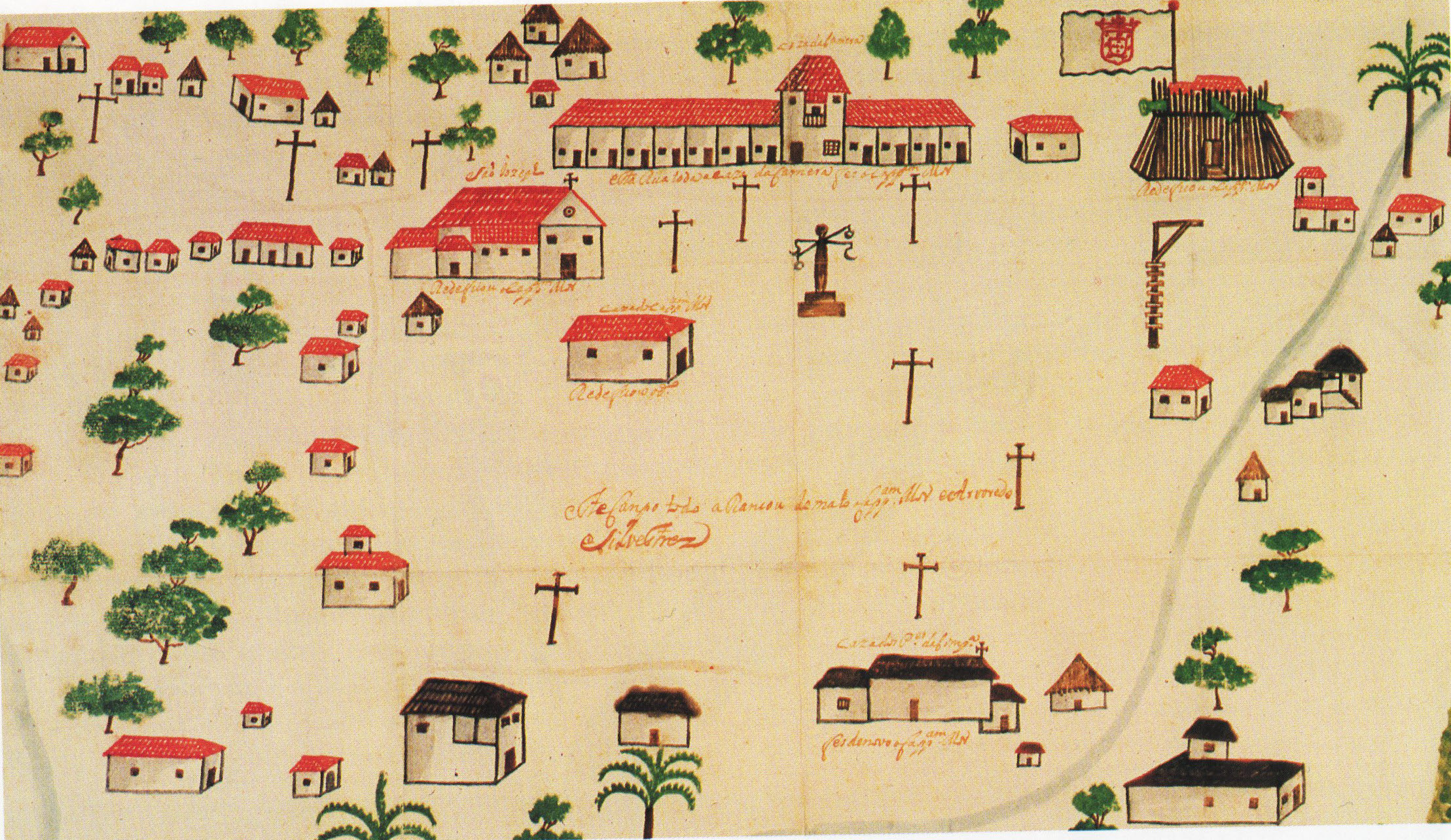
Mapa de Fortaleza, de 1726

Na continuação da colonização pelos portugueses, a influência dos jesuítas foi determinante, resultando na criação de aldeamentos, como os de Porangaba, Paupina, Viçosa e outros, muitos deles fortemente militarizados, nos quais os indígenas eram concentrados para serem catequizados e assimilarem a cultura lusitana. Tribos tupis aliadas dos portugueses também se instalaram em vilas militarizadas na capitania. Dessas reduções, surgiram às primeiras cidades da capitania, como Aquiraz e Crato. O processo de aculturação, no entanto, não se deu sem grandes influências de crenças e costumes nativos. A intensa resistência levou a episódios sangrentos, destacando-se a Guerra dos Bárbaros, que se deu ao longo de várias décadas do século XVIII e que resultou na fuga dos habitantes da então capital, Aquiraz, em 1726, para Fortaleza, para a qual foi transferido tal título. 
As principais vilas da capitania da época eram Aracati, Crato, Icó e Sobral. A que mais ganhou destaque foi Aracati, devido ao comércio de couro e carne de charque. Entre os anos de 1750 a 1800, Aracati viveu seu apogeu. Outras frentes colonizadoras surgiram com a instalação da pecuária na capitania através dos sertões de dentro e sertões de fora, com levas oriundas respectivamente da Bahia e de Pernambuco.

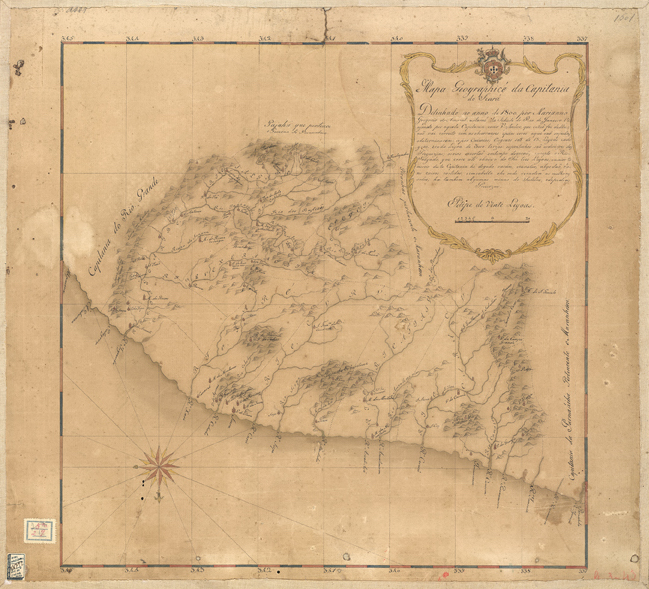
Mapa do Ceará no início do século XIX

Em 1812, foi nomeado governador do Ceará o português Manuel Inácio de Sampaio e Pina Freire, o qual reuniu os literatos no palácio do governo e deu incentivo às artes e à urbanização da capital por meio dos projetos de Silva Paulet. No começo do século XIX, o Ceará conheceu diversos movimentos rebeldes, como a República do Crato, em 1813, e também influências da Revolução Pernambucana de 1817, além de movimentos de cunho republicano-liberal liderados pela família cratense dos Alencar. Tais movimentos foram reprimidos com dureza pelo governador provincial do Ceará, Inácio de Sampaio.
Em 1824, o Ceará tomou parte na Confederação do Equador, com  o liberal Tristão Gonçalves, aplicando um golpe e tornando-se chefe do governo. Era o comandante das armas do Ceará, José Pereira Filgueiras. A Confederação foi frustrada pela forças imperiais e Tristão morreu durante os combates contra as forças legalistas do Império. O comandante José Pereira Filgueiras foi preso, mas conseguiu se libertar, refugiando-se no povoado Saúde, hoje Perdigão, no centro-oeste mineiro. O ciclo de conflitos terminou com a Insurreição de Pinto Madeira, ou Insurreição do Crato, em 1832, liderada pelo "coronel" de Jardim, Joaquim Pinto Madeira, que tinha como objetivo o retorno da monarquia absolutista e representava interesses regionais opostos aos da cidade do Crato, de inspiração marcantemente liberal.

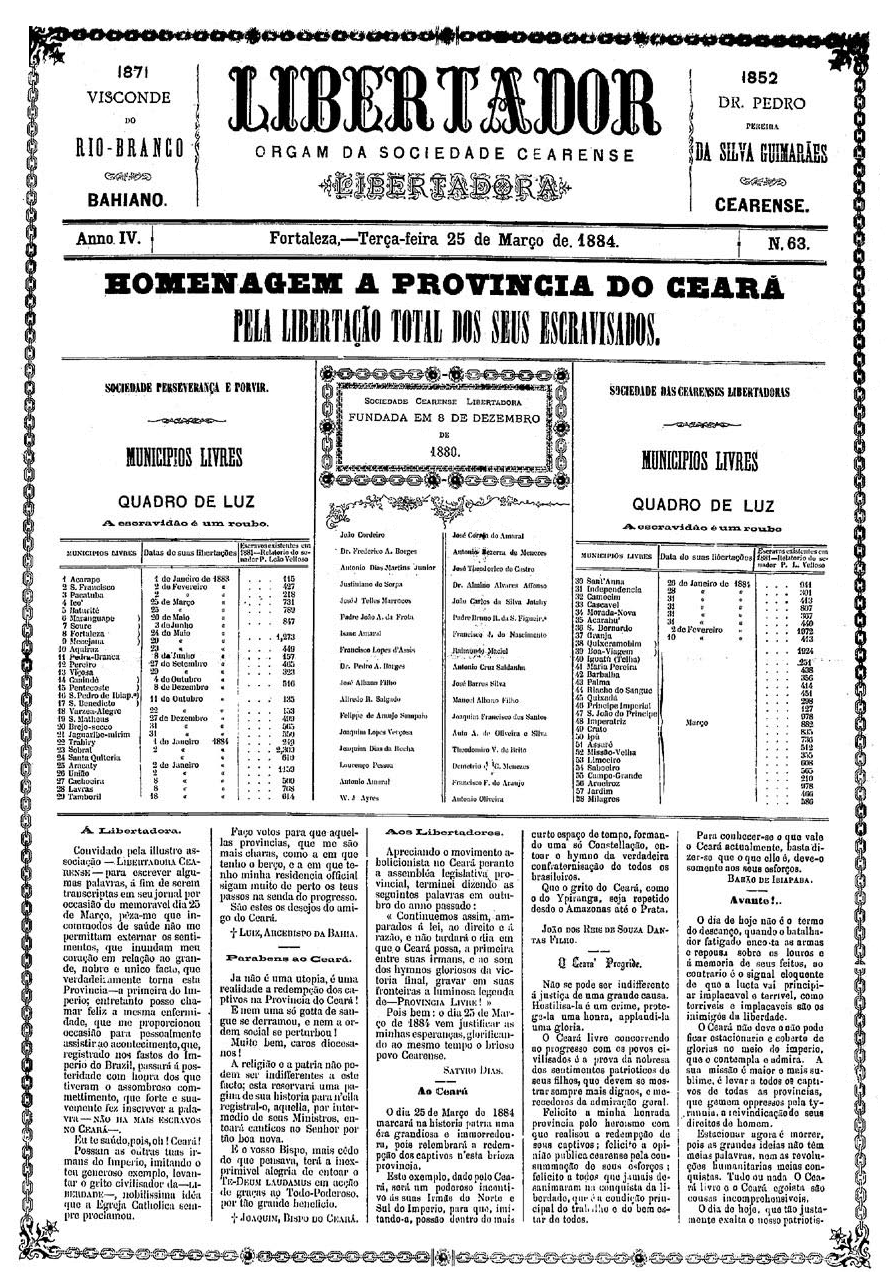
Jornal abolicionista "Libertador" de 25 de março de 1884

Em meados de 1860, devido à Guerra de Secessão norte-americana, houve um surto de crescimento da produção do algodão. Tal florescimento não durou muito tempo, mas deu grande impulso à modernização da infraestrutura da Província, como exemplo a criação da Estrada de Ferro de Baturité, inaugurada em 1873. Em 1877, tem início a chamada Grande Seca de 1877-1879, um dos mais severos períodos de seca prolongada da história cearense, levando à morte milhares de pessoas e acarretando emigração maciça de retirantes. Fortaleza recebeu uma população de fugitivos da seca quatro vezes maior que seu próprio contingente populacional. Logo após, a produção da borracha explodiu na Amazônia, e muitos cearenses vítimas da seca migraram para esta região.
A gravidade dessa estiagem chamou a atenção do governo central e mesmo de estudiosos, estimulando a produção de textos científicos e propostas de melhoria da situação da população cearense vindas de várias partes do Brasil, cuja maior parte não foi posta em prática ou se relevou ineficaz. Por outro lado, houve um aceleramento nas obras do Açude do Cedro, em Quixadá, a primeira represa pública do Brasil, que foi concluído em 1906. A Grande Seca e as estiagens seguintes impulsionaram o surgimento da indústria da seca e geraram uma tradição migratória no estado. Entre 1869 e 1900, 300 mil cearenses abandonaram sua terra, 85% deles indo para a Amazônia.
Anos antes da proclamação da República, notabilizou-se a campanha abolicionista no Ceará, que logrou abolir a escravidão no estado em 25 de março de 1884, quatro anos antes da Lei Áurea, fazendo da província a primeira do Império do Brasil a conseguir tal feito. O movimento contou com a participação de várias sociedades libertárias, inclusive a maçonaria, mas o maior destaque foi de Francisco José do Nascimento, o Dragão do Mar, jangadeiro que impulsionou o abolicionismo ao comandar seus companheiros, em 1881, numa total recusa a transportar escravos para dentro ou fora da província.

### República Velha

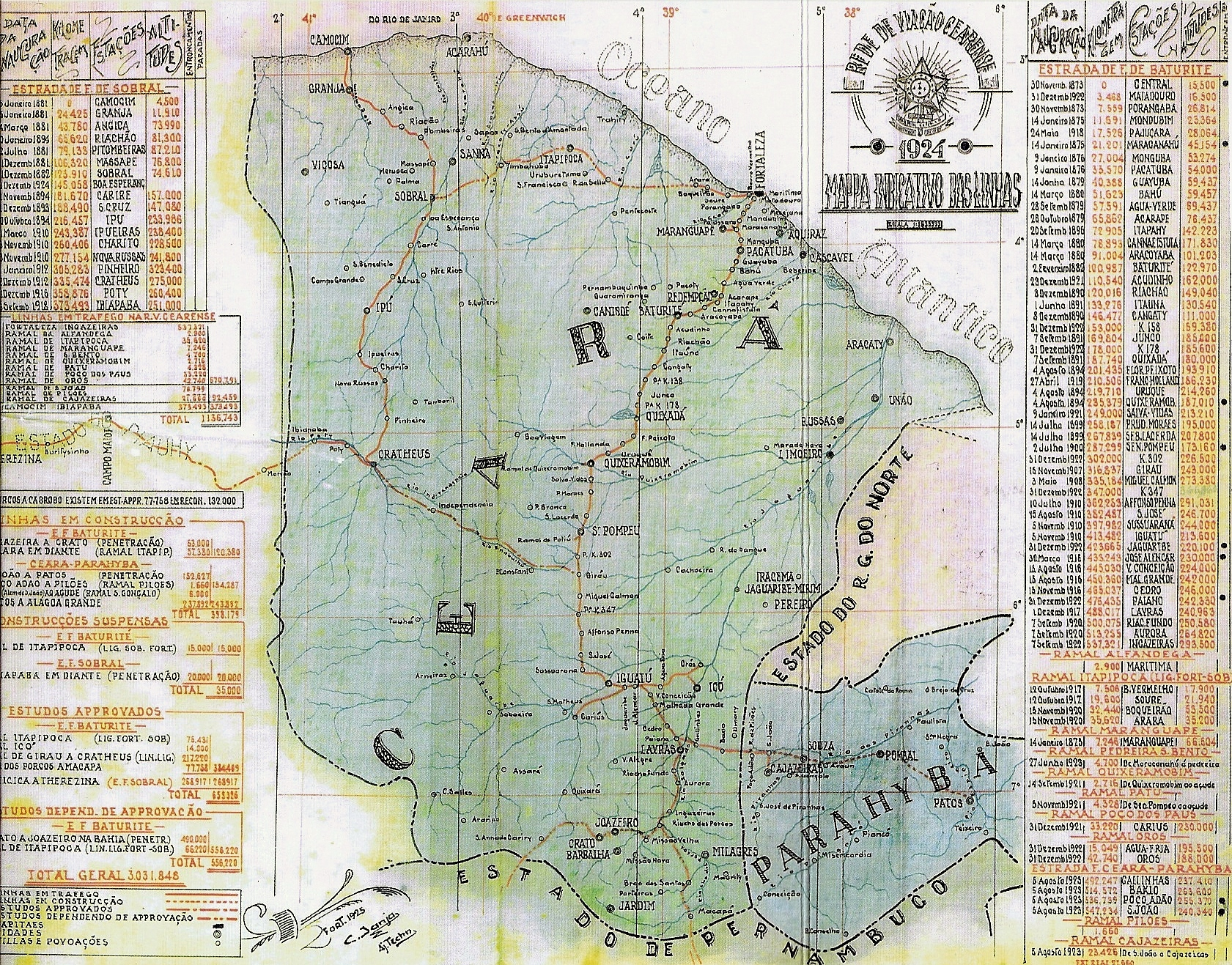
A Rede de Viação Cearense surgiu em 1909 e foi federalizada em 1915 para ajudar no combate à seca

No início da Primeira República, apesar das estiagens que assolaram o Ceará, Fortaleza continuou a desenvolver-se econômica e politicamente, o que não aconteceu tanto no resto do estado. Ocorreu, nas primeiras décadas do século XX, um afluxo de imigrantes, consistindo principalmente de portugueses e sírio-libaneses. Os descendentes destes, em particular, ganharam grande destaque no comércio, como mascates, e, futuramente, na política cearense.
Começou a ganhar destaque a atividade dos cangaceiros, que, agindo em grupos organizados e promovendo saques em cidades e propriedades rurais, desestabilizaram o interior do Nordeste por décadas. A forte religiosidade popular e a grande miséria estimulavam uma profusão de líderes messiânicos e formas de fanatismo religioso. O cearense Antônio Conselheiro, de Quixeramobim, chegou a formar, na Bahia, o arraial de Canudos, cuja forte atração populacional e ideológica, contrária aos interesses da elite fundiária, deflagrou a Guerra de Canudos.
Entre 1896 e 1912, a hegemonia política foi concentrada nas mãos do comendador Nogueira Accioly e de sua família, que estabeleceram uma poderosa oligarquia, cuja influência se estendia pela maior parte dos escalões do poder estadual. Em 1912, Accioly apontara como seu candidato Domingos Carneiro contra Franco Rabelo, representante da política do salvacionismo do presidente Hermes da Fonseca, gerando uma das mais conturbadas campanhas eleitorais do estado. Na Praça do Ferreira, a dura repressão policial a uma passeata de centenas de crianças em favor de Rabelo, que causou a morte de algumas delas e feriu outras, desencadeou uma revolta de três dias da população fortalezense, forçando o governador Accioly a renunciar seu mandato, evento conhecido como Sedição de Fortaleza. Franco Rabelo passou a governar o Ceará.

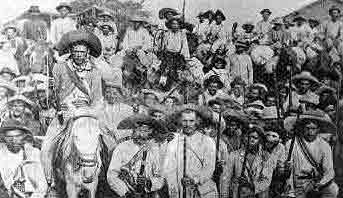
Soldados das forças juazeirenses

No fim do século XIX, o carismático Padre Cícero passou a atrair milhares de sertanejos para um pequeno distrito do Crato, que se tornaria Juazeiro do Norte em 1911, persuadidos pela sua fama de milagreiro, atribuída à suposta transformação em sangue da hóstia recebida do padre pela beata Maria de Araújo. Mesmo após ter sua ordenação cassada pelo Vaticano, em virtude de controvérsias sobre o milagre, Padre Cícero tornou-se cada vez mais conhecido e, apesar de seu caráter messiânico, foi hábil em evitar grandes conflitos com a elite local, tornando-se ele próprio um poderoso chefe político.
Em 1914, irrompeu a Sedição de Juazeiro, opondo o governador interventor Franco Rabelo e o Padre Cícero, que havia conquistado os postos de prefeito de Juazeiro do Norte e vice-governador. Em 1915 o Ceará sofreu com uma gravíssima seca, levando a novo êxodo da população para a Amazônia, região que, devido à intermitente mas significativa emigração, recebeu grande influência de cearenses. A gravidade da seca inspirou a escritora Rachel de Queiroz em sua famosa obra O Quinze.

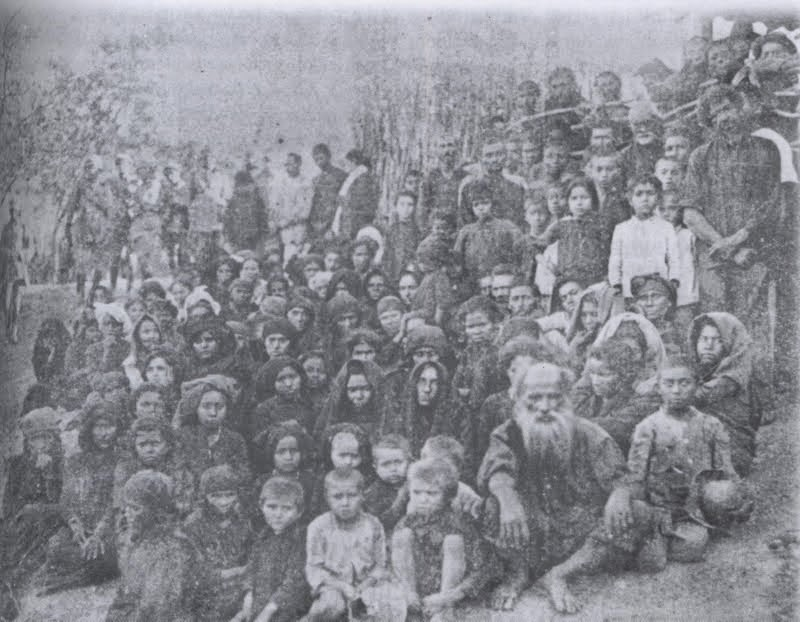
Sobreviventes do Caldeirão de Santa Cruz do Deserto, um dos eventos mais cruéis da história cearense

Diante disso, os campos de concentração no Ceará, que já foram usados na estiagem de 1915, foram recriados. Conhecidos como Currais do Governo, tinham como objetivo impedir que os retirantes que fugiam da seca e da fome chegassem às grandes cidades. A instabilidade política e social foi crescendo no Estado. Nos anos 1930, surgiu no Crato o movimento messiânico do Caldeirão de Santa Cruz do Deserto, liderado pelo beato José Lourenço.

### Da Revolução de 1930 ao período militar
Após a Revolução de 1930, o Ceará passou a ser governado por interventores do Governo Federal. Ascenderam duas organizações políticas que dominaram o cenário estadual: a Legião Cearense do Trabalho, com alegada influência fascista, e a Liga Eleitoral Católica, fortemente religiosa, representante da elite tradicional e de grande apelo popular. Nos anos 1940, mais uma seca, em 1943, assolou o Ceará, e, com a Segunda Guerra Mundial e os Acordos de Washington, o governo de Getúlio Vargas incluiu o Ceará no seu projeto político. A instalação de uma base norte-americana em Fortaleza trouxe ideais democráticos e antifascistas que passaram a ser defendidos em várias manifestações. Sob uma forte propaganda governamental de migração e influência do SEMTA, cerca de 30 mil cearenses tornaram-se Soldados da Borracha, produzindo esse produto na Amazônia para abastecer os exércitos aliados.

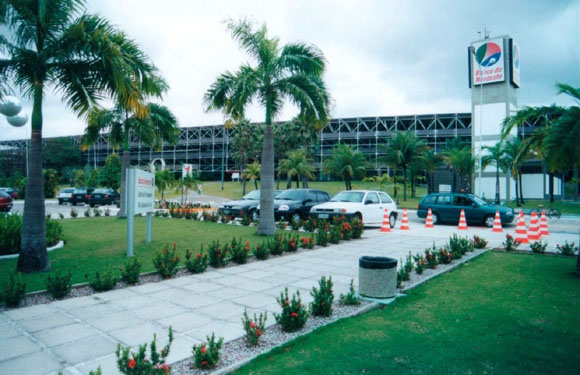
Atual sede do Banco do Nordeste, instalado em Fortaleza em 1954

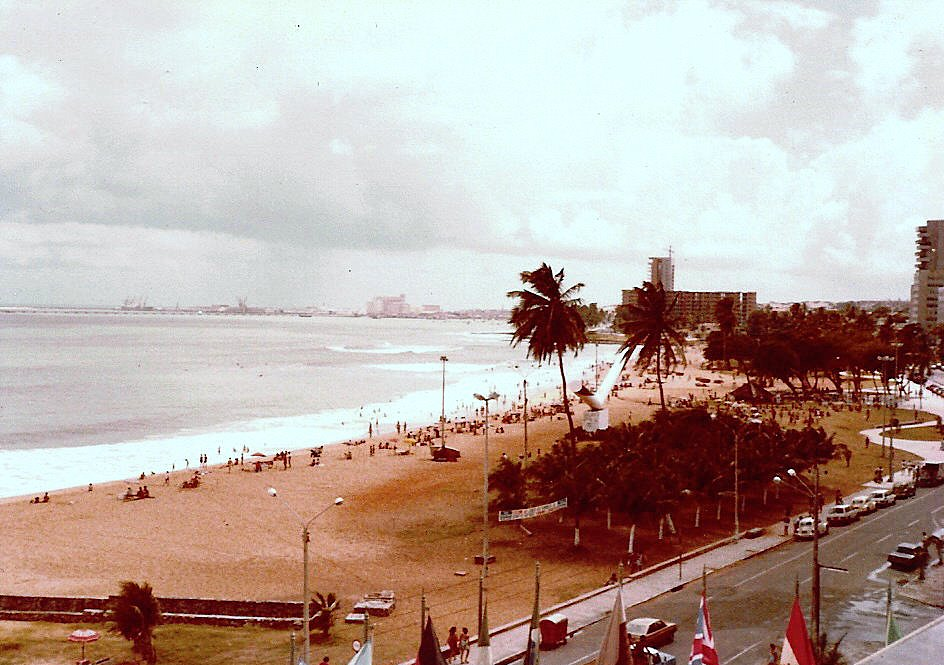
O litoral de Fortaleza na década de 1980, com destaque para o Monumento ao Interceptor Oceânico

A República Nova no Ceará teve início com a nomeação sucessiva de seis interventores até as eleições de 1947, seguindo-se a eleição de Faustino de Albuquerque pela UDN. Durante seu governo, nas eleições presidenciais de 1950, o candidato udenista Eduardo Gomes obteve a maior votação, e Getúlio Vargas ficou na 3ª colocação no estado.
Durante a década de 1950 surgiram e se consolidaram vários dos maiores grupos econômicos do Ceará, como Deib Otoch, J. Macêdo, M. Dias Branco, Edson Queiroz e Jereissati. Paulo Sarasate foi o terceiro governador eleito no período. Ainda nessa década, tem início uma nova onda migratória para vários estados e regiões. Entre as décadas de 1950 e 1960, a população cearense passou de 5,1% para 4,5% do total da população brasileira. Em 1958, foi eleito governador Parsifal Barroso, que teve a ajuda do governo federal para combater as mazelas decorrentes da seca daquele ano. Sua principal obra, o Açude Orós, foi inaugurada em 1961. Em Fortaleza, o Grupo Severiano Ribeiro inaugurou o Cine São Luis. Em 1962, foi criado o Banco do Estado do Ceará - BEC.
Em 1963, Virgílio Távora foi eleito governador do Ceará, exercendo o mandato até 1966, mesmo com o início da ditadura militar, em 1964. Seu governo foi marcado pela criação do "PLAMEG I" - Plano de Metas do Governo - que buscou a modernização da estrutura do estado com a ampliação do porto do Mucuripe e a transmissão da energia de Paulo Afonso para a capital.
Plácido Castelo foi eleito pela Assembleia Legislativa em 1966. Durante seu governo, houve perseguição política a deputados e várias manifestações, acarretando a prisão e tortura de estudantes e trabalhadores, assim como atentados a bomba em Fortaleza. Durante o governo de César Cals, de 1971 a 1975, sucedeu-se o auge da repressão militar. Vários cearenses de esquerda estiveram envolvidos na Guerrilha do Araguaia.
Virgílio Távora retorna ao governo em 1979, sendo o último eleito indiretamente, e resgata seu primeiro governo com a criação do PLAMEG II. Estabelece o Fundo de Desenvolvimento Industrial para complementar o sistema de incentivos regionais à indústria, impulsionando uma industrialização muito concentrada na Região Metropolitana de Fortaleza.

### Nova República

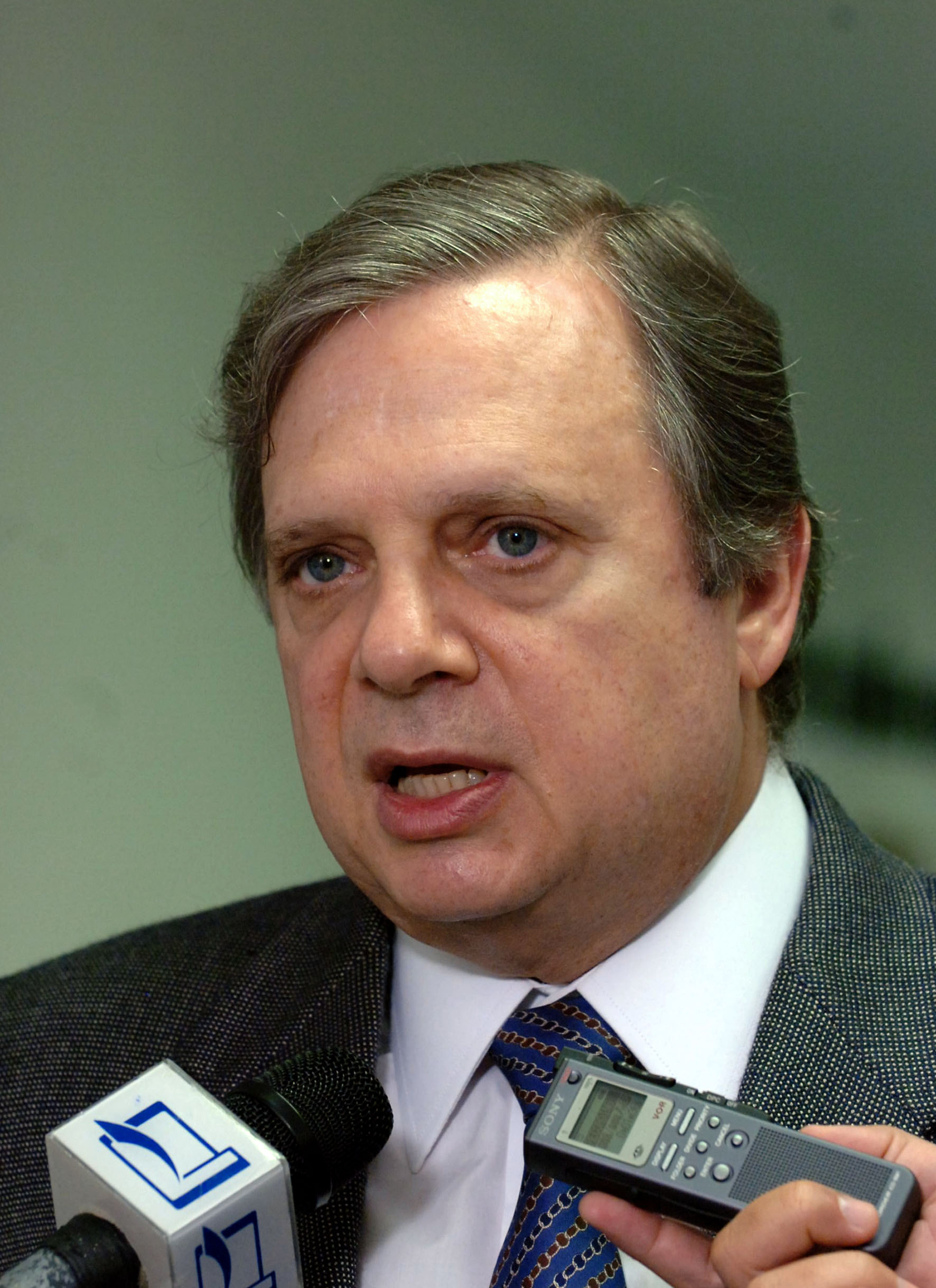
Tasso Jereissati foi governador por três vezes e liderou o chamado "Governo das Mudanças" no Ceará

A Nova República coincide no Ceará com a eleição de Luíza Fontenele para o cargo de prefeita de Fortaleza em 1985. Foi a primeira prefeita de uma capital eleita pelo Partido dos Trabalhadores e a primeira mulher a ser eleita para esse cargo após o regime militar do país. A insatisfação com a política praticada durante a ditadura militar e o movimento de redemocratização impulsionaram as transformações no poder político, com a decadência da hegemonia tradicional do coronelismo.
Gonzaga Mota deixou o governo com pagamentos atrasados ao funcionalismo e descontrole nas contas públicas. Rompido com os antigos aliados, Mota, junto com partidos de esquerda e o PMDB, apoia a candidatura oposicionista liderada pelo jovem empresário Tasso Jereissati, que conseguiu se eleger com a promessa de modernizar a administração pública e as finanças, combater o clientelismo dos governos anteriores, moralizar a administração pública e desenvolver a economia estadual. A nova gestão se autodenominou como Governo das Mudanças. Nas duas décadas seguintes, o projeto avançou com a eleição de Ciro Gomes, seguida de um segundo mandato de Tasso Jereissati. Com a instituição da reeleição no país, Tasso ainda governou o Estado pela terceira vez, tornando-se o primeiro político brasileiro a conseguir tal feito em mais de 100 anos de história republicana. Nas duas décadas seguintes, Jereissati e seus aliados passaram a deter a hegemonia política no Estado, e rapidamente perderam a aliança com partidos mais à esquerda. Ciro Gomes, então prefeito de Fortaleza, se candidatou e foi eleito em 1990 para o cargo de governador, apoiado por Tasso.
Os Governos das Mudanças priorizaram o aumento das receitas, visando a investimentos públicos e privados em infraestrutura e nos setores industrial e de serviços, enquanto o agropecuário permaneceu à margem. Politicamente, houve uma relativa diminuição de poder dos coronéis, com ampliação do poder do grande empresariado. O saneamento das contas estaduais - atingido, em parte, pelo propósito de diminuir as despesas através de reformas administrativas e financeiras, bem como de demissões e achatamento salarial no funcionalismo público - garantiu superávits entre 1988 e 1994, mas, com a consolidação do Plano Real, volta-se a uma predominância de déficits.
Tasso foi eleito novamente em 1994 e reeleito em 1998, concentrando os esforços governamentais em grandes obras, como o Porto do Pecém, o novo Aeroporto Internacional de Fortaleza, o Açude Castanhão, o Centro Cultural Dragão do Mar e o Canal da Integração. O terceiro Governo das Mudanças, de 1994 a 1997, caracterizou-se pela privatização de algumas empresas estatais e extinção de órgãos, enxugando a máquina, reformando a previdência estadual e dando maior racionalidade aos gastos públicos. Lúcio Alcântara, eleito com o apoio de Tasso, continuou, em linhas gerais, o modelo político anterior, mas não conseguiu se reeleger em 2006, quando rompeu com o PSDB, posteriormente mudando para o Partido da República. Cid Gomes, do PSB, ex-prefeito de Sobral e aliado histórico de Tasso, venceu a disputa, com o apoio do Partido dos Trabalhadores, que, em Fortaleza, já havia vencido com Luizianne Lins, eleita em 2004 mesmo sem apoio real do partido, o qual, devido às alianças partidárias nacionais, apoiou o candidato Inácio Arruda, do PCdoB.
O Estado se beneficiou também da guerra fiscal, que então se iniciava, o que, somada à mão de obra barata, atraiu várias indústrias, as quais se concentraram em algumas poucas cidades. O crescimento médio do PIB, de 4,6%, foi superior à média nacional e nordestina nos anos 1990, continuando a tendência iniciada na década de 1970.
O forró eletrônico se popularizou na década de 1990, e o Ceará começou a despontar, seguindo a tendência do litoral nordestino, como grande polo do turismo brasileiro. Ao longo dessa década, com ações como o Programa de Saúde da Família (PSF), o Estado também realizou grandes avanços na redução de índices como a mortalidade infantil. A migração em direção a Fortaleza seguiu forte.
Apesar de vários avanços na saúde e educação básicas e do crescimento econômico estável, a chamada Era Tasso não alterou a estrutura socioeconômica problemática do Ceará, em especial a concentração de renda, que piorou entre 1991 e 2000, a má distribuição fundiária e a enorme disparidade regional, sobretudo entre a capital e o interior. Em 1999, segundo o Banco Mundial, metade dos cearenses viviam abaixo da linha de pobreza. No início do século XXI, consolidou-se a tendência de queda na tradicional emigração de cearenses, que, no período 2001 a 2006, reverte-se para um saldo positivo de 38,3 mil pessoas, o que se atribui à melhoria das condições de vida e à maior estabilidade proporcionada por programas sociais, que permitiram a fixação do povo pobre em sua terra e o retorno de parte dos emigrantes.

## Geografia

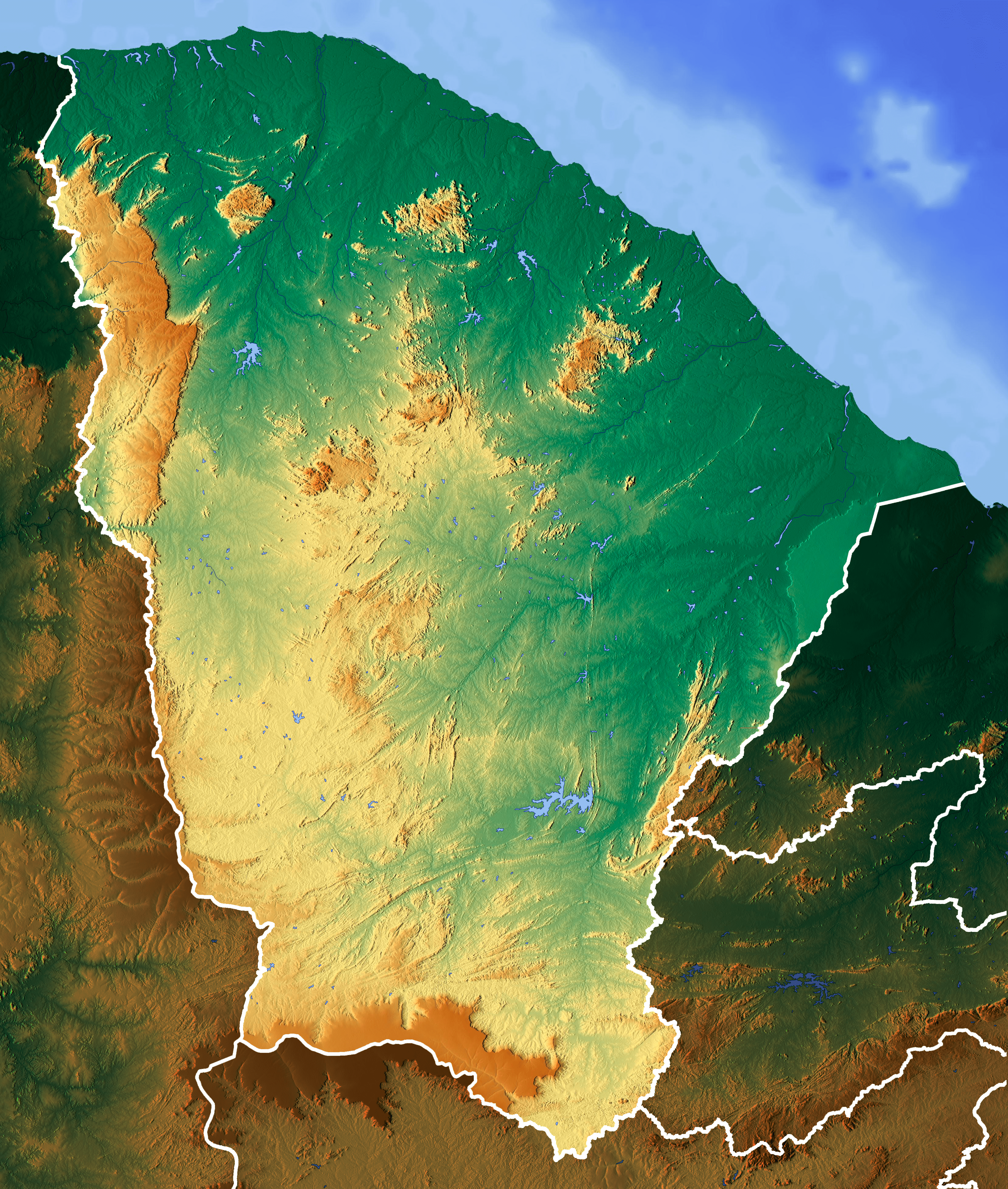
Mapa topográfico do território cearense

O Ceará é cercado por formações de relevo relativamente altas, como chapadas e cuestas. Banhado a norte pelo Oceano Atlântico, a oeste é delimitado pela Serra da Ibiapaba (Serra Grande); a leste, parcialmente, pela Chapada do Apodi; ao sul, pela Chapada do Araripe. Vem dessa cercania de altos relevos delimitantes do território o nome de Depressão Sertaneja dado à área central.
Enquanto as chapadas e cuestas são de origem sedimentar, as serras e os inselbergs que abundam em meio à Depressão Sertaneja são de formação cristalina. Dentre os relevos sedimentares, a Chapada do Araripe, com altitudes que vão de 700 m até mais de 900 m, e a Serra da Ibiapaba, com altitude média de 750 m. Por outro lado, na Chapada do Apodi, as altitudes são menores, não superiores a 300 m. Já dentre as serras de origem cristalina, estão o Maciço de Baturité, a Serra da Meruoca e a Serra de Uruburetama, com altitude de 600 a 800 metros. Em Catunda, na Serra das Matas, encontra-se o ponto mais elevado do estado, o Pico da Serra Branca, a 1 154 metros de altitude.
A planície litorânea possui geografia diversificada, o que faz com que o estado possua muitas praias com coqueirais, dunas, barreiras (também chamadas falésias) - paredões sedimentares que acompanham a faixa da costa e, em alguns trechos, possuem tons coloridos - e áreas alagadas de manguezal, nos quais há grande biodiversidade. As praias mais famosas do Ceará são Jericoacoara, Canoa Quebrada e Porto das Dunas, as quais se destacaram por terem alcançado fama internacional. Regionalmente, outras praias de destaque são das Fontes, Morro Branco, Icaraí, Presídio, da Baleia, Flecheiras, Cumbuco, Ponta Grossa, Lagoinha e Barra do Cauipe. O litoral cearense é atravessado por duas rodovias, chamadas de Costa do Sol Nascente e a Costa do Sol Poente, que, a partir de Fortaleza, direcionam-se para o litoral leste e oeste, respectivamente.

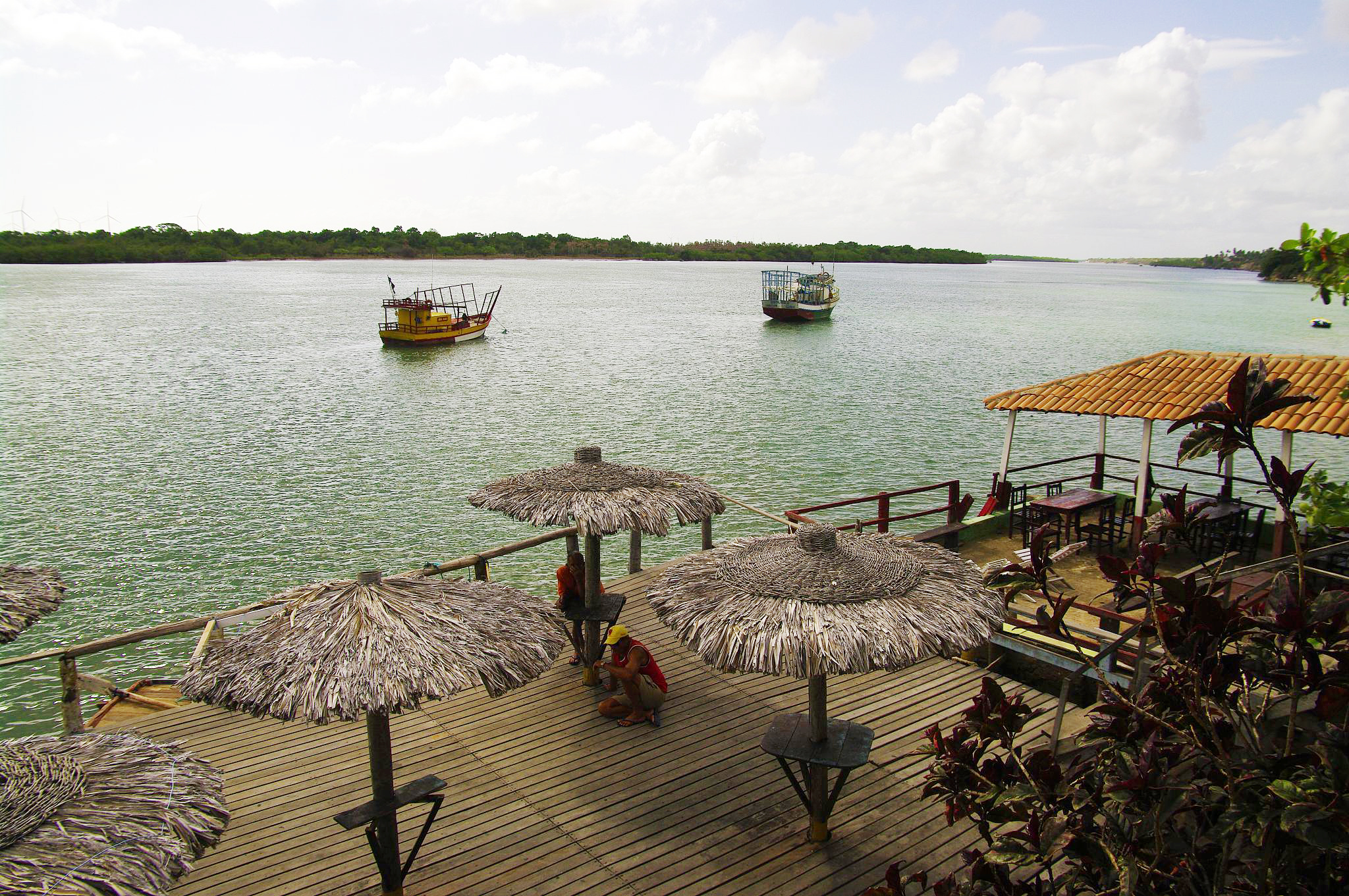
Trecho do Rio Jaguaribe, principal rio cearense, à altura do município de Fortim

O território cearense é dividido em doze bacias hidrográficas, levando em consideração a divisão da grande bacia do rio Jaguaribe em Alto, Médio e Baixo Jaguaribe. Tal bacia compreende mais de 50% do estado com seus 633 km de extensão. Os dois maiores reservatórios de água do Ceará são barragens que represam o Jaguaribe, o Açude Orós e Açude Castanhão, com as respectivas capacidades de armazenamento de 2,1 e 6,7 bilhões de metros cúbicos de água. O Açude Castanhão é, ainda, o maior açude do país. Os afluentes mais importantes do rio Jaguaribe são os rios Salgado e Banabuiú. O Ceará possui uma das maiores e mais importantes faixas litorâneas do país do ponto de vista turístico, que se estende por 573 km, nos quais predominam os mangues e restingas, vegetação litorânea típica, além de áreas sem vegetação recobertas por dunas.

### Clima

Ceará na classificação climática de Köppen-Geiger

O clima do Ceará é predominantemente semiárido (BSh), cujas regiões mais áridas se situam na Depressão Sertaneja, a oeste e sudeste, com pluviosidades que, em trechos da região dos Inhamuns, podem ser menores que 500 mm, mas também podem se aproximar de 1 000 mm em outras áreas caracterizadas pelo clima semiárido brando, a exemplo da área semiárida do Cariri e nas cidades relativamente próximas à faixa litorânea.
No litoral, devido à influência dos ventos alísios, o clima é tropical As com pluviosidades normalmente entre 1 000 mm e 1 500 mm, a partir do qual surge uma vegetação mais densa, com forte presença de carnaubais, que caracterizam trechos de mata dos cocais. O clima também se torna subúmido, com caatinga mais densa e maior pluviosidade, nas adjacências das chapadas e serras, como nas serras de Baturité, Meruoca e Uruburetama onde, em função das altitudes, as pluviosidades superam os 1 000 mm anuais devido à ocorrência de chuvas orográficas, em especial na sua vertente de barlavento, proporcionando o surgimento de cerradões e florestas tropicais. Essas áreas contêm mananciais que banham os sopés dessas regiões, tornando-os propícios à atividade agrícola. É nas serras e próximo a elas, assim como nas planícies aluviais, que se concentra a maior parte da população do interior cearense, com densidades superiores a 100 hab./km², por exemplo, em boa parte do Cariri cearense.
As temperaturas são bastante elevadas, com médias de 26 °C a 28 °C, mas a amplitude térmica anual é pequena ao longo do ano, em torno de 5 °C, As médias giram entre meados de 20 °C no topo das serras a até 28 °C nos sertões mais quentes.  Nas áreas serranas, as temperaturas são mais baixas, com média de 20 °C a 25 °C, com mínimas anuais muitas vezes alcançando entre 12 °C e 16 °C.  É raro as temperaturas ultrapassarem os 35 °C na região litorânea, ao contrário do que ocorre no Sertão cearense, onde a amplitude térmica diária pode ser relativamente grande ao longo do dia devido à menor umidade. Em todo o estado, os dias mais frios ocorrem geralmente em junho e julho e os mais quentes, entre outubro e fevereiro.

#### Secas
O clima do Ceará é marcado pela aridez. As secas são periódicas, e, desde que a ocupação territorial foi consolidada, a população tenta resolver o problema da escassez de água. A seca de 1606 foi a primeira a marcar a história da ocupação do território. Outra seca de grande impacto foi registrada entre 1777 e 1779, a chamada seca dos três setes, responsável pelo enfraquecimento da indústria das charqueadas, que teve seu golpe final no período de grandes secas entre 1790 e 1794.
Durante as décadas seguintes, até 1877, o Ceará viveu relativa tranquilidade, sem grandes estiagens, até que naquele ano e nos dois seguintes uma grande seca prejudicou fortemente a agropecuária no estado. No começo do século XX, foi criada a Inspetoria de Obras Contra as Secas, que mais tarde passaria a ser o Departamento Nacional de Obras Contra as Secas (DNOCS), com sede em Fortaleza, para realizar estudos, planejamentos e obras contra as estiagens, em 1909. Com o trabalho do DNOCS, várias barragens foram construídas em todos os estados do Nordeste. Na década de 1930, foi instituído o polígono das secas, no qual a quase totalidade do território cearense (92,99%) está inserido.
Atualmente, existem muitos órgãos do governo cearense voltados para a problemática do clima. A Companhia de Gestão dos Recursos Hídricos juntamente com a Superintendência de Obras Hidráulicas são os órgãos que fazem a gerência de várias barragens e o planejamento de adutoras e canais. A Fundação Cearense de Meteorologia e Recursos Hídricos (FUNCEME) é a responsável pelo monitoramento climático. Finalmente, o órgão central é a Secretaria dos Recursos Hídricos, que faz toda a estruturação de metas e planos para combater a seca no Ceará.

### Meio ambiente

#### Biodiversidade e unidades de conservação

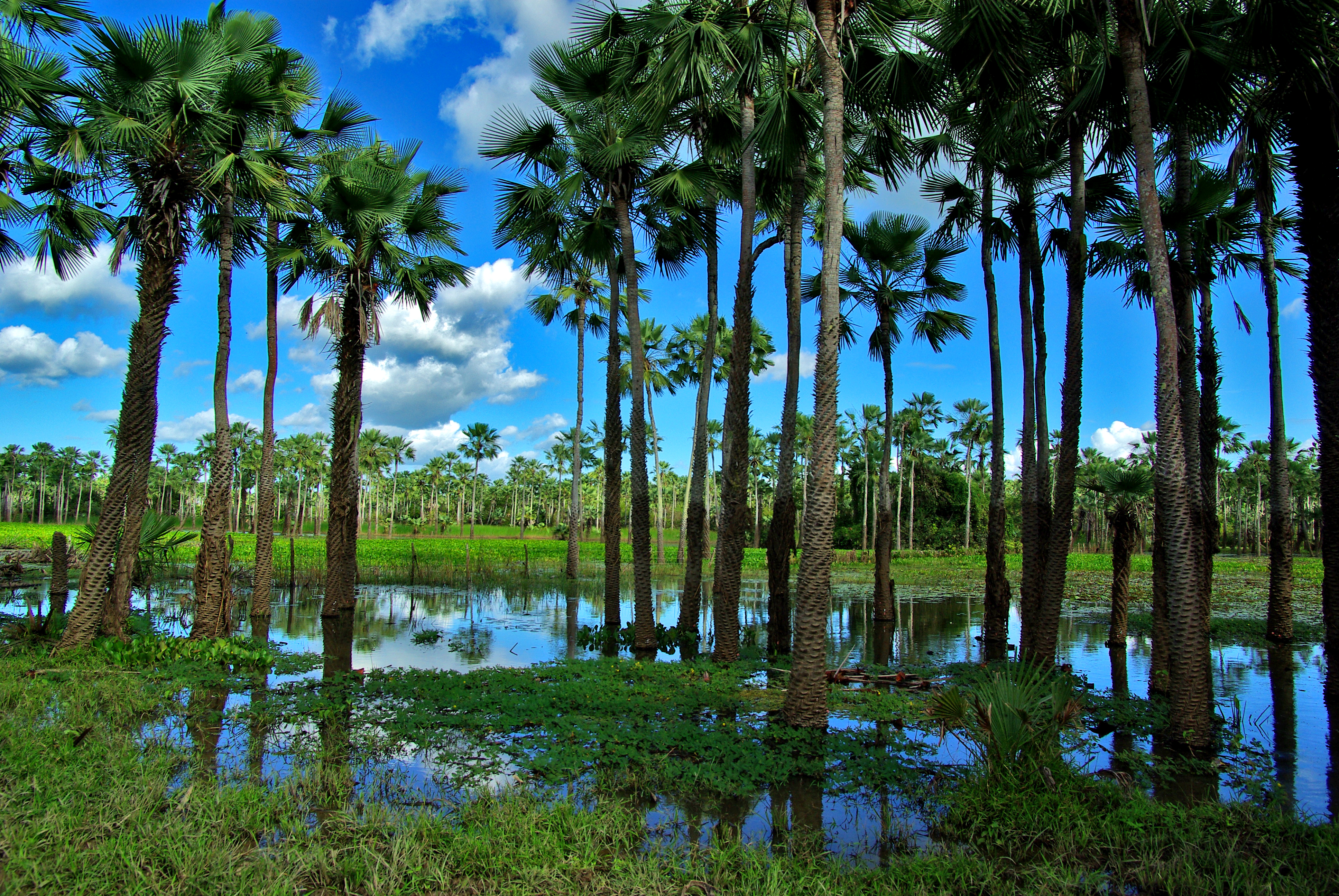
A carnaúba (Copernicia prunifera) é a árvore símbolo do Ceará e ocupa grandes extensões no sertão cearense

Inserido no bioma da caatinga, com período chuvoso restrito a cerca de quatro meses do ano e alta biodiversidade adaptada, o Ceará o único a estar completamente inserido na sub-região do sertão. A sazonalidade característica desse bioma se reflete em uma fauna e flora integradas às condições semiáridas. Consequentemente, há grande número de espécies endêmicas, sobretudo nos brejos e serras, isolados pela caatinga, e refúgios da flora e fauna de matas tropicais úmidas.
Destacam-se, na flora cearense, a carnaúba, considerada um dos símbolos do estado e também importante fonte econômica, e a Zephyranthes sylvatica, flor original do habitat cearense. Existe ainda o carrasco, vegetação xerófila peculiar, que surge no reverso da Serra da Ibiapaba e do Araripe, áreas mais secas, caracterizando-se por uma flora arbustiva e arbórea predominantemente lenhosa, ao contrário da caatinga. O carrasco distingue-se ainda da caatinga pela quase inexistência de cactos e bromeliáceas. Alguns estudiosos se referem a essa vegetação como uma espécie de transição entre o cerrado, a floresta tropical e a caatinga.
Em todo o território cearense existem 119 unidades de conservação, das quais 39 estaduais, vinte municipais e doze federais, além de 48 unidades de conservação particulares, as chamadas reservas particulares do patrimônio natural (RPPN). As unidades de conservação federais, administradas pelo Instituto Chico Mendes de Conservação da Biodiversidade (ICMBio), são os parques nacionais de Jericoacoara e Ubajara; as estações ecológicas de Aiuaba e do Castanhão; as florestas nacionais de Araripe-Apodi e de Sobral; as reservas extrativistas da Prainha do Canto Verde e do Batoque e as áreas de proteção ambiental da Chapada do Araripe, Delta do Parnaíba, Serra da Ibiapaba e Serra da Meruoca. O governo do Ceará, por sua vez, mantém 39 unidades de conservação, sendo dezoito delas áreas de proteção ambiental, nove parques estaduais, cinco áreas de relevante interesse ecológico, cinco monumentos naturais, uma estação ecológica e um refúgio de vida silvestre.

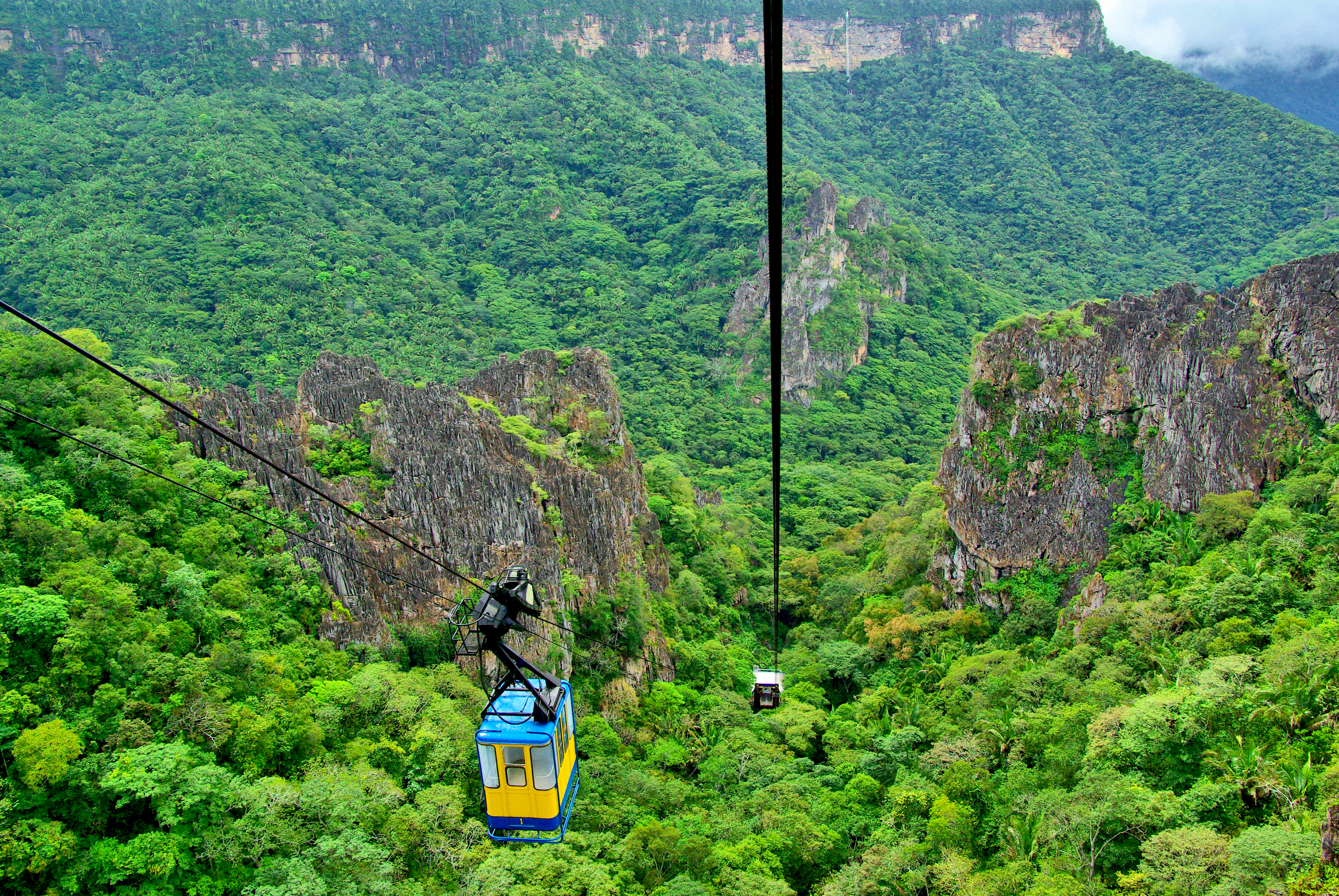
O Parque Nacional de Ubajara possui um passeio de teleférico por uma depressão de mais de 500 metros
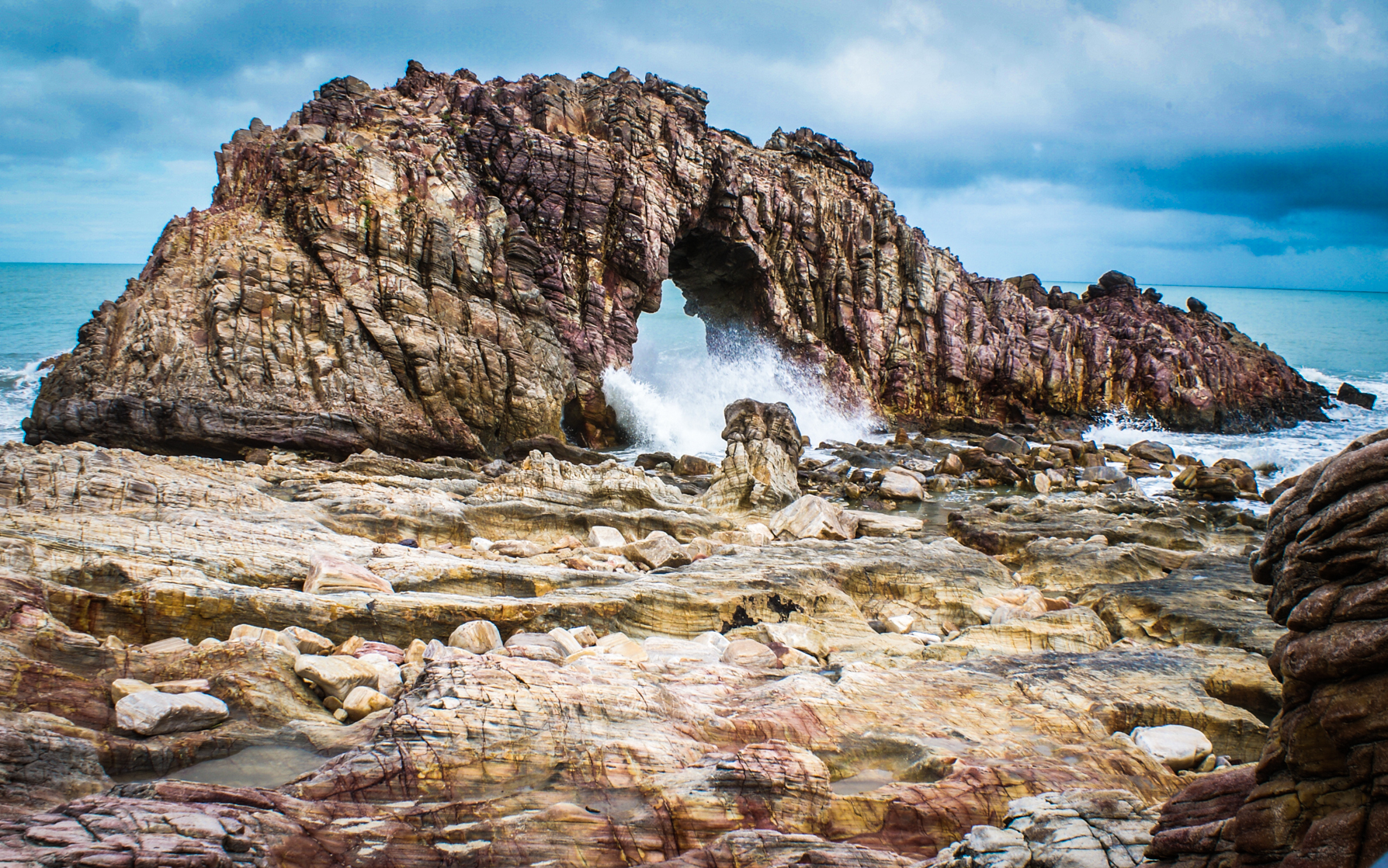
Formação rochosa da Pedra Furada, atrativo turístico no Parque Nacional de Jericoacoara
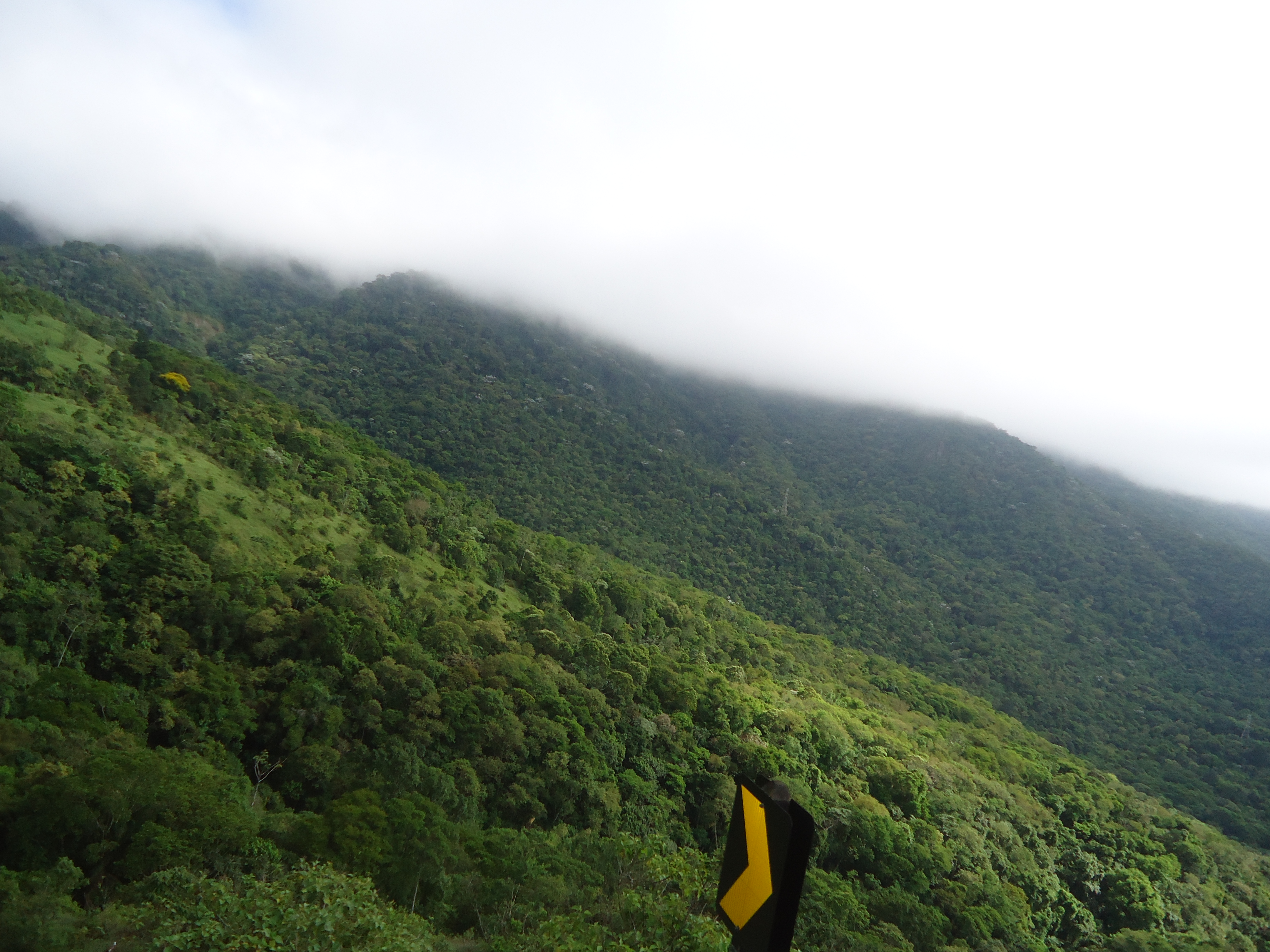
Serra de Palmácia, parte da Área de Proteção Ambiental da Serra de Baturité
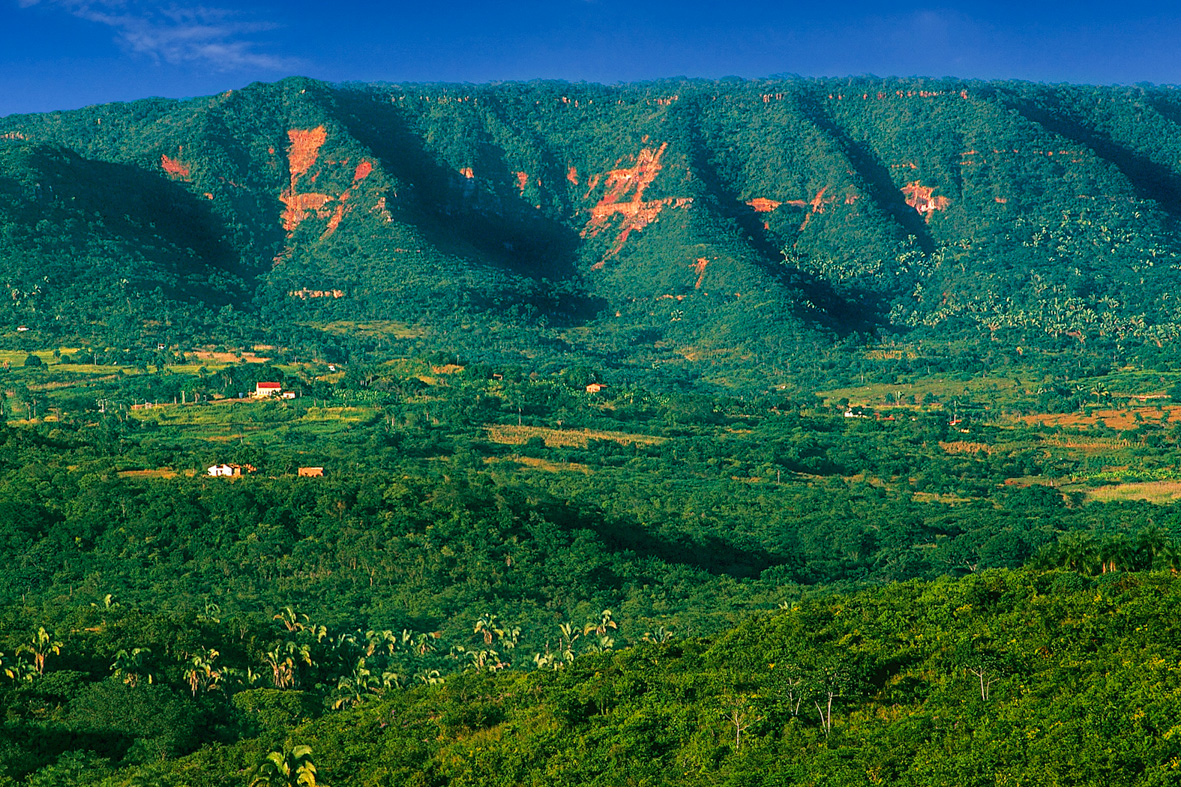
A Chapada do Araripe a partir do seu sopé no Crato
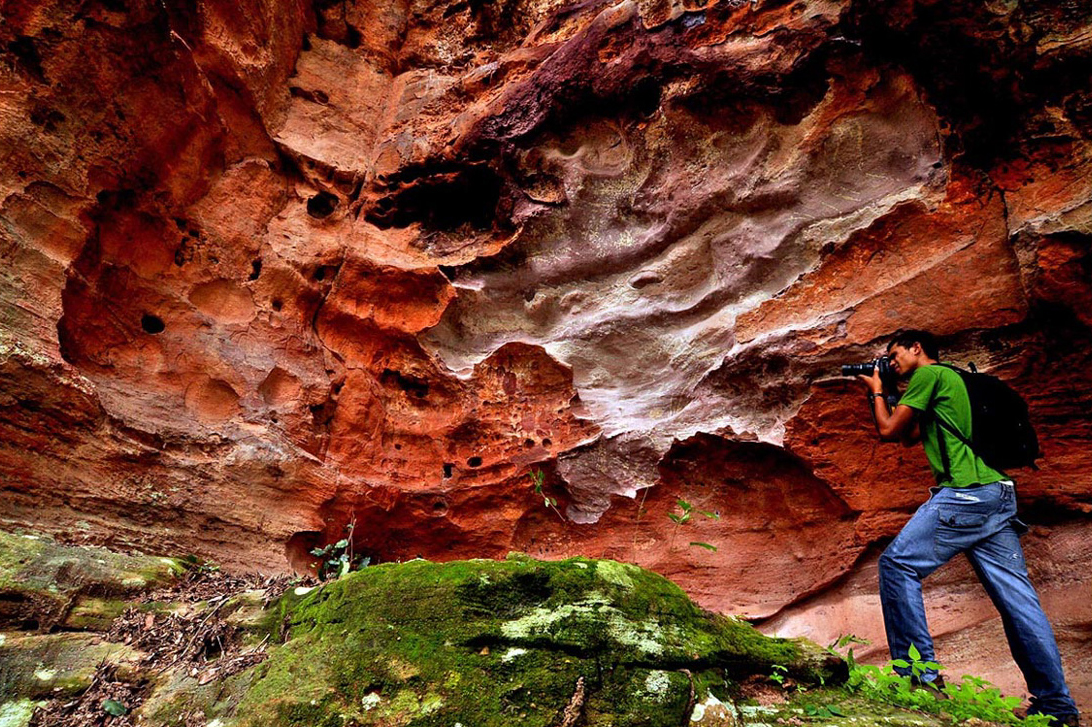
Geoparque Araripe, o primeiro nas Américas reconhecido pela UNESCO

#### Problemas ambientais

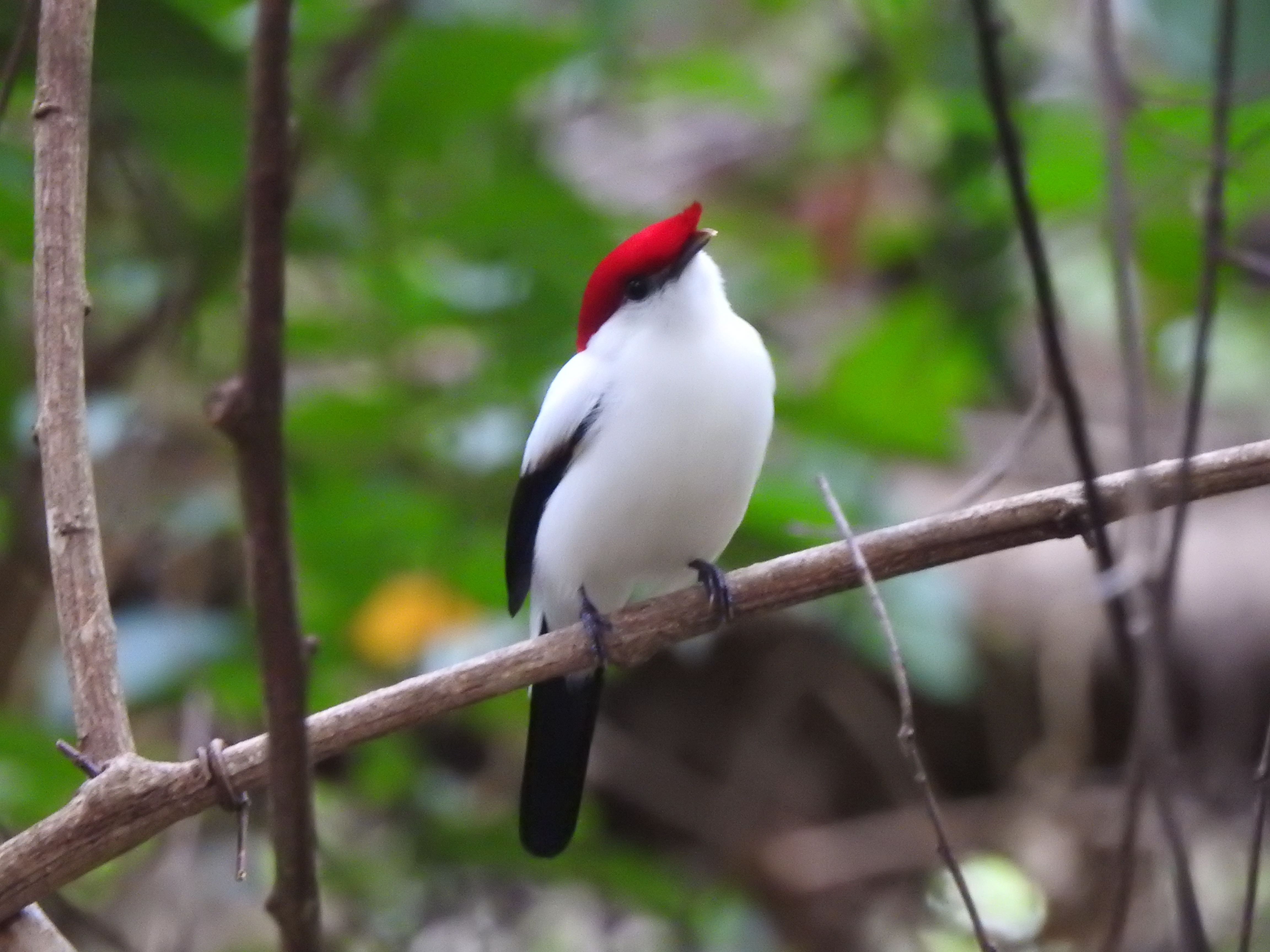
O soldadinho-do-araripe (Antilophia bokermanni), espécie endêmica da Chapada do Araripe e criticamente ameaçada de extinção

Os ecossistemas do estado estão profundamente danificados e muito pouco preservados. As regiões de floresta tropical e cerrado, nas serras e chapadas de elevada altitude, possuem grande concentração demográfica, intenso uso para fins agropecuários e, comparativamente, pouca preservação e fiscalização ambiental. Os crimes ambientais são praticados constantemente em áreas como a APA Araripe - sobretudo as queimadas e retirada de lenha - e não podem ser reprimidos devido ao parco efetivo de fiscais, dentre outros motivos. Atualmente a mata atlântica ocupa apenas 1,2% do território estadual, tendo sido bem mais extensa no passado, mas 44% do restante está em áreas de preservação, o que, porém, não tem garantido sua total conservação.
Em situação ainda mais grave está a extensa caatinga cearense, que conta com uma ínfimos 0,45% de preservação, embora represente, em suas variadas formas, 92% do território estadual. 80% da caatinga cearense estão devastados, e muitas das áreas restantes, apesar de aparentemente conservadas, não passam de formas vegetais secundárias menos ricas e alteradas pela substituição de espécies vegetais, o que acarreta graves prejuízos para o solo e os já escassos recursos hídricos. A desertificação avança no estado e atinge níveis preocupantes, sobretudo em Irauçuba.

## Demografia
O Ceará é, em termos regionais, o terceiro estado mais populoso do Nordeste, superado por Bahia e Pernambuco, e o oitavo do Brasil. No último censo do IBGE, em 2010, a população cearense era de 8 452 381 habitantes (4,4% da população brasileira), dos quais 75,09% na zona urbana e 24,91% na zona rural. De acordo com o mesmo censo, 51,26% eram do sexo feminino e 48,74% do sexo masculino, resultando em uma razão de aproximadamente 95 homens para cada cem mulheres. Quanto à faixa etária, 66,52% tinham entre 15 e 64 anos, 25,89% menos de quinze anos e 7,59% acima dos 65 anos. A densidade demográfica é de 56,76 hab/km², acima do valor nacional (22,43 hab/km²). A capital, Fortaleza, abrigava sozinha 29% da população cearense. Entre os censos de 2000 e 2010, o crescimento populacional do Ceará foi de 13,93%, valor um pouco superior às taxas regional (11,29%) e nacional (12,48%).
A transição demográfica tem ocorrido rapidamente no estado: a taxa de natalidade, que nos anos 1970 era bastante alta, caiu 17,96‰ em 2008, e a taxa de mortalidade nesse ano estava em 6,41‰. A taxa de fecundidade em 2009 foi de 2,15 filhos por mulher, ligeiramente acima da taxa de reposição da população, o que representou um aumento em relação a 2008, fazendo o Ceará apresentar uma taxa superior à média nordestina. A taxa de crescimento demográfico caiu de uma média de 2,6% na década de 1950 para 1,73% durante os anos 1990. Com a transição demográfica em curso, a proporção de idosos no conjunto da população aumentou de 2,4% em 1950 para 6,72% em 2004, e já em 2009 10,5% dos cearenses possuíam 60 anos ou mais. Em sentido contrário, os jovens de 0-14 anos passaram de 45,7% em 1950 para 28,9% em 2006. Por último, a taxa de urbanização, que em 1940 era de 22,7%, foi estimada em 2006 em 76,4%, tendo se acelerado muitíssimo nas últimas décadas (só em 1980 a população urbana passou a ser majoritária, com 53,1%).
A religião é muito importante para a maior parte da população cearense. O estado é o terceiro mais católico do País, em termos proporcionais, com 86,7% da população seguindo o catolicismo. Em seguida, vêm os protestantes, somando 9,01%; os que não possuem nenhuma religião, com apenas 2,82%; e os fiéis de outras religiões, com 1,34%.

### Regiões metropolitanas
A Região Metropolitana de Fortaleza, onde se localiza a capital, foi criada pela Lei complementar federal nº 14, de 8 de junho de 1973, que instituía, também, outras regiões metropolitanas no país. Inicialmente, a Região Metropolitana de Fortaleza era formada por apenas por Fortaleza, Caucaia, Maranguape, Pacatuba e Aquiraz, sendo, posteriormente, adicionados os municípios de Maracanaú (1983); Eusébio (1987); Itaitinga e Guaiúba (1992); Chorozinho, Pacajus, Horizonte e São Gonçalo do Amarante (1992); Pindoretama e Cascavel (2009) e Paracuru, Paraipaba, Trairi e São Luís do Curu (2014).
No interior, existem as regiões metropolitanas do Cariri (RMC) e de Sobral (RMS). A primeira foi criada pela lei complementar estadual nº 78, de 29 de junho de 2009, e é formada por nove municípios do sul cearense: Barbalha, Caririaçu, Crato, Farias Brito, Várzea Alegre, Jardim, Juazeiro do Norte, Missão Velha, Nova Olinda e Santana do Cariri. A RMS foi instituída mediante a aprovação da lei complementar estadual nº 168, de 27 de dezembro de 2016, e é formada por dezoito municípios: Massapê, Senador Sá, Pires Ferreira, Santana do Acaraú, Forquilha, Coreaú, Moraújo, Groaíras, Reriutaba, Varjota, Cariré, Pacujá, Graça, Frecheirinha, Mucambo, Meruoca, Alcântaras e Sobral.
Há forte concentração populacional na Região Metropolitana de Fortaleza, onde se verifica um maior contingente na capital e suas cidades do entorno que formam uma mancha urbana contínua. Entre 2010 e 2018, a Região aumentou de 42,68% para 44,69% sua participação em relação à população estadual e teve um incremento populacional de 12,69%, com uma taxa de crescimento de 1,5% do ano. Destaca-se também a RMC, a partir a conurbação entre as cidades de Juazeiro do Norte, Crato e Barbalha, o chamado Crajubar. Nessas duas regiões estão os municípios mais densamente povoados do estado: Fortaleza (7 775,52 hab./km²), Maracanaú (2 231,91), Juazeiro do Norte (1 105,62), Eusébio (941,03) e Pacatuba (611,88).

### Desenvolvimento humano
A expectativa de vida do cearense foi de 71,0 anos em 2009, com uma das maiores diferenças do país entre os homens (66,8 anos, 0,1 ano a menos que a média nordestina) e as mulheres (75,4 anos, 1,3 ano a mais que a média nordestina). O valor atual representa uma melhora de 5,3% em relação à de 1999 (67,4 anos). Assim, o estado acompanhou e até superou o aumento geral da esperança de vida do brasileiro, que foi de 4,4% (passando de 70,0 para 73,1 anos no mesmo período). Ainda assim, está muito inferior à maior expectativa de vida do País, que é a do Distrito Federal (75,8 anos).
O Ceará foi o estado que mais diminuiu a mortalidade infantil de 1980 a 2006, atingindo 30,8 por mil a partir da altíssima taxa de 111,5 por mil de 1980. Houve, portanto, uma redução de 72,4%. Ainda assim, o Ceará em 2008 estava acima da taxa de mortalidade nacional de 24,9 por mil. Por outro lado, dentre os estados nordestinos, só perde para o Piauí (29,3 mortes por mil nascimentos). Seu desenvolvimento humano, contudo, ainda é muito incipiente, embora tenha gradualmente avançado: de um IDH de 0,604 em 1991, passou a 0,723 em 2005. O componente do IDH que mais avançou foi o da Educação, que passou de 0,604 para 0,808 no mesmo período, sobretudo devido ao grande aumento da matrícula de jovens.
Em 2008, o Ceará atingira índices sociais mais altos que a média do Nordeste em diversos aspectos, como a expectativa de vida, escolaridade média e analfabetismo funcional, e apresentava tendência à diminuição de sua disparidade com relação à média do Brasil, superando já o índice nacional no tocante ao desemprego, ao índice de Gini e à razão entre os 10% mais ricos e os 50% mais pobres da população, denotando uma desigualdade de renda que, outrora maior que a brasileira, tornou-se ligeiramente menor a partir de 2006. Segundo o Índice Firjan de Desenvolvimento Municipal (IFDM) de 2011, o Ceará em 2009 havia se tornado o estado com mais alto desenvolvimento da Região Nordeste e o 12º do Brasil, com índice 0,7129.

### Religiões

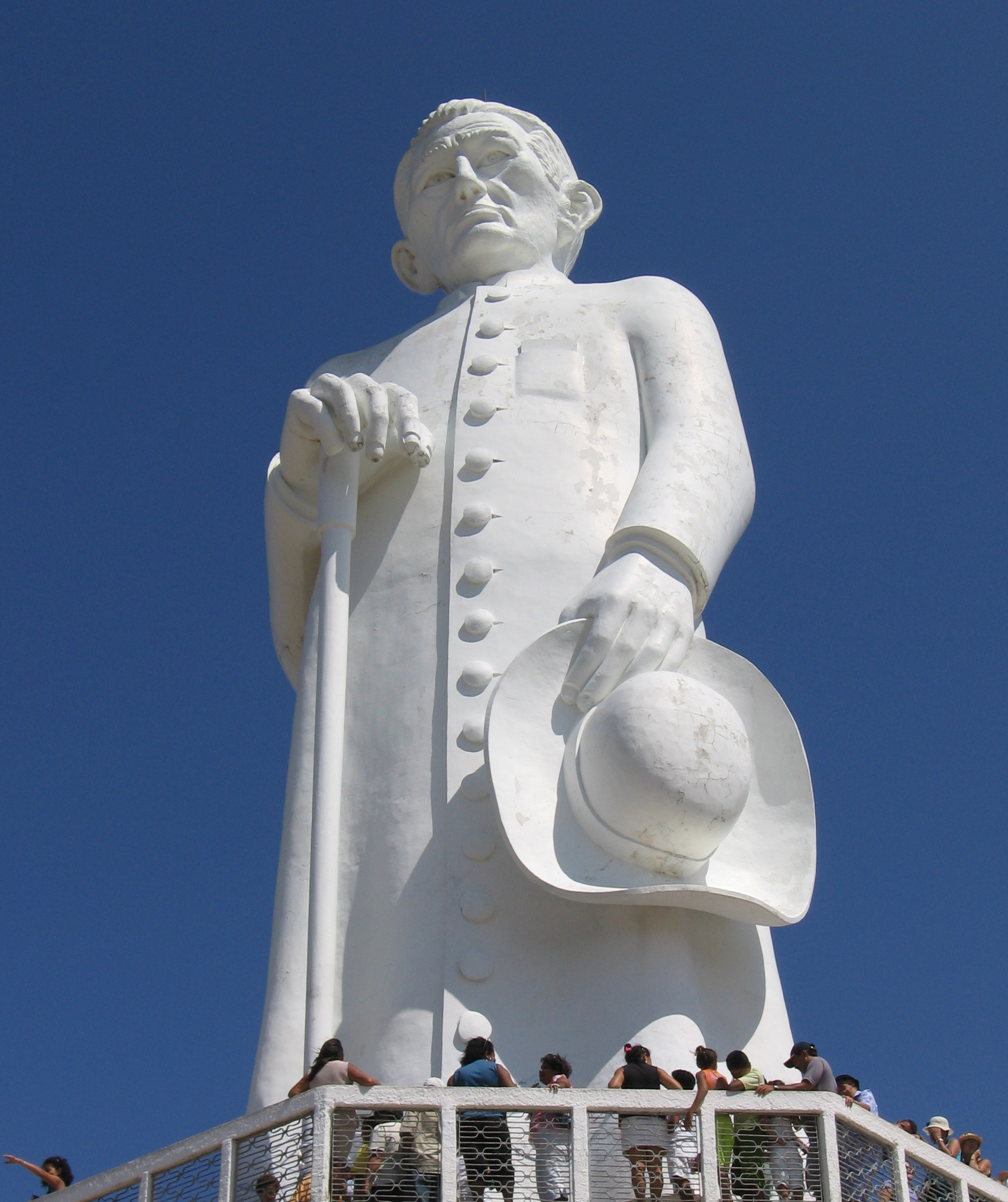
Estátua do Padre Cícero na colina do Horto, em Juazeiro do Norte

A religião é muito importante na cultura da maior parte dos cearenses, sendo um fator de extrema importância na construção da identidade do povo do estado. O Cristianismo é a religião de hegemonia no Ceará e a Igreja Católica é a confissão cristã que mais deixou marcas na cultura cearense. Foi a única reconhecida pelo governo até 1883, quando, na capital da província, foi fundada a Igreja Presbiteriana de Fortaleza.
Durante todo o século XX, várias igrejas se instalaram no estado e no final desse século houve um aumento considerável de pessoas de outras religiões. Contudo, o Ceará é ainda o segundo estado brasileiro com maior proporção de católicos, 85% da população, segundo dados de 2000. Os evangélicos são 8,2%, os espíritas, 0,4%, os membros de outras religiões, 0,9%, e os sem religião, 3,7%.
O catolicismo tem uma extensa rede de igrejas e organizações religiosas em todo o Ceará. A Província Eclesiástica de Fortaleza, encabeçada pela Arquidiocese de Fortaleza, lidera oito dioceses: Crateús, Crato, Iguatu, Itapipoca, Limoeiro do Norte, Quixadá, Sobral e Tianguá. A Igreja Católica foi uma grande força política no passado, sobretudo até a primeira metade do século XX, época em que organizações católicas influenciaram decisivamente os rumos da política estadual.

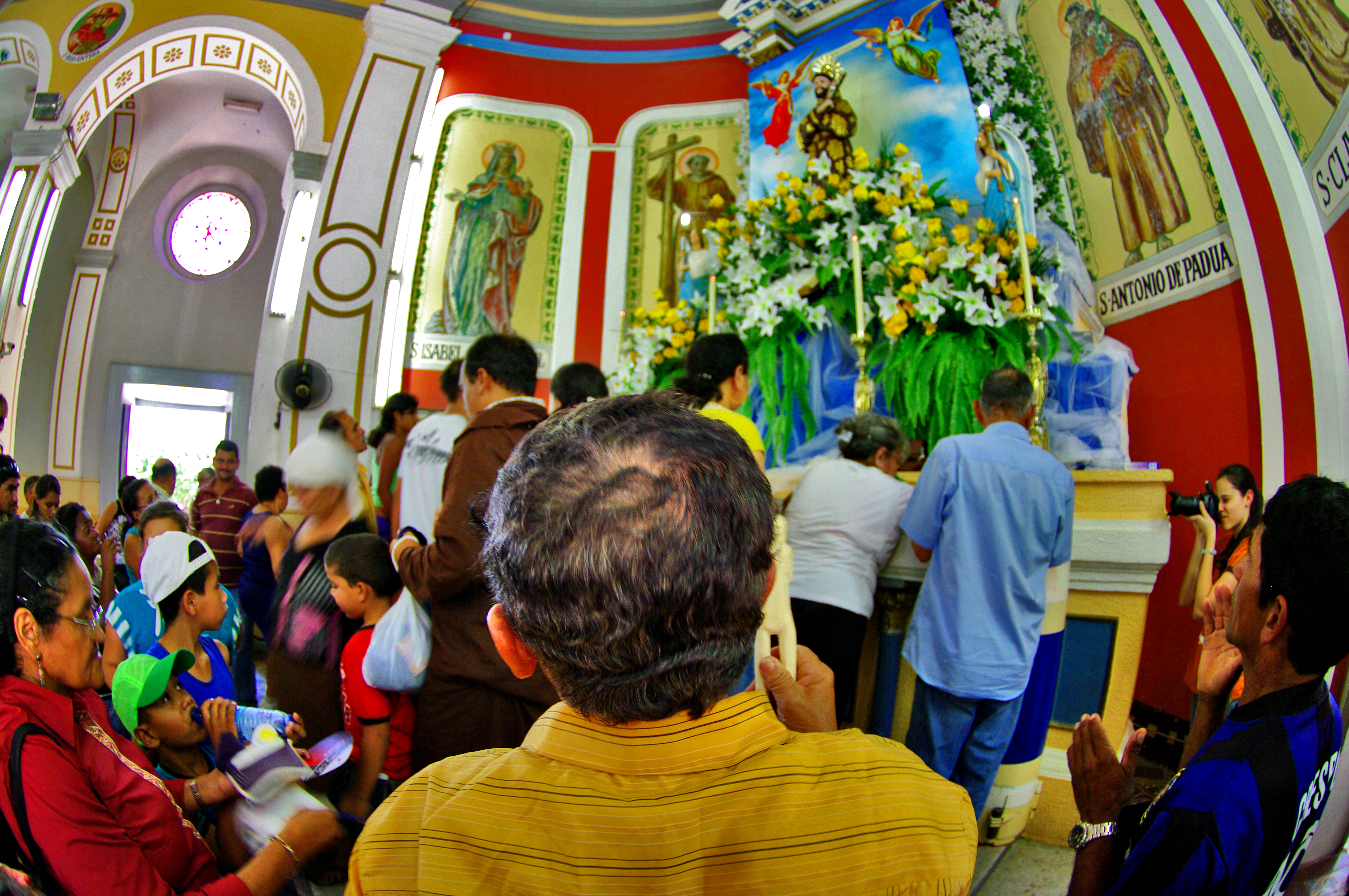
A romaria em honra a São Francisco das Chagas, em Canindé, é considerada a segunda maior do mundo

Cada um dos 184 municípios cearenses possui seu padroeiro. O padroeiro do Ceará é São José. O seu dia no calendário religioso, 19 de março, é feriado estadual. Segundo a tradição popular cearense e a tradição dos profetas da chuva, essa data tem grande significado, pois, se nesse dia houver chuva, o "inverno" (estação chuvosa) estará garantido. Do contrário, a seca estará inegavelmente caracterizada.
A fé sertaneja, muitas vezes associada ao messianismo e marcada por profunda relação com os santos, rituais e datas religiosas, foi e continua sendo bastante influente na história cearense e nos costumes e festejos cearenses. A cidade de Juazeiro do Norte surgiu de um assentamento que, sob orientação do Padre Cícero, considerado pela fé popular um santo, tornou-se um local de peregrinação religiosa e, nos últimos anos, atrai milhares de crentes de vários locais do Brasil. Outro local de grande peregrinação religiosa no Ceará é a cidade de Canindé que abriga um importante santuário em devoção a São Francisco, considerado o maior das Américas.

### Composição étnica
A constituição étnica do povo cearense remonta a muitos séculos. O censo de 1813 mostrava uma configuração já tendente à atual, com predominância de pardos: 28% de brancos, 6% de indígenas, 16% de negros e 50% de pardos.
| Cor/Raça  | População (2022) | Porcentagem |
| --------- | ---------------- | ----------- |
| Pardos    | 5.690.973        | 64,7%       |
| Brancos   | 2.456.214        | 27,9%       |
| Negros    | 595.694          | 6,8%        |
| Indígenas | 56.372           | 0,6%        |
| Amarelos  | 11.256           | 0,1%        |

O povo cearense foi formado pela miscigenação de indígenas catequizados e aculturados após longa resistência, colonizadores europeus e negros que viviam como trabalhadores livres ou escravos. O povoamento do território foi bastante influenciado pelo fenômeno natural da seca. Em 2008, a distribuição da população cearense por cor era de 33,05% autodeclarados brancos, acima dos 30,02% verificados na contagem de 1998; 3,03% autodeclarados negros, acima dos 1,22% em 1998; e 63,39% de autodeclarados pardos, proporção essa que diminuiu, comparada à de 1998, de 68,69%. Em proporção, o Ceará tem mais brancos e menos negros que a média nordestina, mesmo que a proporção de pessoas que se autodeclaram negras tenha aumentado bastante.

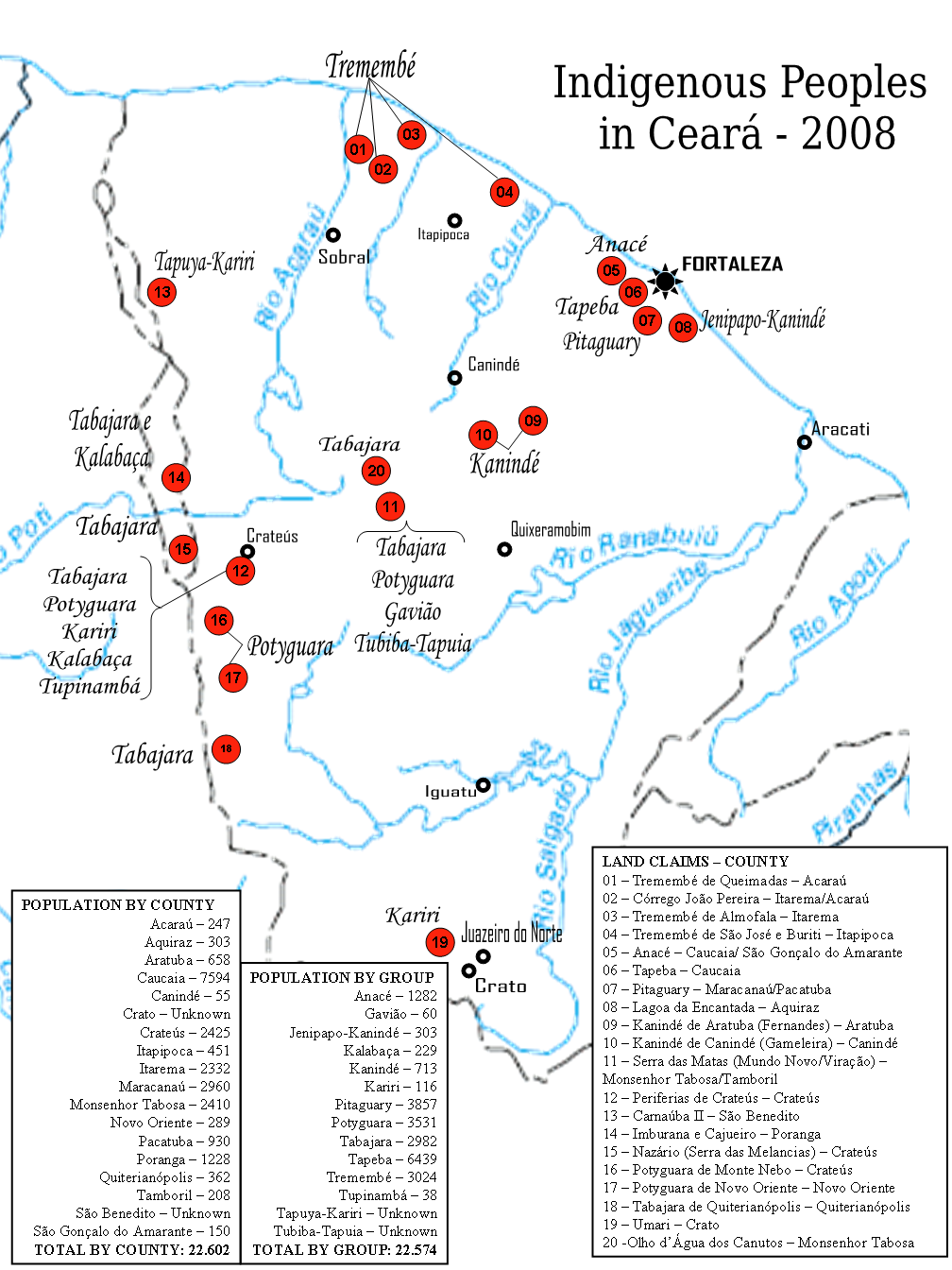
Mapa indicando a presença indígena contemporânea no Ceará

Em decorrência das características econômicas que sempre predominaram no Ceará, como a pecuária e a cotonicultura, e aos aspectos naturais da terra, como o regime periódico de secas, que gerava graves situações de escassez de alimentos em várias áreas sertanejas, a escravidão africana não vicejou no estado da mesma forma que ocorreu no restante do país à época. Dessa forma, a população negra cearense sempre foi relativamente pequena. Vários negros, contudo, migraram para o Ceará como homens livres e fincaram raízes. Estudos indicam que a maior parte dos negros cearenses tinham origem em povos bantus e do Benim. Em 1864, havia apenas 36 mil cearenses escravos; número que, em 1887, reduzira-se para apenas 108 dentro de uma população que, já em 1872, era composta por 721 686 habitantes. Em 1813, os escravos representavam 11,5% dos cearenses, dos quais 63% eram negros. Ao fazer comparação com estados escravistas próximos, constata-se quão pouco importante era a escravidão na sociedade do Ceará: em 1864, Pernambuco tinha 260 mil escravos, permanecendo ainda com 41 122 em 1887; e a Bahia, 300 mil escravos em 1864 e 76 838 escravos restantes em 1887.
Segundo dados do estudo Frequência de Antígenos HLA em uma Amostra da População Cearense, realizado pelo professor Dr. Henry Campos, professor da Faculdade de Medicina da Universidade Federal do Ceará, há um predomínio nítido de um antígeno no grupo de cearenses que não é o mesmo presente nas populações de negros e portugueses.
O Ceará tem, atualmente, quinze etnias indígenas nativas reconhecidas. A população estimada dessas etnias é de 22,5 mil, de acordo com dados do Distrito Sanitário Especial Indígena do Ceará (FUNASA). No Ceará, muitas pessoas desconheciam a existência dos índios, pois políticas oficiais, durante muito tempo, obrigaram os indígenas a esconderem sua identidade. Um decreto da Assembleia Provincial do Ceará, datado de 1863, declarou que não havia índios na província.

## Política

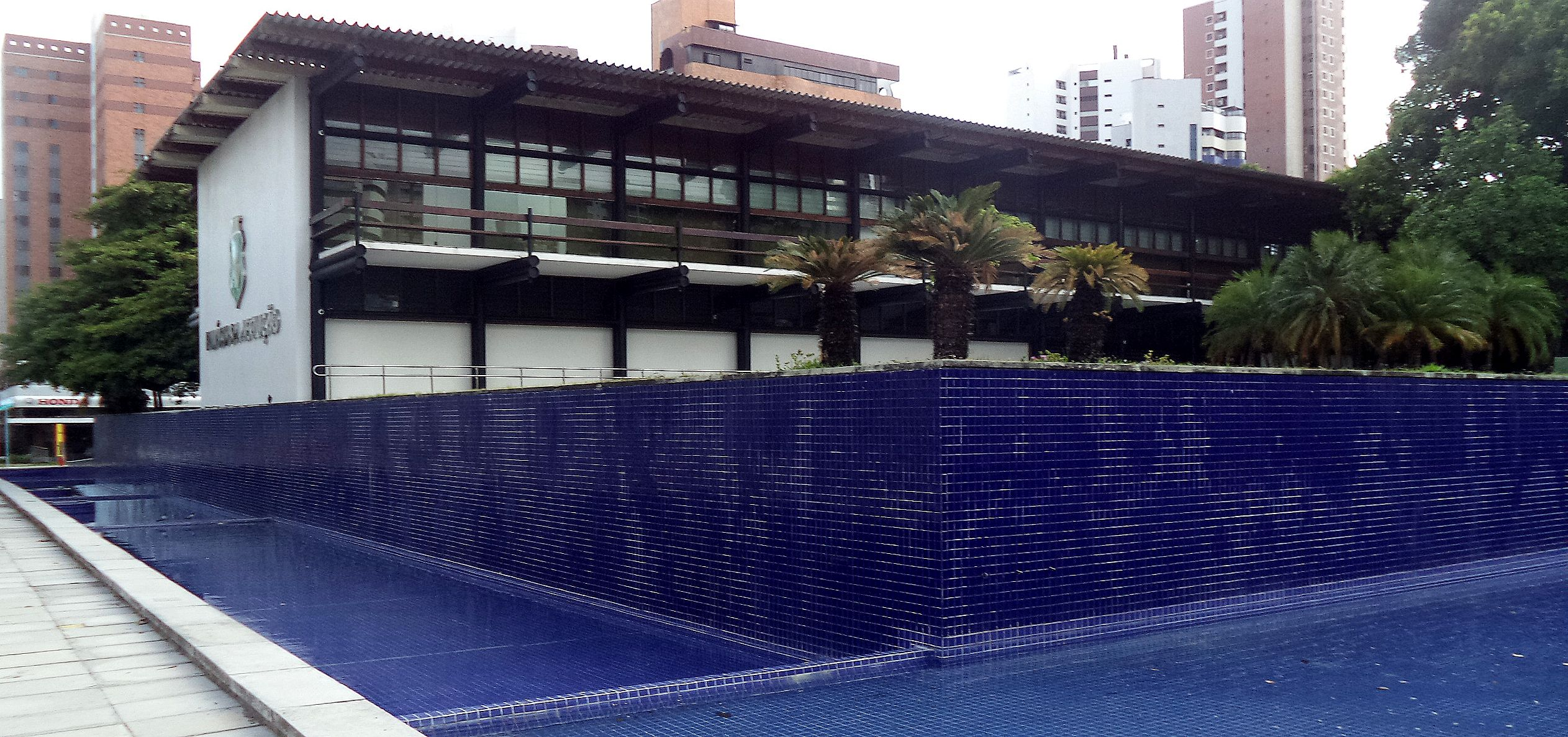
Palácio da Abolição, sede do governo do estado

O estado é governado por três poderes: o Poder Executivo, representado pelo governador do Ceará; o Poder Legislativo, representado pela Assembleia Legislativa do Ceará; e o Poder Judiciário, representado pelo Tribunal de Justiça do Estado do Ceará. O Executivo é exercido pelo governador e todas as secretarias de estado, órgãos vinculados e a administração indireta. Exemplos de órgãos que integram essa administração são as secretarias da Ciência e Tecnologia, de Educação e da Fazenda, e ainda o Departamento de Edificações e Rodovias. A administração indireta é feita por autarquias, empresas públicas e fundações, tais como a Escola de Saúde Pública do Ceará, a Companhia de Água e Esgoto do Ceará e a Fundação Cearense de Apoio ao Desenvolvimento Científico e Tecnológico.

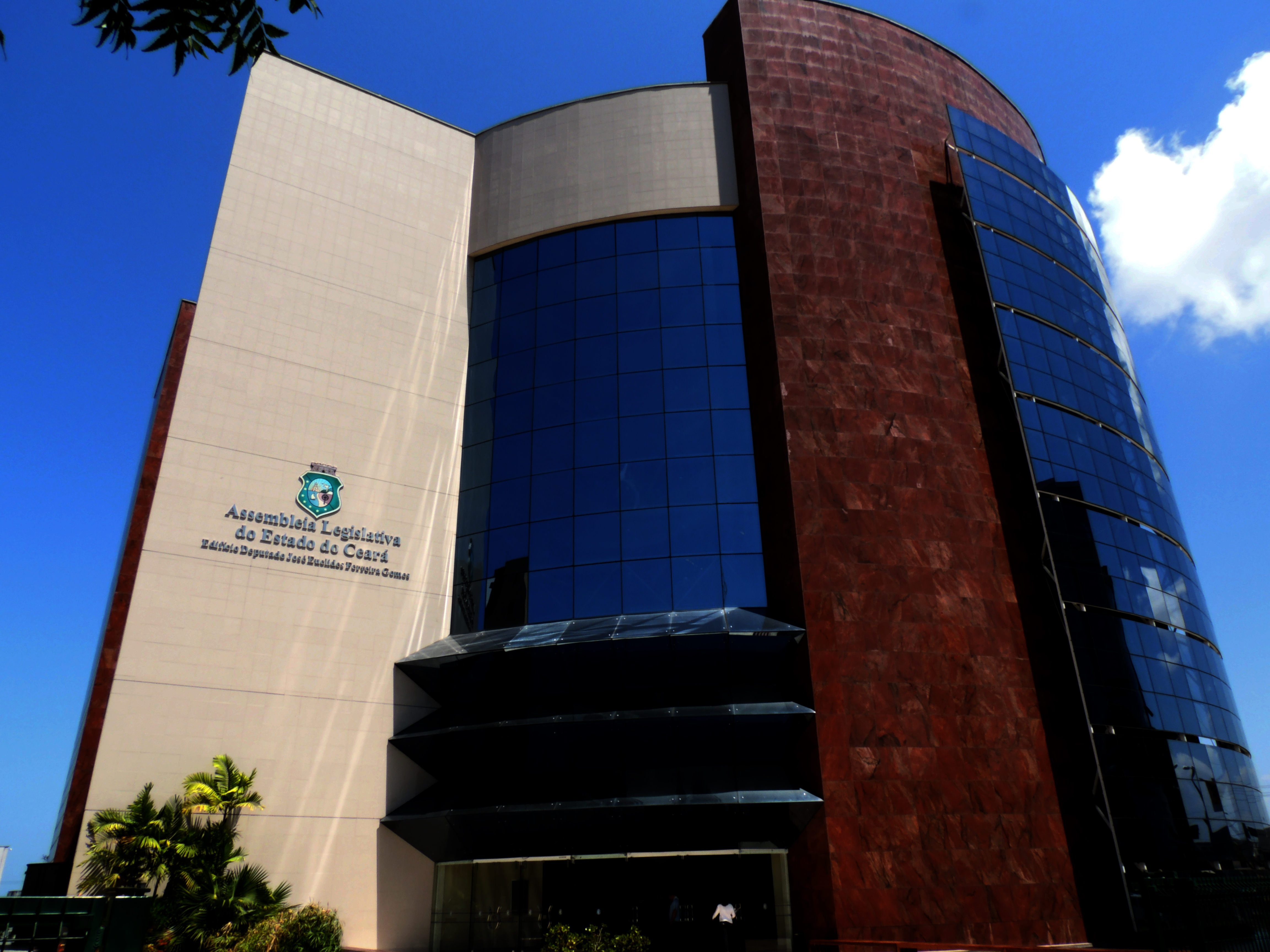
Edifício Deputado José Euclides Ferreira Gomes, parte da assembleia legislativa

O Poder Legislativo é exercido pela Assembleia Legislativa do Ceará, que é composta por 46 deputados. O legislativo estadual fiscaliza as contas públicas do executivo, bem como aprova e regula todas as leis com jurisdição no território do Ceará. A TV Assembleia é um órgão de comunicação da assembleia do Ceará, que divulga as ações desta instituição. Na função de fiscal das atividades do poder executivo, a assembleia do Ceará é auxiliada por dois tribunais de contas, o Tribunal de Contas do Estado do Ceará, fiscal do governo estadual, e Tribunal de Contas dos Municípios do Estado do Ceará, fiscal das prefeituras, que também auxilia as câmaras municipais nessa tarefa.
O Judiciário cearense tem como instância máxima o Tribunal de Justiça do Estado do Ceará, composto por 27 desembargadores.

## Subdivisões
O Ceará é composto por 184 municípios, que estão distribuídos em 18 regiões geográficas imediatas, que por sua vez estão agrupadas em seis regiões geográficas intermediárias, segundo a divisão do Instituto Brasileiro de Geografia e Estatística (IBGE) vigente desde 2017. As regiões geográficas intermediárias foram apresentadas em 2017, com a atualização da divisão regional do Brasil, e correspondem a uma revisão das antigas mesorregiões, que estavam em vigor desde a divisão de 1989. As regiões geográficas imediatas, por sua vez, substituíram as microrregiões. O Governo do Ceará dividiu o estado em oito macrorregiões de desenvolvimento e em vinte regiões administrativas.

### Litígio territorial

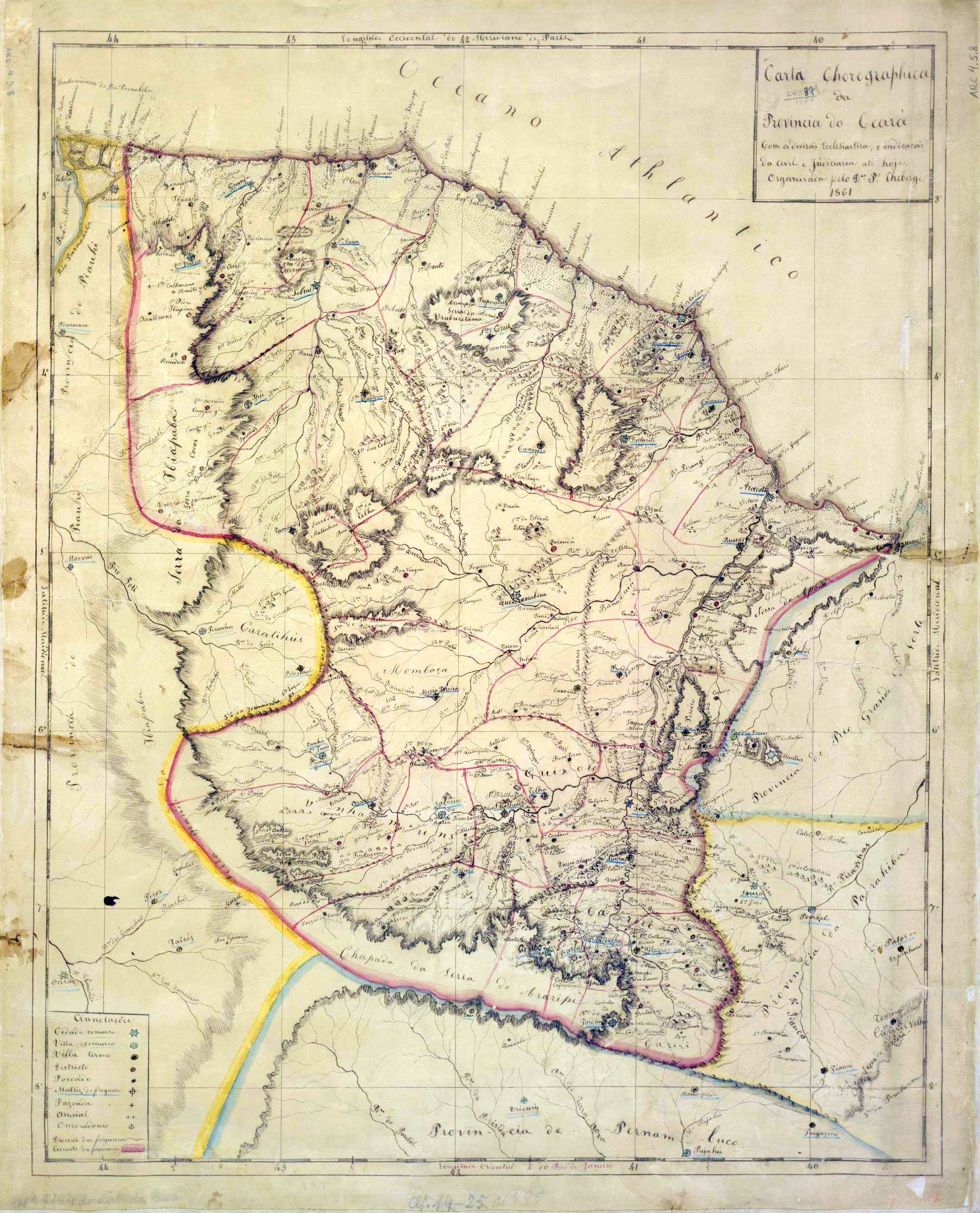
Ceará de 1861, sem Crateús e Independência

No governo colonial do Governador Sampaio, o engenheiro Silva Paulet apresentou mapa da província em 1818 que mostrou o limite oeste do litoral até a foz do Rio Igaraçu. Desta forma, a então localidade de Amarração, atual cidade de Luís Correia, faria parte do Ceará. Durante o século XIX, a localidade teve assistência da cidade cearense vizinha, Granja, até que em 1874 os parlamentares estaduais decidiram elevar a localidade à categoria de vila. Essa atitude chamou a atenção dos políticos do Piauí, que reivindicaram esse território. A solução ocorreu em 1880, quando foi decidindo que haveria uma troca, na qual Piauí restabeleceu a totalidade de seu litoral e o Ceará incorporou os municípios de Crateús e Independência.
Desde essa época, persistem na divisa do Ceará com o Piauí vários pontos com indefinições de seus limites. A área total em disputa seria de aproximadamente 3 000 km², o que equivale ao dobro da área do município de São Paulo. Depois da Constituição de 1988, foi proposto que, em 1991, seriam resolvidas as questões de limites entre os estados, mas somente em 2008 um acordo foi apresentado. O acordo, no entanto, não foi concretizado, pois o Piauí abandonou as negociações. Diversas propostas surgiram como tentativa de resolução do litígio, entre elas a de um plebiscito.

## Economia

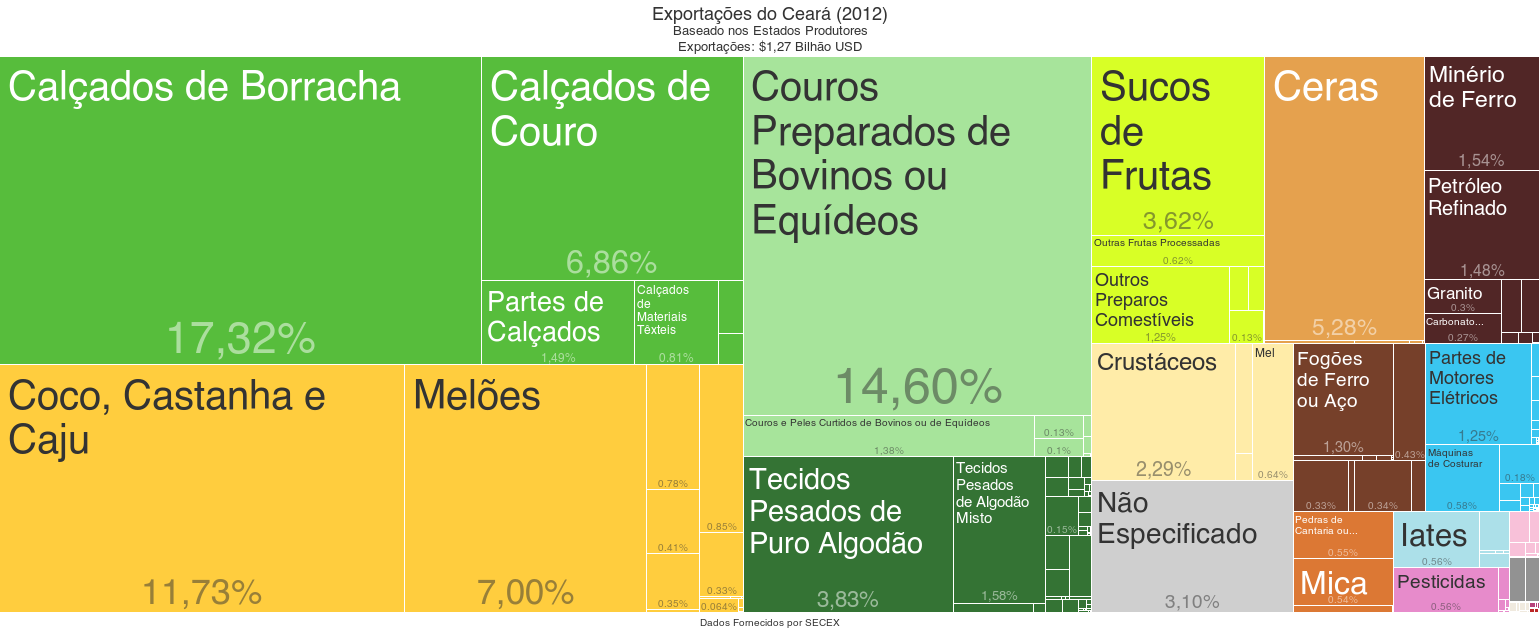
Exportações do Ceará - (2012).

Em 2008, o PIB cearense, em preços de mercado, foi de R$ 60 098 877 000, dos quais 47,17% estão concentrados na capital Fortaleza, segundo estudo do Ipece. Os cinco municípios com PIB per capita mais altos no Ceará são: Eusébio, Horizonte, Maracanaú, São Gonçalo do Amarante e Fortaleza. Os dez municípios de maior PIB abrangem 67,86% do PIB total.
A partir da década de 1960 houve uma progressiva industrialização e urbanização, que ganhou impulso a partir da década de 1980, em parte devido à política de concessão de benefícios fiscais a empresas que se instalassem no estado. Desde 2004 a economia cearense vem crescendo, moderada, mas sustentadamente, entre 3,5% e 5% ao ano. Em 2007 o crescimento foi de 4,4%, e em 2008 de 6,5%, sendo o primeiro inferior à média brasileira para aquele ano e o segundo bastante superior, principalmente devido à forte recuperação da agropecuária cearense (24,59%) aliada à manutenção em níveis altos do crescimento da indústria (5,51%) e do setor de serviços (5,21%).
Em 2009, apesar da crise econômica internacional e de perdas no setor primário, o PIB cearense cresceu 3,1%, bastante acima do resultado do PIB brasileiro, de -0,2%, sobretudo devido ao bom desempenho do setor de serviços. Com isso, o PIB cearense atingiu pela primeira vez um patamar de mais de 2% da produção nacional. Uma estimativa feita pelo IPECE mostra que o PIB do Ceará teve um crescimento nominal recorde, quando cresceu 10 bilhões, quando comparado o ano de 2010 com o ano de 2009. Em 2011, a economia cearense continuou a crescer acima da média nacional. O PIB cearense totalizou 84 bilhões, um aumento de 10 bilhões se comparado ao ano anterior, segundo dados preliminares do IPECE.

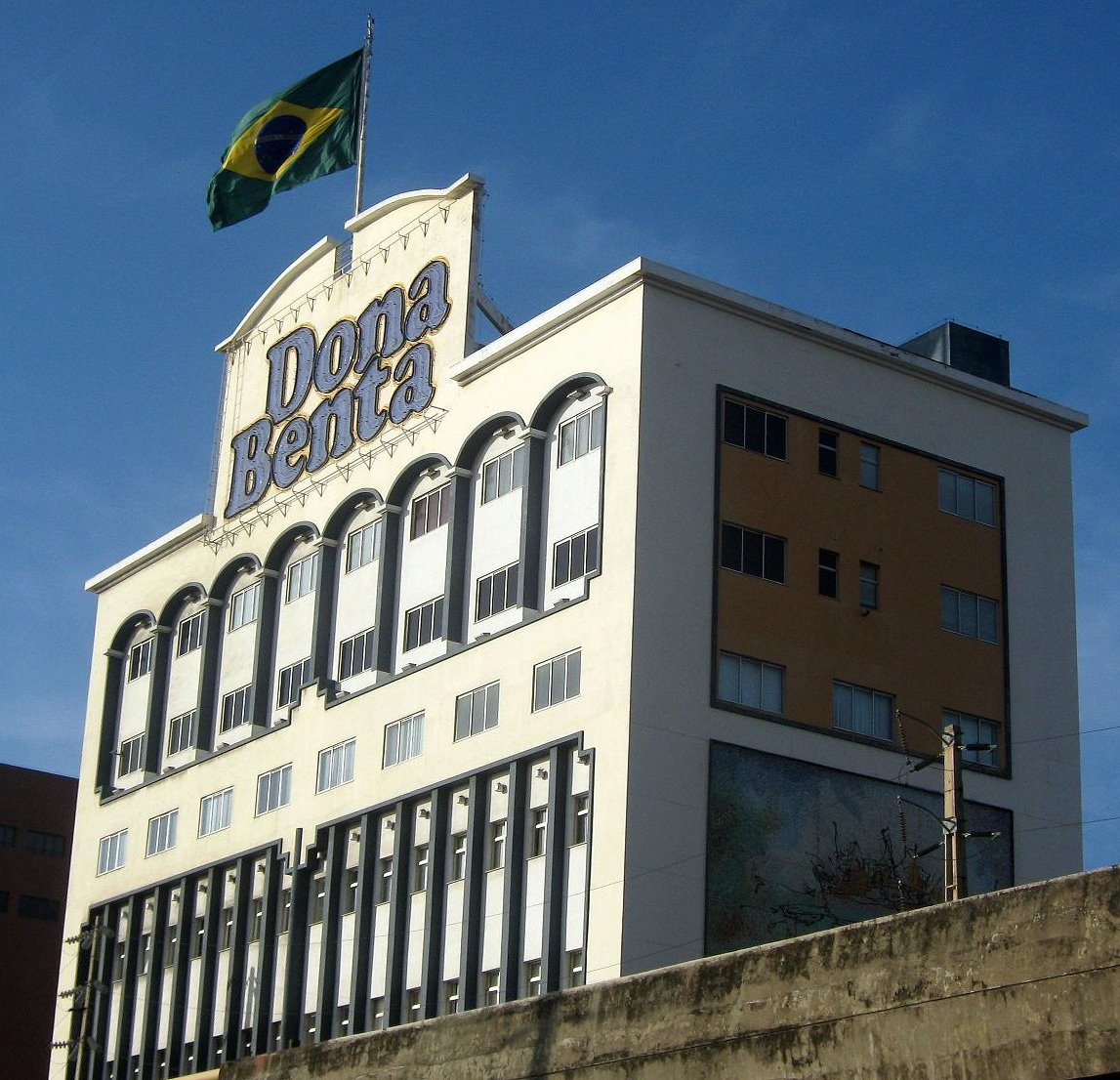
J Macêdo, uma das maiores indústrias de massas do Brasil.

O Ceará tinha em 2018 um PIB industrial de 24,8 bilhões de reais, equivalente a 1,9% da indústria nacional e empregando 306.553 trabalhadores na indústria. Os principais setores industriais são: Construção (26,7%), Serviços Industriais de Utilidade Pública, como Energia Elétrica e Água (20,3%), Couros e Calçados (9,7%), Alimentos (8,9%) e Metalurgia (7,4%). Estes 5 setores concentram 73,0% da indústria do estado. Os principais setores da indústria cearense são vestuário, alimentícia, metalúrgica, têxtil, química e calçadista. A maioria das indústrias esta instalada na Região Metropolitana de Fortaleza, com destaque para Fortaleza, Caucaia e, por fim, Maracanaú, que abriga um importante complexo industrial, o Distrito Industrial de Maracanaú, dinamizando assim a economia do estado do Ceará.
A Federação das Indústrias do Estado do Ceará (FIEC) é a entidade sindical dos donos das empresas. A entidade congrega a maioria dos donos e dirigentes industriais. Algumas das grandes empresas do Ceará com alcance nacional vinculadas à FIEC são: Aço Cearense, Companhia de Alimentos do Nordeste, Grendene, Café Santa Clara, Grande Moinho Cearense, Grupo Edson Queiroz, Indústria Naval do Ceará, J. Macêdo, M. Dias Branco, Troller e Ypióca.
O comércio é muito marcante na economia do Ceará, compondo o PIB do estado com mais de 70%. Em 2009 foi iniciada a construção da segunda central de abastecimento do estado que ficará na região do Cariri e complementará a distribuição de alimentos juntamente com a CEASA da Região Metropolitana de Fortaleza. Em Fortaleza existem vários shopping centers: Iguatemi Fortaleza, North Shopping, Shopping Aldeota, Shopping Benfica, Shopping Center Um, Shopping Del Paseo e Shopping Via Sul. Além desses, somente outros quatro shoppings ficam fora da capital: o North Shopping Maracanaú, que fica em Maracanaú; o Iandê Shopping Caucaia, que fica em Caucaia; o North Shopping Sobral, que fica em Sobral e o Cariri Shopping, que fica em Juazeiro do Norte.
Na atividade agrícola, destaca-se a produção de feijão, milho, arroz, algodão herbáceo, algodão arbóreo, castanha de caju, cana-de-açúcar, mandioca, mamona, tomate, banana, laranja, coco e, mais recentemente, a uva. Recentemente tem crescido um pólo de agricultura irrigada dirigida principalmente à exportação, em áreas próximas à Chapada do Apodi, dedicando-se especialmente ao cultivo de frutas como melão e abacaxi. Outro destaque muito recente é o do cultivo de flores, que tem ganhado importância especialmente na Cuesta da Ibiapaba. Na pecuária os rebanhos de maior representatividade são: bovinos, suínos, caprinos, eqüinos, aves, asininos, carcinicultura e ovinos. Os principais recursos minerais extraídos do solo cearense são: ferro, água mineral, calcário, argila, magnésio, granito, petróleo, gás natural, sal marinho, grafita, gipsita, urânio bruto. O município de Santa Quitéria, na localidade de Itataia, possui uma das maiores reservas de urânio do Brasil.

### Turismo
|                                                                  |  |                                                                    |
| O Beach Park em Aquiraz, maior parque aquático da América Latina |  | A Lua e a Estrela, símbolo nas falésias da Praia de Canoa Quebrada |

O Ceará é um dos estados com maior faixa litorânea, e vem dessa grande extensão boa parte de sua fama turística. As praias de maior destaque são: Jericoacoara (incluindo Lagoa Azul e Lagoa do Paraíso), Praia do Futuro, Canoa Quebrada, Cumbuco, Praia de Flecheiras, Praia de Morro Branco, Praia de Ponta Grossa, Praia de Tatajuba, Lagoinha, Porto das Dunas, na qual está o Beach Park, um dos maiores parques temáticos da América Latina, dentre outras.
Alguns dos espaços culturais importantes do estado são: Casa de José de Alencar (que abriga o Museu da Renda, o Museu da Antropologia, a Pinacoteca Floriano Teixeira e a Biblioteca Braga Montenegro), Museu da Imagem e do Som do Ceará, Museu do Ceará, Theatro José de Alencar, um dos mais importantes exemplos da arquitetura art nouveau no Brasil, Centro Dragão do Mar de Arte e Cultura, que abriga, dentre outras instalações, o Museu de Arte Contemporânea do Ceará, o Museu da Cultura Cearense, Museu Sacro São José de Ribamar e o Museu Dom José.
Outras atrações destacáveis são: Arquivo Público do Estado do Ceará, Biblioteca Pública Governador Menezes Pimentel, Casa de Juvenal Galeno, Centro Cultural Bom Jardim, Centro Dragão do Mar de Arte e Cultura, Escola de Artes e Ofícios Thomaz Pompeu Sobrinho, Sobrado do Doutor José Lourenço, Academia Cearense de Letras, Instituto do Ceará, Instituto Cultural do Cariri, Museu dos Inhamuns, Academia Sobralense de Estudos e Letras.

## Infraestrutura

### Ciência e tecnologia

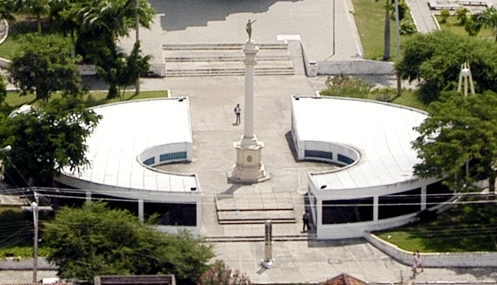
Imagem aérea de Sobral com vista para a Igreja do Patrocínio e o Museu do Eclipse, importante museu científico do Ceará

O Ceará mantém a Fundação Cearense de Apoio ao Desenvolvimento Científico e Tecnológico como principal instituição de fomento científico e tecnológico do estado. O principal espaço de desenvolvimento científico do estado é o Campus do Pici, em Fortaleza, abrigando boa parte dos laboratórios da Universidade Federal do Ceará e outras instituições como o Centro Nacional de Processamento de Alto Desempenho no Nordeste e a sede da rede GigaFOR e vários cursos de pós-graduação. Em todo o estado são ofertados 154 cursos de pós-graduação sendo 103 de mestrado e 51 de doutorado.

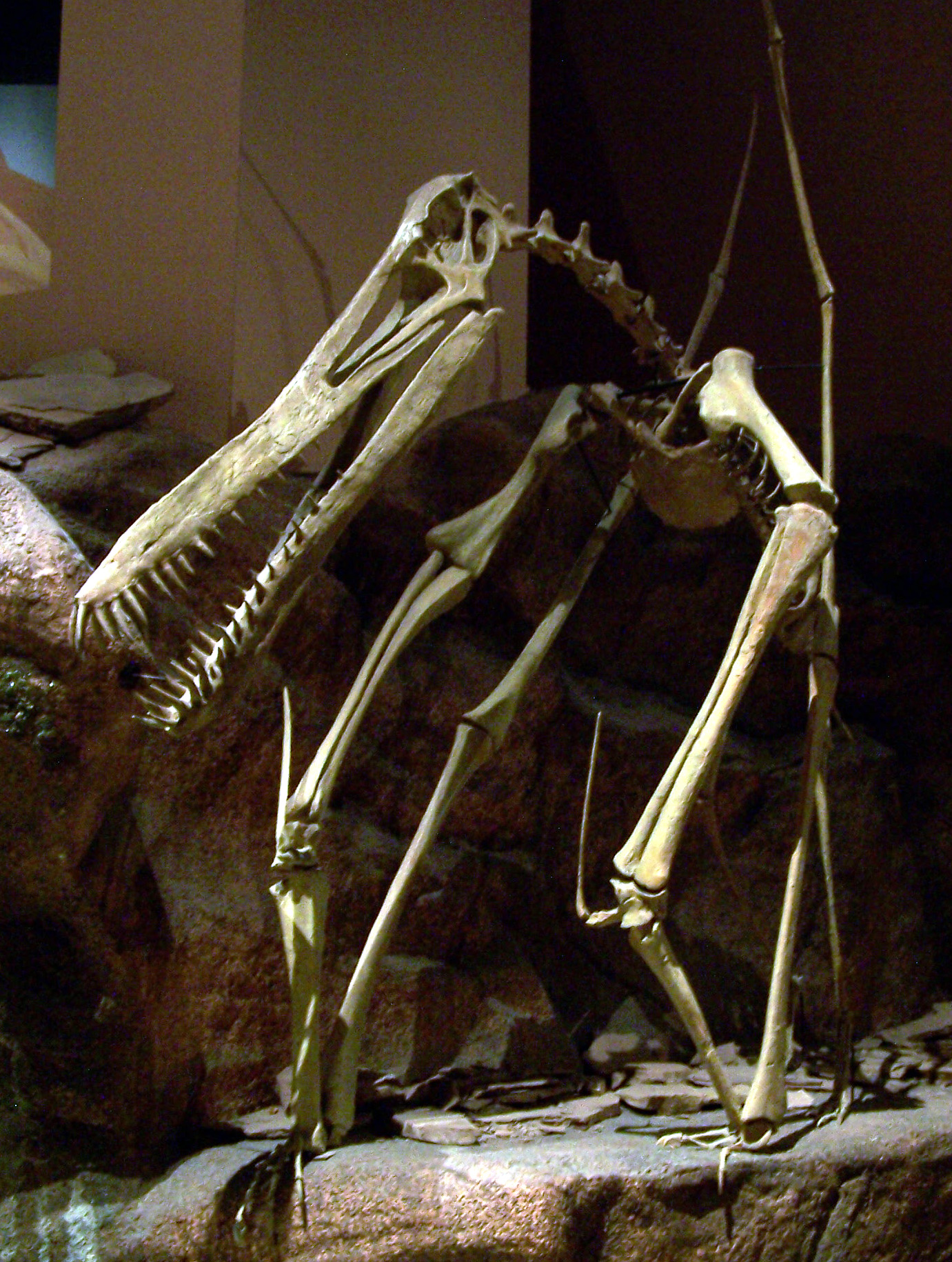
Fóssil do Anhanguera no North American Museum of Ancient Life

O Ceará tem destaque na história e na pesquisa astronômica do Brasil. O Rádio-Observatório Espacial do Nordeste do INPE instalado em Eusébio é o maior radiotelescópio do Brasil. A Sociedade Brasileira dos Amigos da Astronomia (SBAA), com sede em Fortaleza, é uma das principais instituições divulgadoras da astronomia no país.
Em 2009, Ano Internacional da Astronomia, o Ceará passou e integrar a Rede Internacional de Centros para Astrofísica Relativística (Icranet). Essa integração visa orientar os cursos de graduação em física das universidades UVA e UECE, respectivamente em Sobral e Fortaleza, para estudos nas áreas de astrofísica, astronomia e criar um programa de pós-graduação específico na UECE.
O primeiro registro de fósseis no Brasil se deu com o livro "Viagem pelo Brasil" (Reise in Brasilien), publicado entre 1823 e 1831, relatando a descoberta de um peixe Rhacolepis na atual cidade de Jardim. A bacia sedimentar da Chapada do Araripe conta com uma formação muito rica em fósseis da flora e fauna do Cretáceo, boa parte em excelente estado de preservação, sobretudo na cidade de Santana do Cariri. Os fósseis da região tem sido importantes para comprovar a deriva dos continentes africano e sul-americano.
Nessa área foi estabelecido o Geoparque Araripe, o primeiro do gênero no Hemisfério Sul, visando a proteger sua significativa importância geológica e paleontológica. O trecho mais importante do geoparque é a Formação Santana, que se destaca por conter os primeiros registros de tecidos moles (não ósseos) de pterossauros e tiranossauros do mundo, as primeiras fanerógamas fósseis da América do Sul e várias espécies de peixes fossilizados.

### Educação

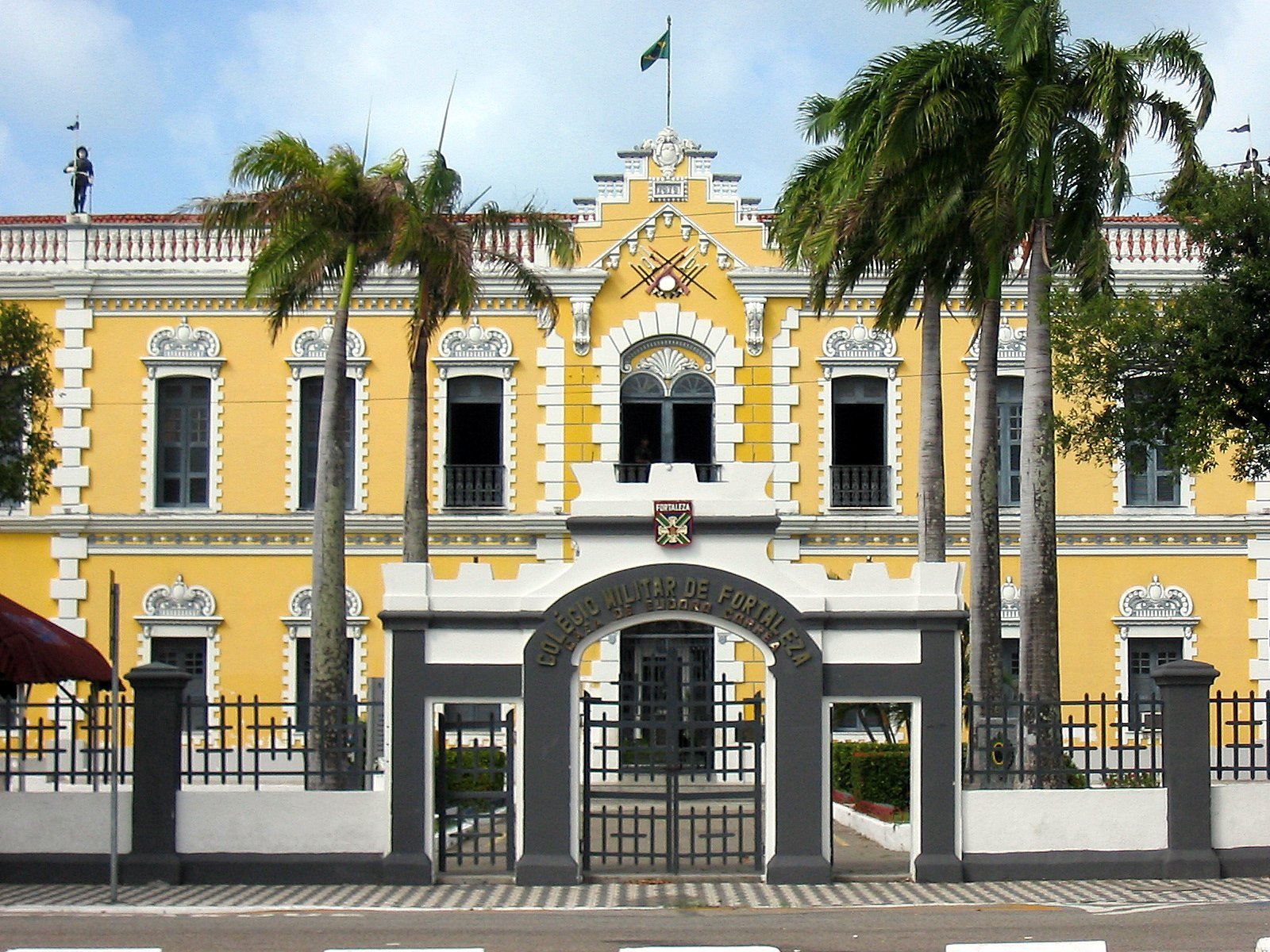
Fachada do Colégio Militar de Fortaleza, principal instituição pública de ensino fundamental e médio do estado

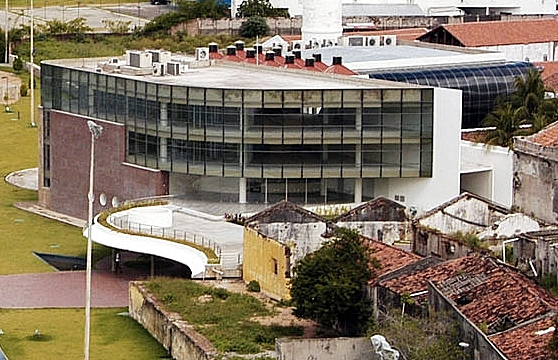
Biblioteca pública de Sobral

A primeira instituição de ensino do Ceará foi o Liceu do Ceará, fundado em 1845, em Fortaleza. Dentre as escolas de ensino fundamental e médio, as mais antigas e tradicionais do estado são, além do Liceu, o Colégio da Imaculada Conceição (1865), Colégio Justiniano de Serpa (1881), Colégio Santa Cecília (1912) e Colégio Clóvis Bevilaqua (1913). Além desses, também se destacam o Colégio Militar do Corpo de Bombeiros do Ceará e os colégios privados da capital, principais responsáveis pelos desempenhos de destaque nacionais. O Ceará possui, ainda, um dos maiores índices de aprovação do país no vestibular do Instituto Militar de Engenharia (IME) e do Instituto Tecnológico da Aeronáutica (ITA), este último o mais difícil do país. O ensino privado na capital possui, além disso, um forte espírito de concorrência e busca pelos melhores índices, já que sempre existe uma forte disputa, sobretudo entre essas três principais escolas, pelos primeiros lugares nos principais exames do país.
Em 2015, o Ceará abrigava 58 instituições de ensino superior, como a Universidade Federal do Ceará, a Universidade Estadual do Ceará, a Universidade Regional do Cariri, a Universidade Estadual Vale do Acaraú, a Universidade da Integração Internacional da Lusofonia Afro-Brasileira, a Universidade Federal do Cariri. A Universidade Federal do Ceará foi a primeira do estado, fundada em 1954. O Centro Federal de Educação Tecnológica do Ceará, transformado em Instituto Federal de Educação, Ciência e Tecnologia do Ceará, que comanda mais de 20 unidades de ensino técnico em várias cidades do interior do estado e o Colégio Militar de Fortaleza, fundado em 1919, são importantes unidades de ensino federal no estado.  A Universidade Federal do Ceará é uma mais mais importantes IES do país e a melhor universidade federal do Norte e Nordeste, conta com a sua reitoria em Fortaleza (reitoria) e está presente em nos Municípios de Sobral, Quixadá, Russas, Crateús e Itapajé.
Segundo dados do Instituto de Pesquisa e Estratégia Econômica do Ceará (IPECE), a taxa de analfabetismo das pessoas de 15 anos ou mais no estado, em 2012, foi de 16,3%, valor acima da média nacional. A taxa de analfabetismo no Ceará decresceu 34,4% entre 2001 e 2012. Esse desempenho é 4,4% superior à redução de analfabetismo no Brasil e 6,1% superior à redução da taxa dos que não sabem ler nem escrever no Nordeste.
O Banco Mundial publicou um documento em 7 de julho de 2020 chamado Getting Education Right: State and Municipal Success in Reform for Universal Literacy in Brazil (lit.  "Acertando na Educação: Sucesso Estadual e Municipal na Reforma da Alfabetização Universal no Brasil"), tratando dos altos índices da educação pública do estado do Ceará no IDEB, com ênfase na cidade de Sobral, também discutindo as reformas feitas pelo governo do município e do estado na educação pública.
Em 19 de setembro de 2024, o Ministério da Educação autorizou a 1ª etapa da construção do campus do Instituto Tecnológica de Aeronáutica (ITA) em Fortaleza, sendo a primeira unidade fora da Região Sudeste. O novo campus, localizado na Base Aérea de Fortaleza, terá 18.568,59 m² e será dividido em: bloco de alojamentos com três pavimentos: duas salas de atividades, área de circulação, uma sala de aula, dois quartos com acessibilidade para pessoas com deficiência (capacidade: quatro alunos), 40 quartos com sala de estar e cozinha (capacidade: 80 alunos) e bloco para cursos de engenharia com três pavimentos: 14 laboratórios didáticos, quatro salas de apoio técnico, oito salas de aula, dois auditórios, seis salas de reunião, seis salas de estudo, duas salas de convivência, dois setores com diversas salas para professores, biblioteca, espaço de eventos e exposições. As primeiras turmas começarão em 2025, no Campus São José dos Campos, onde os alunos vão cursar o ciclo básico (dois primeiros anos). A partir do terceiro ano da graduação (2027), as aulas passarão a ser ministradas no novo campus de Fortaleza.

### Saúde

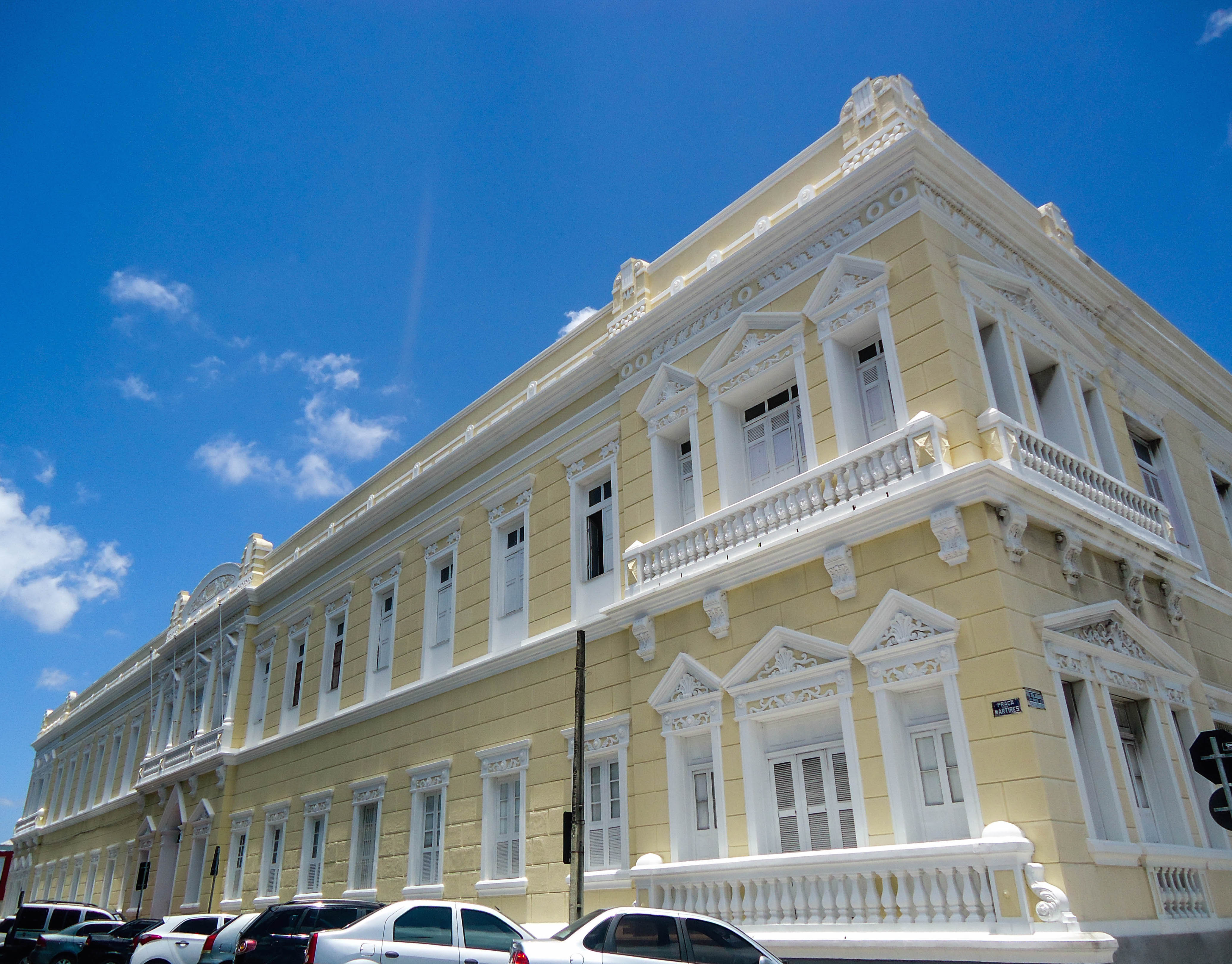
Santa Casa de Misericórdia de Fortaleza, primeiro hospital público construído na capital cearense, em 1861.

Durante o século XIX somente oitenta cearenses foram diplomados pelas duas faculdades de medicina existentes no Brasil. Desses, somente trinta voltaram para o Ceará. Em 1861 ficou pronto o primeiro hospital do estado, Santa Casa de Misericórdia de Fortaleza, que foi o foco de combate a várias pestes que assolaram o estado: varíola, febre amarela e cólera na década anterior.
Os principais hospitais públicos do estado estão concentrados na Capital. Atualmente o sistema de saúde pública cearense é composto por hospitais municipais e estaduais, totalizando 164 unidades hospitalares com internação e 2.198 sem internação. O Hospital Geral de Fortaleza é o maior hospital público. O Instituto Doutor José Frota é o maior hospital de emergência. Dois hospitais de grande porte serão construídos durante o atual governo do estado nas regiões do Cariri e Sobral para diminuir a superlotação do sistema de saúde cearense. O sistema também é composto por centenas de postos de saúde e centenas de equipes do Programa de Saúde da Família em quase todos os municípios. O Serviço de Atendimento Móvel de Urgência está sendo implantado em todas as regiões do Ceará. O atendimento médico privado é bastante desenvolvido com um total de 127 hospitais, destacando-se os hospitais São Mateus, Antônio Prudente, Hospital Regional da Unimed, Monte Klinikum.
Há grande disparidade no acesso a médicos e a leitos hospitalares. Os municípios com mais médicos por mil habitantes são Barbalha (3,6 por mil), Guaramiranga (2,6) e Aracoiaba (2,3) — Fortaleza é a 9ª com mais médicos em termos proporcionais (1,5 por mil) —, enquanto os que possuem menos são Varjota, Granja e Pires Ferreira, todos com apenas 0,2 médico por mil. Barbalha também se destaca como a cidade com mais leitos por mil habitantes (8,1), seguida por Brejo Santo (6,0), Jati (5,9) e Crato (5,4), enquanto as que apresentam menos leitos possuem índices muito menores: Forquilha (0,1), Pacatuba (0,3) e Beberibe (0,5).

### Energia

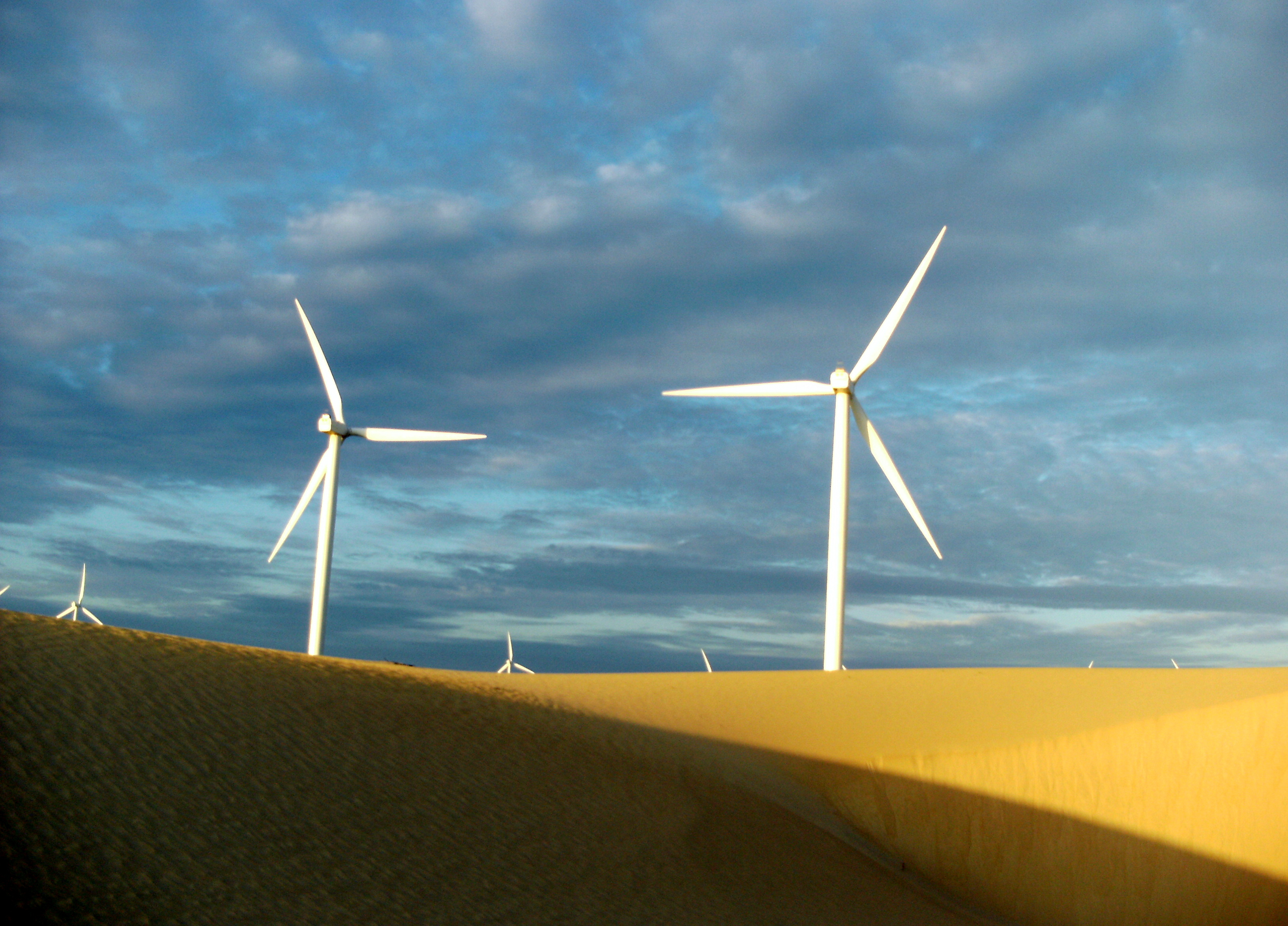
Parque eólico em Caucaia

O estado era, até o final do século XX, totalmente desprovido de grandes unidades geradoras de energia. Na década de 2000 foram feitos investimentos pesados na geração de energia eólica com a possibilidade de o Ceará gerar toda sua demanda energética em seu próprio solo.
Atualmente, parte da demanda de energia elétrica pode ser suprida pela Companhia Hidro Elétrica do São Francisco por meio da geração nas usinas hidrelétricas de Paulo Afonso, Xingó, Sobradinho, Itaparica e Moxotó. O Ceará também é servido pela energia gerada na Usina Hidrelétrica de Tucuruí, no Pará. As Usinas Termelétricas Porto do Pecém I (720 MW) e Porto do Pecém II (320 MW), movidas a carvão mineral, colocam o Ceará como um dos maiores produtores de energia termelétrica do Brasil. As duas usinas representam 16% da energia consumida no Nordeste, e podem produzir até 80 % da energia consumida no estado, conferindo maior segurança energética ao Ceará e tornando-o exportador de energia.
A Enel Distribuição Ceará é a empresa responsável pela distribuição da energia no estado. O consumo médio do estado gira em torno de 650 gigawatts por mês. Em 2007, 99,3% dos domicílios urbanos e 90,4% dos domicílios rurais eram servidos pela rede de distribuição elétrica, contabilizando 2 688 746 clientes.
O estado é o terceiro maior produtor de energia eólica do país, com 2 134 MW de capacidade instalada, além de possuir a melhor produção mundial. O Ceará também possui a Usina Solar Tauá, com novos projetos para expansão de usinas, aproveitando potencial de energia solar do estado.

### Comunicações

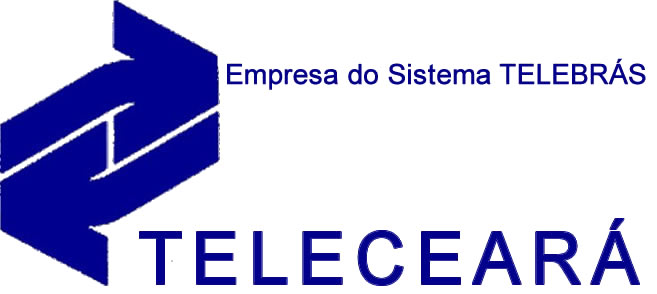
Logo da Teleceará

Os jornais foram a primeira mídia de massa do estado. O primeiro jornal cearense, o Diário Oficial, começou a ser publicado em 1825. No final do século XIX, havia centenas de jornais e publicações periódicas em todo o território, com mensagens de cunho político e social. Em 1881, chegaram à costa cearense os cabos submarinos da The Western Telegraph Company, interligando o Brasil à Europa por meio telegráfico.
A primeira estação de rádio surgiu na década de 1930. Era uma entidade de rádio amador chamada Ceará Rádio Clube.
A telefonia iniciou-se no Ceará, primeiro em Fortaleza, em 1891 com a fundação da empresa telefônica do Ceará. Em 1938, o serviço passou a ser automático, com a instalação de equipamentos da Ericsson do Brasil. A Companhia Telefônica do Ceará surgiu em 1971 e foi privatizada em 1998. Atualmente, existem 2 490 224 linhas telefônicas no estado.

### Transportes

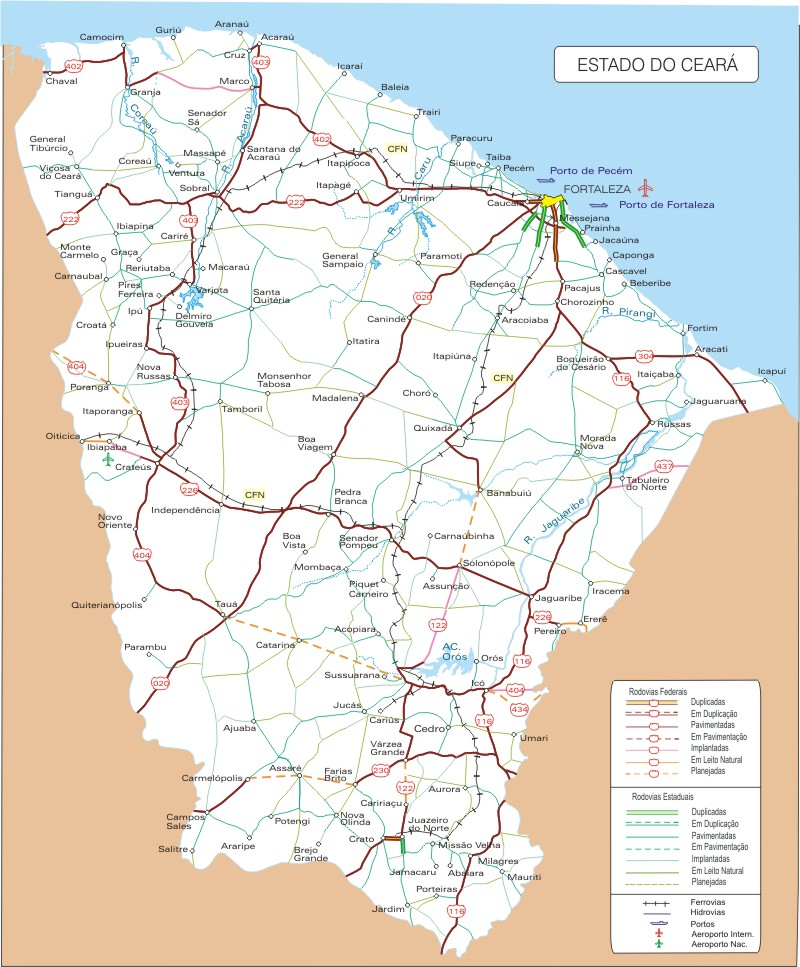
Mapa dos transportes do Ceará

O Aeroporto Internacional de Fortaleza é maior do Ceará e administrado pela empresa alemã Fraport,  movimentando anualmente mais de cinco milhões de passageiros O Aeroporto Regional do Cariri, em Juazeiro do Norte, é administrado pela Infraero, sendo o maior do interior do estado e um dos mais movimentados do interior do Nordeste.
O sistema ferroviário do estado é operado em conjunto com a malha do Nordeste pela empresa Transnordestina Logística S.A, que está construindo a ferrovia Transnordestina. O estado é cortado por 1.431 km de caminhos de ferro interligando o estado de norte a sul e de leste a oeste entre a capital e o interior, e ao estado do Piauí, por meio da Ferrovia Teresina-Fortaleza.
Ao longo dos 570 km de litoral do Ceará estão instalados 13 faróis em pontos estratégicos para auxiliar a navegação de cabotagem, sendo controlados pela Capitania dos Portos do Ceará.
Em Fortaleza tem início a rodovia federal mais importante do Brasil, a BR-116, que liga a capital do Ceará às regiões Sudeste e Sul do país até o Rio Grande do Sul. Em Fortaleza também tem início a BR-222 que faz ligação com a região Norte indo até o Pará. A BR-020 faz a ligação de Brasília com Fortaleza. A rodovia BR-230 Transamazônica corta o estado na região sul e a BR-304 liga o Ceará até a cidade de Natal, no Rio Grande do Norte. As rodovias estaduais somam um total de 10 657,9 km, sendo 5 767,6 km pavimentados e 4 890,3 não pavimentados. A extensão total da malha rodoviária, incluindo rodovias municipais, estaduais e federais, é de 53 325,4, segundo o Departamento de Edificações e Rodovias do Ceará. Todas as sedes dos municípios têm acesso por estradas pavimentadas. Atualmente o sistema encontra-se com algumas estradas danificadas em decorrência de fortes chuvas, mas a maioria das rodovias apresenta boa condição de trafegabilidade.

### Segurança pública
O Governo do Ceará, desde o início da década de 1990, realiza ações para integração das forças policiais: militar, civil e bombeiro. A primeira ação foi a reformulação do sistema de chamadas 190 que passou a funcionar integrado com o nome de CIOPS - Centro Integrado de Operações de Segurança - e que na Capital do estado integra também o sistema municipal de controle de tráfego e Guarda Municipal. O mais recente passo na integração das forças policiais do estado foi a criação da Academia Estadual de Segurança Pública do Ceará que formará conjuntamente o pessoal de todas as forças de segurança.
A Polícia Militar do Ceará tem um contingente de aproximadamente 13 mil policiais divididos em sete batalhões, um batalhão de choque, um batalhão de segurança patrimonial, um esquadrão de polícia montada, uma companhia de polícia rodoviária, um centro integrado de operações aéreas, uma companhia de polícia do meio ambiente, um pelotão de motos e a unidade de polícia de turismo. O efetivo da Polícia Civil é de aproximadamente 2 200 policiais distribuídos em 34 distritos policiais, oito delegacias metropolitanas, 19 delegacias regionais, 23 delegacias municipais e 18 delegacias especializadas. O Corpo de Bombeiros Militares é composto pelo efetivos de aproximadamente 1 400 bombeiros.
A criminalidade é um problema crescente no estado. A taxa de homicídio foi de 24,0 por 100 mil habitantes em 2008, um expressivo aumento de 79,1% comparado à taxa de 13,4 por 100 mil em 1998, apesar de ter conseguido reduzir bastante de 2018, ano em que a taxa era 49,8 por 100 mil habitantes, para 24,7 por 100 mil habitantes em 2019, no primeiro semestre de 2020 a taxa cresceu novamente, mas agora em 102%. Em função do aumento ainda maior do número de assassinatos em outras unidades da Federação, o Ceará possui a 18ª maior taxa de homicídios do Brasil, enquanto, em 1998, estava na 17ª posição. Por sua vez, Fortaleza, com 35,9 homicídios por cem mil habitantes, passou do 20ª para o 17ª lugar entre as capitais mais violentas do País, porém continua bastante abaixo da média das capitais do Nordeste. O Ceará possui 7 de seus 184 municípios entre os 500 com maiores taxas de homicídio do Brasil.
Em 2007, foi implantado em Fortaleza o Ronda do Quarteirão, programa de segurança pública do Governo do estado que tem por objetivo diminuir o tempo de resposta a ocorrências policiais. Em 2008, o programa foi expandido para Caucaia e Maracanaú e, em seguida, para vários municípios interioranos. Neste mesmo ano foi criada a polícia científica do estado, Perícia Forense do Estado do Ceará que atuará em sua área de forma autônoma e desvinculada de outras forças policiais. Apesar dos esforços, o combate à violência não tem surtido efeito somente com ações policiais, e a criminalidade ainda é crescente. Somente entre 2008 e 2009, houve um alarmante aumento da taxa total de roubos, que mais que triplicou de 219,8 para 772,0 por 100 mil habitantes, bem como um aumento do número de estupros (de 6,9 para 7,8 por 100 mil). A taxa de homicídios cresce, lenta mas preocupantemente, de 22,2 para 22,5 por 100 mil entre 2008 e 2009.
Em 2 de janeiro de 2019, facções criminosas começaram a promover ataques com explosivos em todo o estado.

## Cultura
O governo do Ceará criou a primeira secretaria estadual de cultura do Brasil, em 1966.

### Arte popular

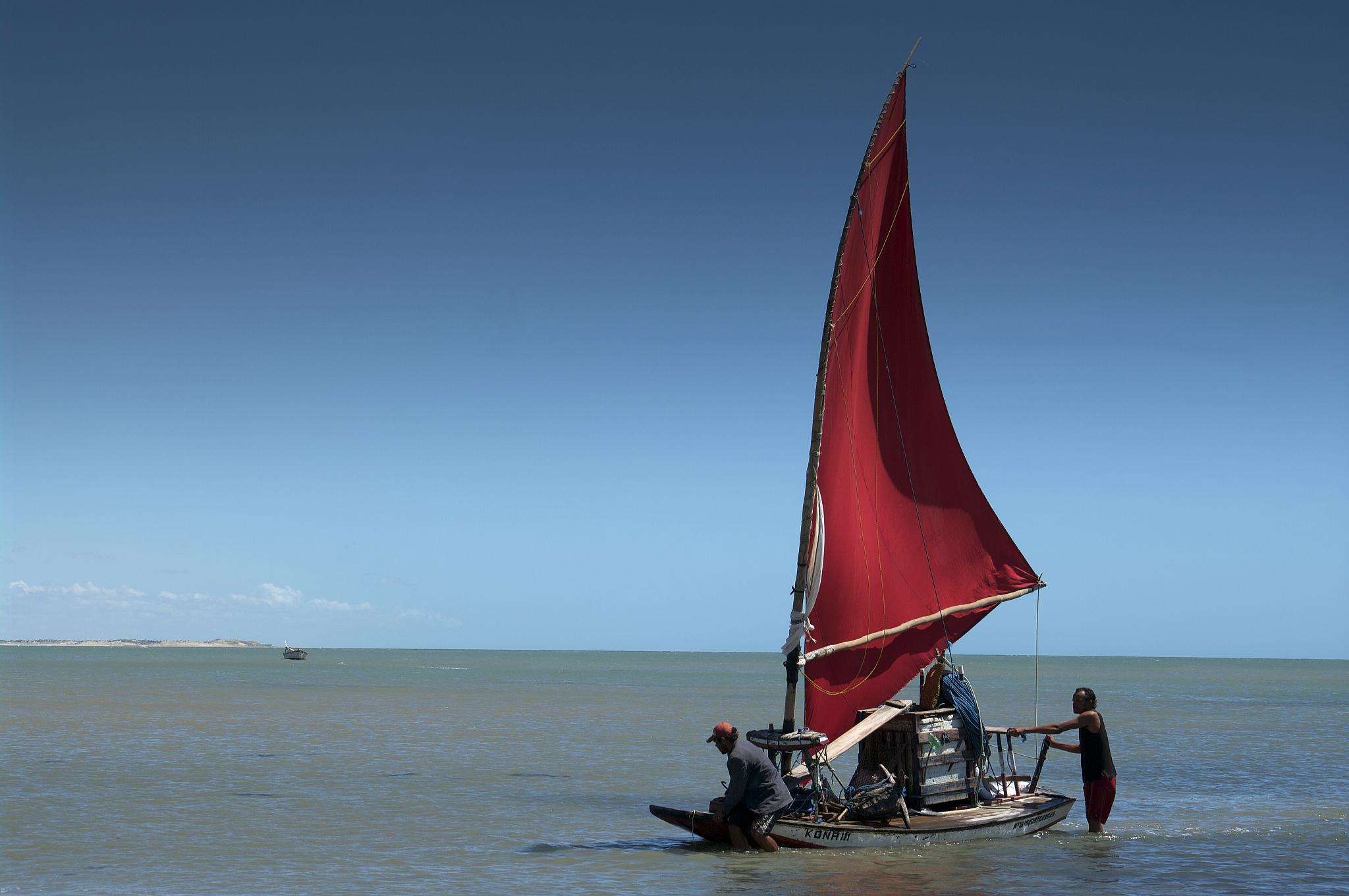
A jangada é um dos principais símbolos do Ceará. Fruto do trabalho artesanal, elas representam a "tenacidade" e o "espírito nômade".

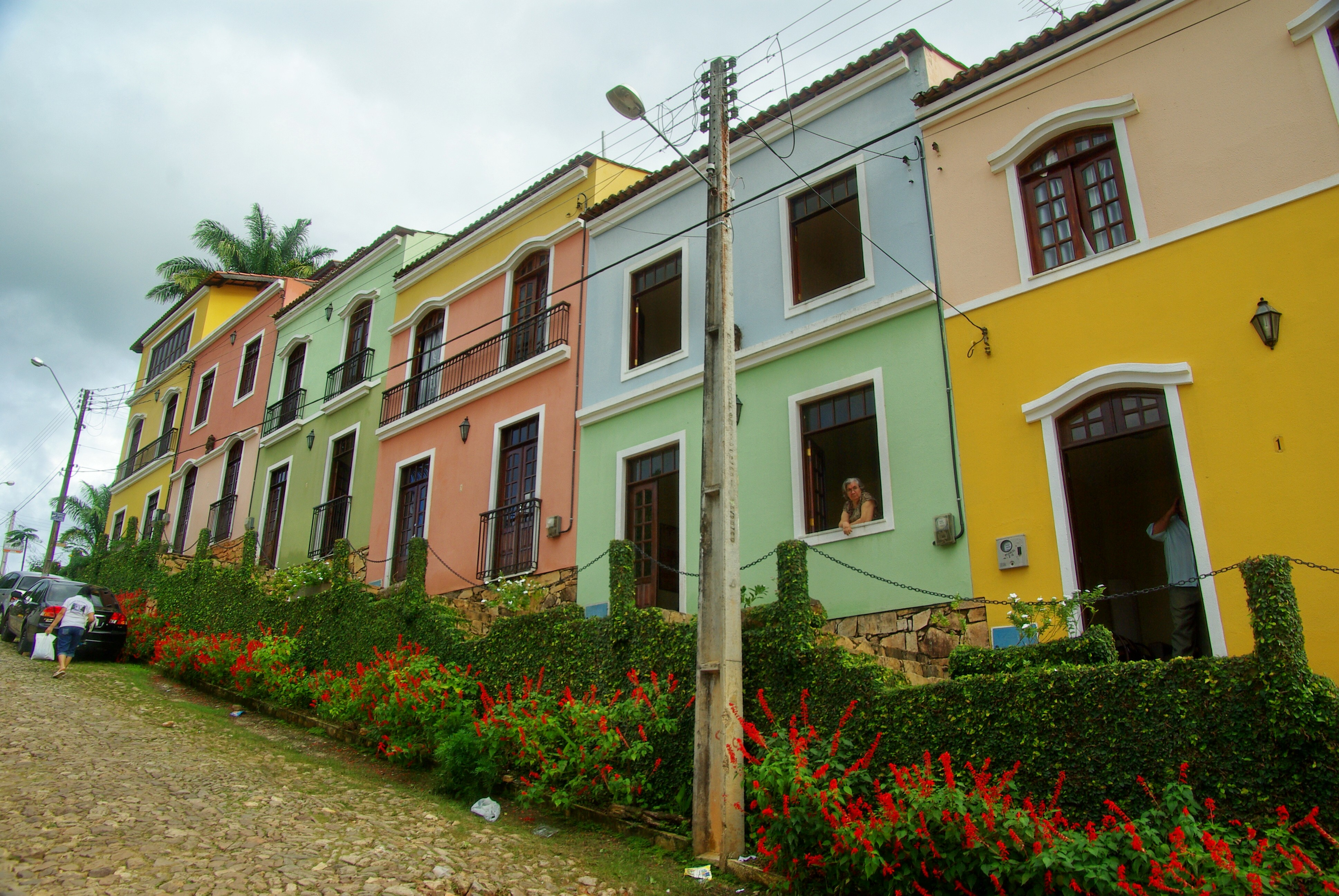
Guaramiranga, cidade serrana do Maciço de Baturité, é, pelo seu clima frio e agitada cena cultural e artística, um importante centro turístico do estado.

A cultura cearense tem como base essencialmente as culturas europeia e ameríndia, de forte tradição sertaneja. Quando da introdução da cultura portuguesa no Ceará, ao longo do século XVII, os índios já produziam diversificado artesanato a partir de vegetais como o cipó e a carnaúba, bem como dominavam técnicas primitivas de tecelagem do algodão, inclusive tingindo os tecidos de vermelho com a casca da aroeira.
Com origens portuguesas e relevante influência indígena, têm destaque a produção de redes com os mais diversos bordados e formas e intrincadas rendas feitas em bilros, talvez o maior destaque da produção artesanal cearense, sendo uma arte tradicional no Ceará desde meados do século XVIII. As rendas e os labirintos possuem maior destaque nas imediações do litoral, enquanto o interior se destaca mais pelos bordados.
Ademais, o artesanato feito em madeira e barro é também de grande destaque, com produção de esculturas humanas, representando tipos da região; quadros talhados em madeira e vasos adornados. Outro importante item do artesanato cearense são as garrafas de areias coloridas, onde são reproduzidas, manualmente, paisagens e temáticas diversas. São ainda encontrados, em diversas cidades - em especial Massapê, Russas, Aracati, Sobral e Camocim, cestarias, chapéus e trançados com variadas formas e desenhos feitos da palha da carnaúba, do bambu e do cipó. Por fim, como consequência natural de uma economia que, durante séculos, foi essencialmente pecuarista, o couro é trabalhado artesanalmente, em especial para a produção de chapéus e outras peças da roupa de vaqueiros, assim como de móveis e esculturas. As principais cidades no artesanato coureiro são Morada Nova, Juazeiro do Norte, Crato, Jaguaribe e Assaré.
Em diversas áreas do interior cearense, os cordéis, assim como os repentistas e poetas populares, especialistas no improviso de rimas, ainda estão presentes e ativos, seguindo uma tradição que remonta aos trovadores e poetas populares da Idade Média lusitana. Outra forte influência portuguesa se encontra na grande importância das festas religiosas nas cidades de todo o interior, particularmente as festas de padroeiros, que estão entre as principais festividades da cultura cearense, abarcando não só cerimônias religiosas, mas também de dança, musicais e outras formas de entretenimento, numa complexa mistura de aspectos sagrados e profanos. Destaca-se a Festa de Santo Antônio de Barbalha, famosa pelo pau da bandeira, que é comemorada nessa forma desde 1928 e, em 2015, foi declarada como patrimônio imaterial pelo Instituto do Patrimônio Histórico e Artístico Nacional (IPHAN), sendo também patrimônio cultural do Ceará desde o final de 2018.

### Artes plásticas e humor

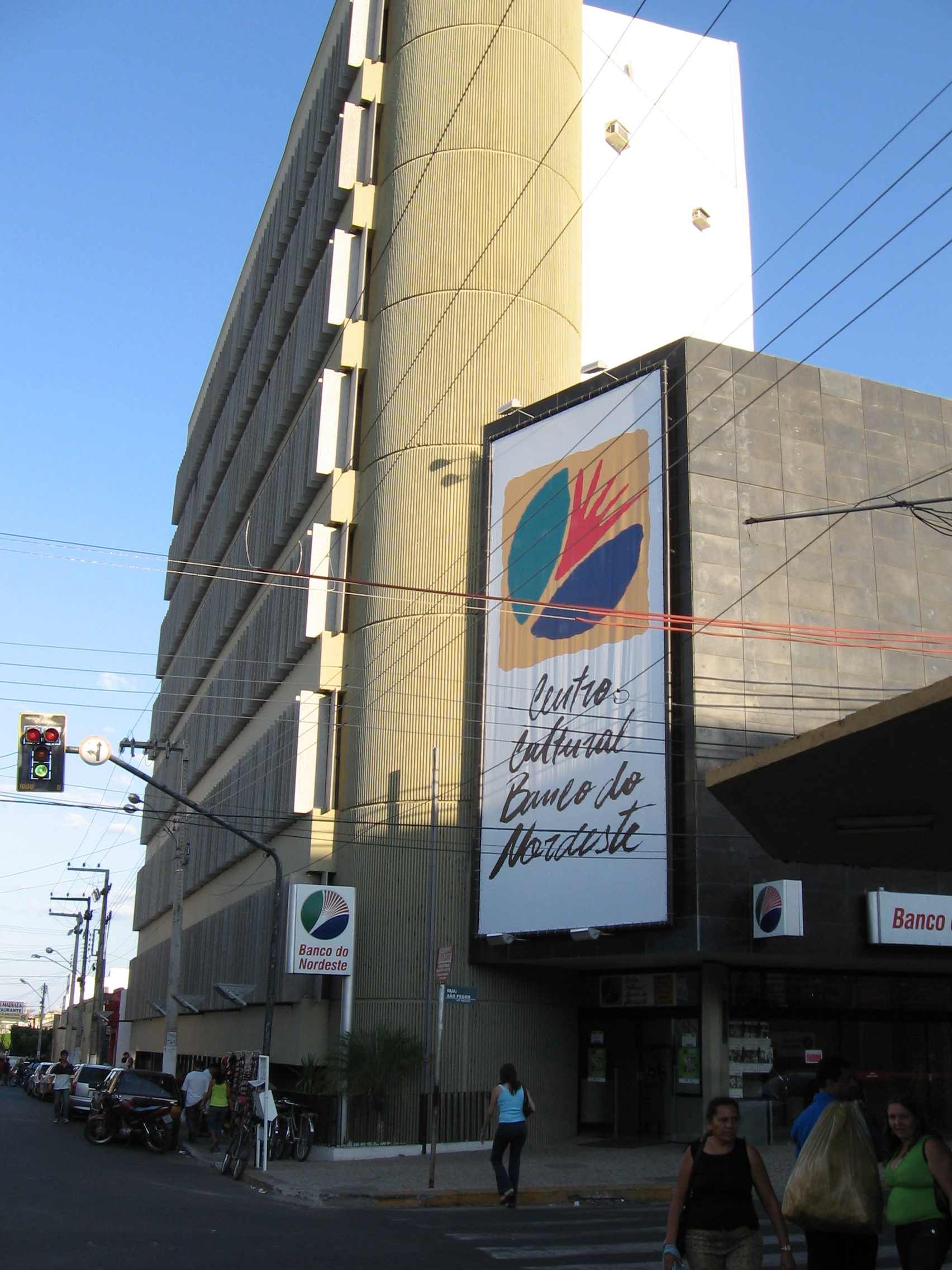
Centro Cultural Banco do Nordeste, na cidade de Juazeiro do Norte

O movimento de maior destaque na história da pintura cearense foi o modernismo, com o surgimento da Sociedade Cearense de Artes Plásticas, em 1944, que reuniu vários pintores como Antônio Bandeira, Otacílio de Azevedo, Aldemir Martins, Inimá de Paula, Zenon Barreto e outros.
Na segunda metade do século XX, o suíço Jean-Pierre Chabloz, em passagem pelo Ceará, descobriu a arte do acreano de origem cearense Chico da Silva no Pirambu, retratando figuras primitivas de dragões e outros animais com carvão e tinta guache. Seu estilo foi classificado como arte naïf e teve grande destaque até a década de 1980. No final do século XX, o pintor Leonilson foi o maior destaque cearense na pintura.
O Ceará se tornou conhecido nacionalmente como berço de talentos humorísticos como Chico Anysio, Renato Aragão, Tom Cavalcante e Tiririca, dentre vários outros. Embora a percepção de que há um Ceará moleque como verdadeira identidade do povo cearense seja controversa, a história do estado é repleta de casos verídicos e curiosos que parecem corroborar com essa ideia. Destacam-se, sobretudo, figuras populares como o Bode Ioiô, que era famoso em Fortaleza e inclusive foi eleito vereador da cidade, e o Seu Lunga, de Juazeiro do Norte, famoso pela sua intolerância com perguntas óbvias, assim como eventos como a vaia ao sol, também em Fortaleza, depois de quase um dia inteiro de céu nublado na cidade.

### Literatura

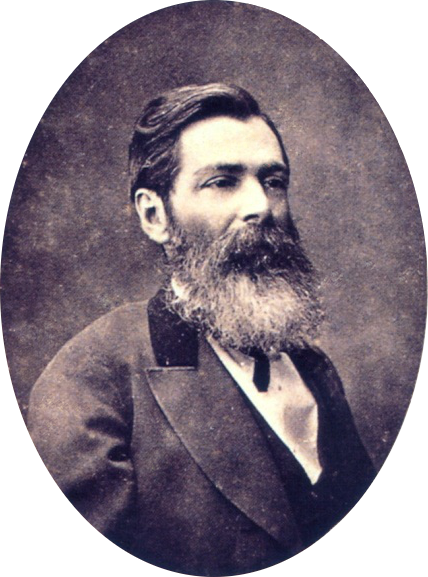
José de Alencar, o mais famoso escritor cearense e principal nome do Romantismo brasileiro

O Ceará é terra de muitos escritores e poetas importantes. Pode-se citar, dentre muitos outros: Raimundo Girão, Leonardo Mota, Manuelito, Misael Gomes da Silva, Luís Cavalcanti Sucupira, Paulino Nogueira Borges Da Fonseca, Capistrano de Abreu, Waldemar Falcão, Visconde de Sabóia, Francisco Sadoc, Parsifal Barroso, Andrade Furtado, Barão de Studart, Severino Sombra, José Albano, Manuel Soares da Silva, Farias Brito, Gerardo Melo Mourão, José de Alencar, Domingos Olímpio, Rachel de Queiroz, Adolfo Caminha, Antônio Sales, Jáder Carvalho, Juvenal Galeno, Gustavo Barroso, Patativa do Assaré, Xico Sá e os contemporâneos Socorro Acioli, Tércia Montenegro, Ítalo Anderson e Raymundo Netto. Existem também escritores pós-modernistas renomados, embora, em sua maior parte, pouco conhecidos, podendo-se citar, dentre eles, Pedro Salgueiro, Natércia Campos, Dimas Carvalho, Airton Monte, Tércia Montenegro, Raymundo Netto, Vicente Freitas, Soares Feitosa, dentre outros.
A literatura cearense foi sempre caracterizada por florescer em torno de grupos literários. O primeiro desses grupos de desenvolvimento literário foi Os Oiteiros, que, embora mantendo os padrões típicos do Arcadismo, soube encontrar uma cor local para descrever o fugere urbem e o carpe diem típicos daquela escola. No final do século XIX, surgiu a Padaria Espiritual, uma agremiação cultural formada por jovens escritores, pintores e músicos. Vários autores criticavam as instituições e valores então vigentes com discurso irônico, irreverência, espírito crítico e sincretismo literário. Para alguns críticos literários e historiadores, essa agremiação pode ser considerada um movimento pré-modernista que já apresentava alguns aspectos do Modernismo, que só surgiria com força em São Paulo em 1922. Contemporânea à Padaria Espiritual, a Academia Cearense de Letras foi fundada em 1894 sendo uma das principais instituições literárias do estado, congregando alguns dos nomes mais ilustres da literatura estadual.

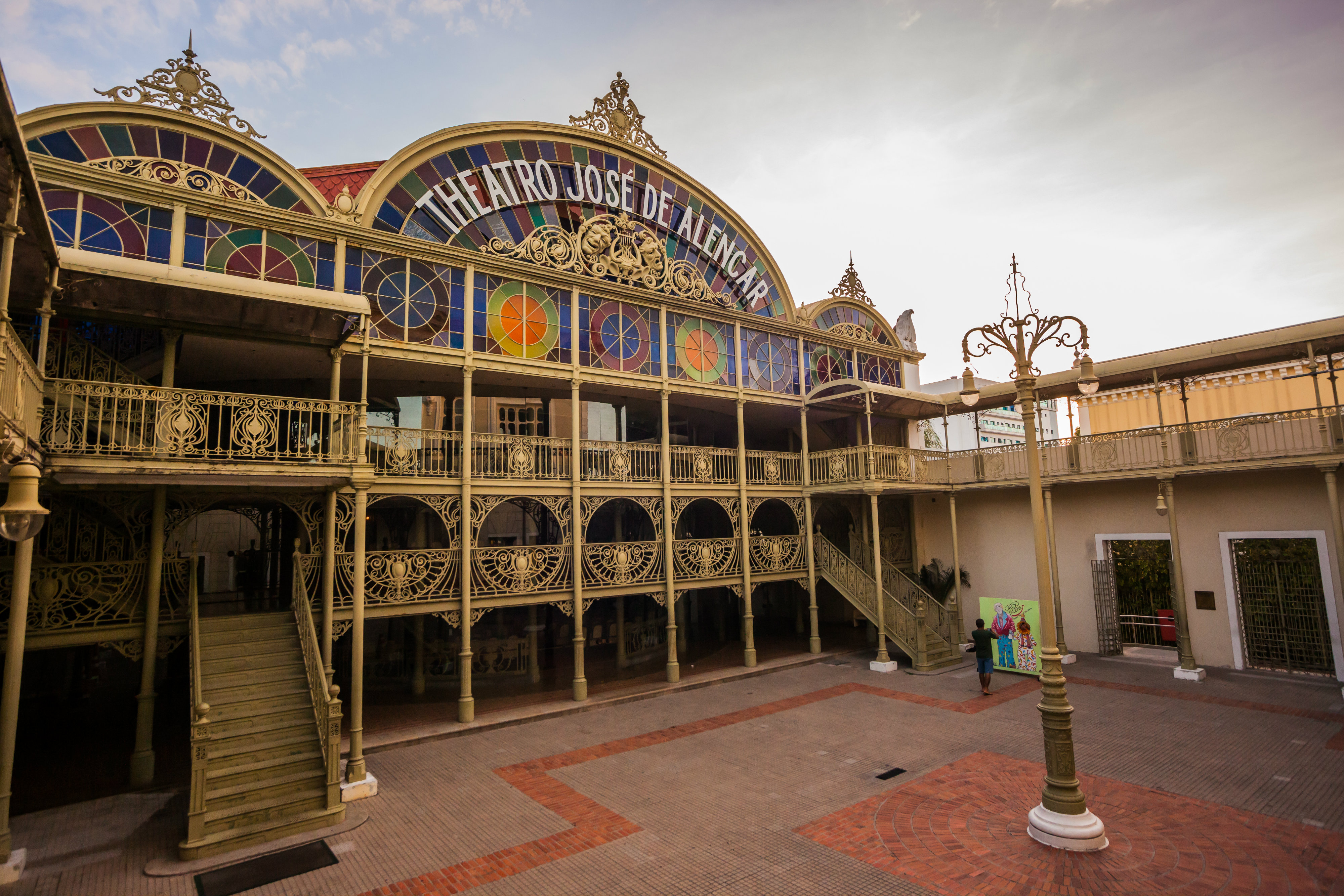
Teatro José de Alencar, patrimônio nacional

O Modernismo se consolidou no Ceará por meio do movimento Clã, fundado nos anos 1940, que congregou diversos escritores renomados cearenses: Moreira Campos, João Clímaco Bezerra, Antônio Girão Barroso, Aluísio Medeiros, Otacílio Collares, Artur Eduardo Benevides, Antônio Martins Filho, Braga Montenegro, Manuel Eduardo Pinheiro Campos, Fran Martins, José Camelo Ponte, José Stênio Lopes, Milton Dias, Lúcia Fernandes Martins e Mozart Soriano Aderaldo. Na década de 1970, surgiram outros dois importantes grupos literários no Ceará: O Saco, uma revista artística inusitada, pois era distribuída com folhas soltas guardadas dentro de um saco; e o Grupo Siriará, que reuniu diversos jovens escritores, propondo uma literatura cearense autêntica e desvinculada dos estereótipos que se estabeleceram na retratação literária do ambiente cearense.
A literatura de cordel tem destaque nas letras cearenses desenvolvendo-se expressivamente em Juazeiro do Norte, desde as primeiras décadas do século XX. Em Fortaleza, a literatura de cordel surgiu no período da Oligarquia de Nogueira Accioly, período esse em que circularam alguns folhetos destratando a figura do governador cearense. Patativa do Assaré é um dos maiores destaques nesse tipo de literatura.

### Música

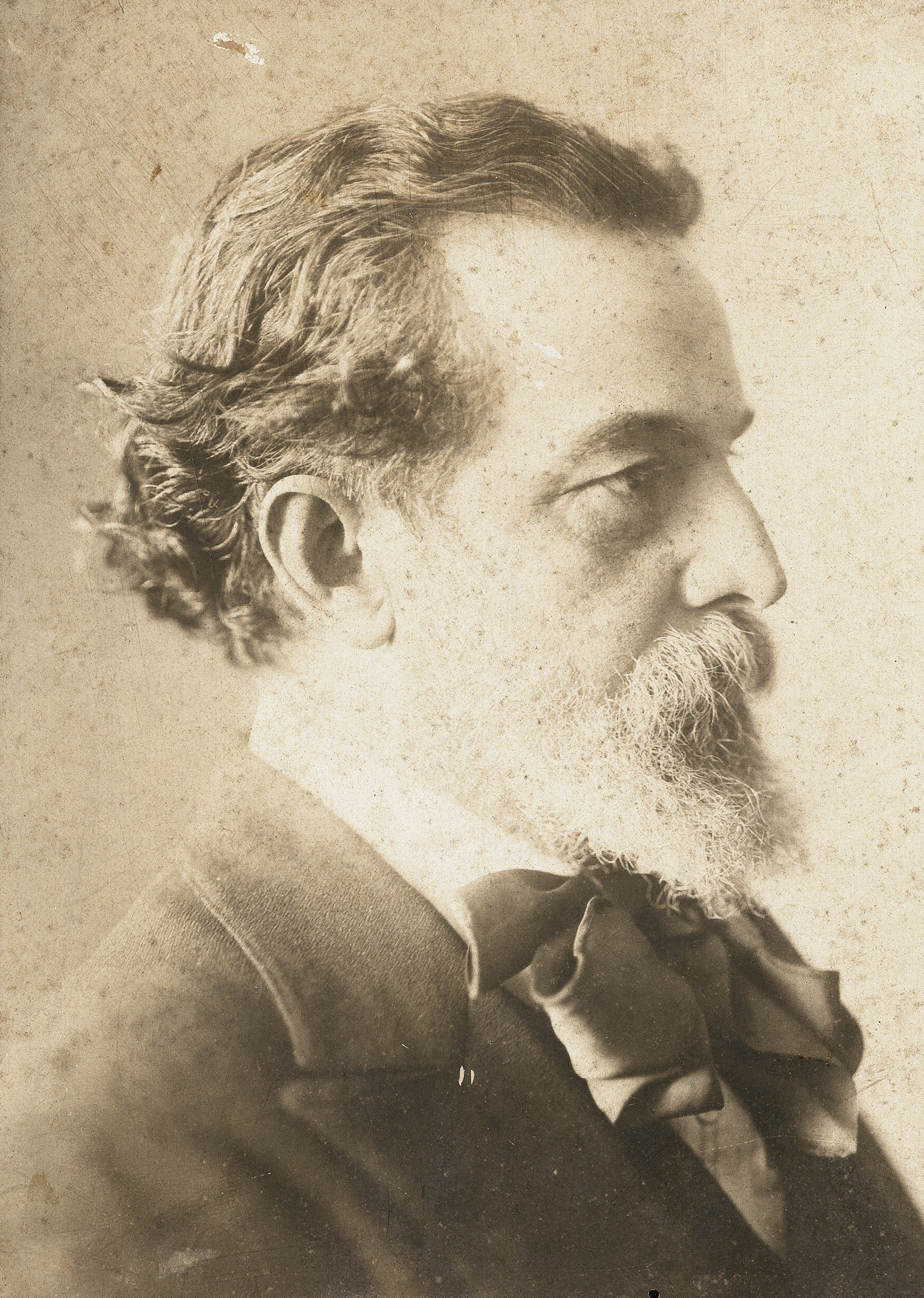
Alberto Nepomuceno, considerado o "pai" do nacionalismo na música erudita brasileira e autor do arranjo do hino nacional

O gênero musical mais identificado com o Ceará é o forró, em suas variadas formas, notadamente o tradicional forró pé-de-serra. Nos anos 1940, o cearense Humberto Teixeira formou uma famosa parceria com o pernambucano Luiz Gonzaga, criando o baião, que se tornou muito apreciado. Uma das principais tradições da música cearense - e, principalmente, do Cariri - são também as bandas cabaçais, que utilizam pífanos, zabumbas e pratos e frequentemente fazem acompanhar sua música com movimentos e acrobacias com facões, com destaque para a Banda Cabaçal dos Irmãos Aniceto. Outros representantes tradicionais da música cearense são os seresteiros e repentistas. Dos anos 1980 em diante, cresceu bastante o chamado forró eletrônico, que adotou novos instrumentos e absorveu muitas influências de diversos estilos populares, afastando-se um pouco da tradição do "pé-de-serra" e ganhando grande popularidade no estado.
O importante momento musical dos anos 1960, no qual floresceram a MPB e o tropicalismo no Brasil, também teve grande influência no Ceará, onde se revelaram artistas como Ednardo, Belchior, Fagner, Amelinha, J. Camelo Ponte e outros, alguns dos quais conseguiram projeção nacional, recebendo da crítica musical o apelido de "pessoal do Ceará".
Inusitadamente, o Ceará tem também tido certo destaque na música clássica brasileira, embora aí não encontre grandes incentivos. Um dos mais destacados compositores clássicos brasileiros foi o cearense Alberto Nepomuceno, considerado o "pai" do nacionalismo na música erudita do Brasil, que em Fortaleza batiza o Conservatório de Música Alberto Nepomuceno. Outro representante da música clássica foi o renomado regente Eleazar de Carvalho, um dos fundadores da Orquestra Sinfônica Brasileira e professor de maestros célebres, como Claudio Abbado e Zubin Mehta. Em sua homenagem foi criada a Orquestra de Câmara Eleazar de Carvalho. Nessa seara, há também iniciativas que unem a música à filantropia como a Orquestra Filarmônica da Chapada do Araripe, em Araripe e a Sociedade Lírica do Belmonte, no Crato.

### Esportes

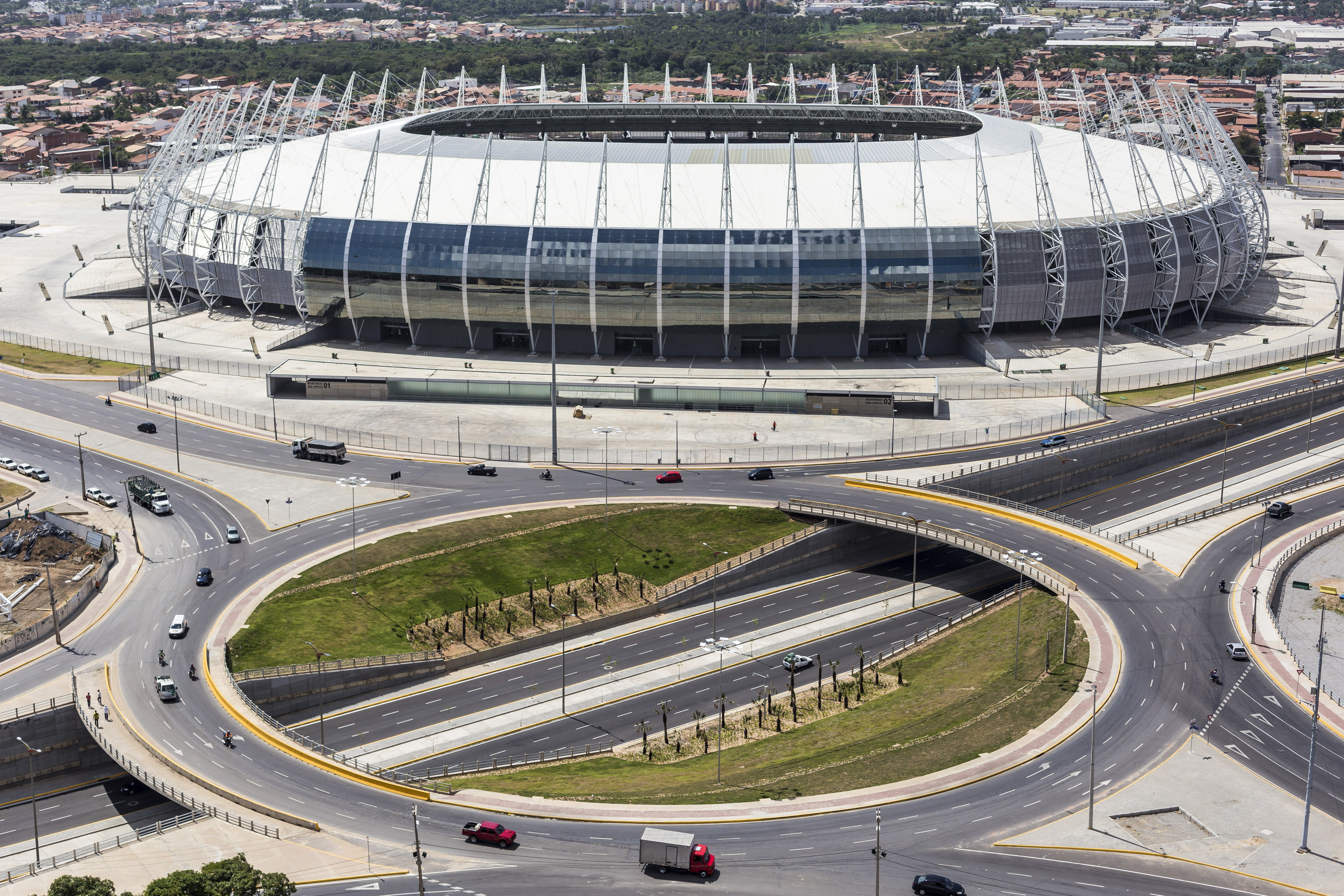
Estádio Castelão, o quarto maior estádio do Brasil, sede da Copa das Confederações FIFA 2013, Copa do Mundo FIFA 2014 e palco de vários shows nacionais e internacionais.

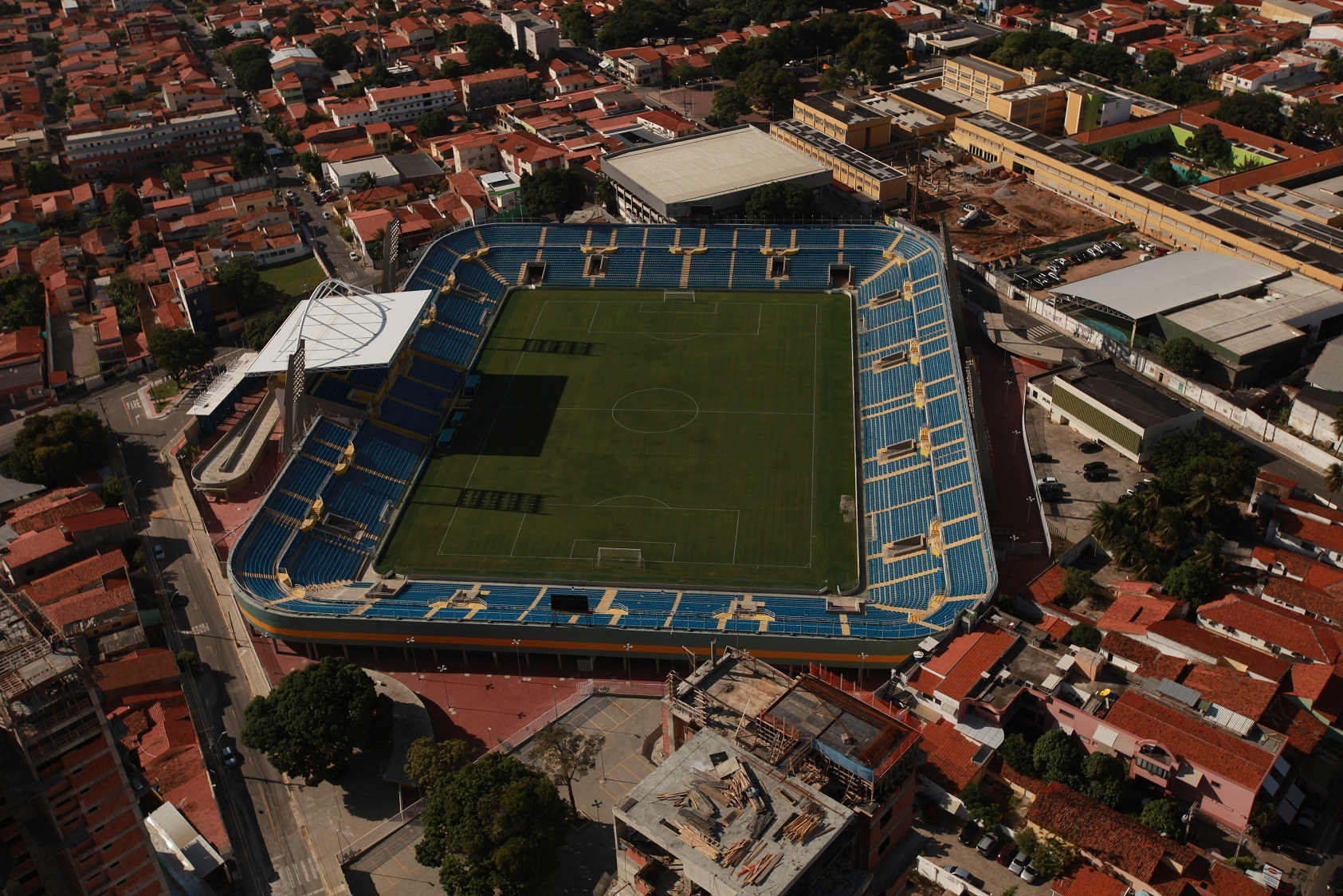
Estádio Presidente Vargas, em Fortaleza. Local de grandes disputas e tradicionais clássicos entre os times locais.

No Ceará, a vaquejada é muito popular e faz parte da raiz cultural cearense. São realizadas anualmente mais de cem vaquejadas, além do hipismo, que também é bastante popular, notadamente em Fortaleza e Sobral, cidades com grande tradição em corridas de cavalo. Sobral tem um dos clubes de hipismo mais antigos do Brasil, o Derby Clube Sobralense fundado em 1871. O Jockey Club Cearense, em Fortaleza, é outro centro tradicional de turfe no Ceará.
O futebol é o esporte mais popular no estado. O Estádio Castelão é um dos maiores do Brasil e abriga os principais jogos do Campeonato Cearense de Futebol. Na capital, os principais clubes são Ceará Sporting Club, Ferroviário Atlético Clube e Fortaleza Esporte Clube. No interior, Guarani Esporte Clube, Guarany Sporting Club e Associação Desportiva Recreativa Cultural Icasa são os mais bem sucedidos. Com a escolha do Brasil para sediar a Copa do Mundo FIFA de 2014, a cidade de Fortaleza sagrou-se como uma das sedes mais bem organizadas do torneio, além de ter sido uma das com maior movimentação turística estrangeira, a partir do esforço conjunto do Governo do Ceará e da Prefeitura de Fortaleza. No futebol de salão, o Ceará foi destaque durante o início da Taça Brasil de Futsal com o time Sumov Atlético Clube. Em decorrência de sua importância para o esporte, o estado é sede da Confederação Brasileira de Futebol de Salão.
O Ceará foi o primeiro estado do Nordeste a ter um pista de automobilismo com a construção do Autódromo Internacional Virgílio Távora em 1969. Atualmente, abriga provas de várias categorias nacionais e locais tais, como Fórmula Truck, Pick-up Racing, Fórmula 3 e CTM2000. O motociclismo tem seu espaço em várias modalidades, mas as categorias de rali são as mais populares, inclusive no automobilismo, com o Rally dos Sertões, evento que desperta interesse e audiência significativos do povo cearense.
No estado se pratica quase todas as modalidades de esportes olímpicos. Recentemente, foram criadas federações de esportes até então pouco populares, como o pentatlo moderno, badminton e ginástica. Alguns dos esportes populares que rendem bons atletas são o vôlei de praia, com os atletas como Franco Neto, Shelda Bede e Márcio Araújo, e o tênis de mesa, com o atleta Thiago Monteiro, o atual campeão brasileiro e pan-americano.
Por ter um extenso litoral, o Ceará também tem destaque em esportes náuticos, como o beach soccer, kitesurf, windsurf, wakeboard, sandboard e surf. Tita Tavares, por exemplo, é uma das maiores surfistas do Brasil. O triatlo e mergulho também são atividades com boa organização e desenvolvimento no estado. Outros esportes de aventura praticados no Ceará são o paraquedismo, rapel, escalada, trekking, orientação e voo livre. Em Quixadá, cuja geografia é marcada por colinas e inselbergs, a prática de esportes como o rapel e o voo de asa-delta ganharam destaque internacional.
Entre as lutas, vários esportes são notavelmente praticados, destacando-se o wushu, vale-tudo, capoeira e taekwondo. Outras modalidades existentes são o boxe, aikido, hapkido, jiu-Jitsu, judô, karatê, kung fu, luta de braço e wrestling.

### Festas e eventos

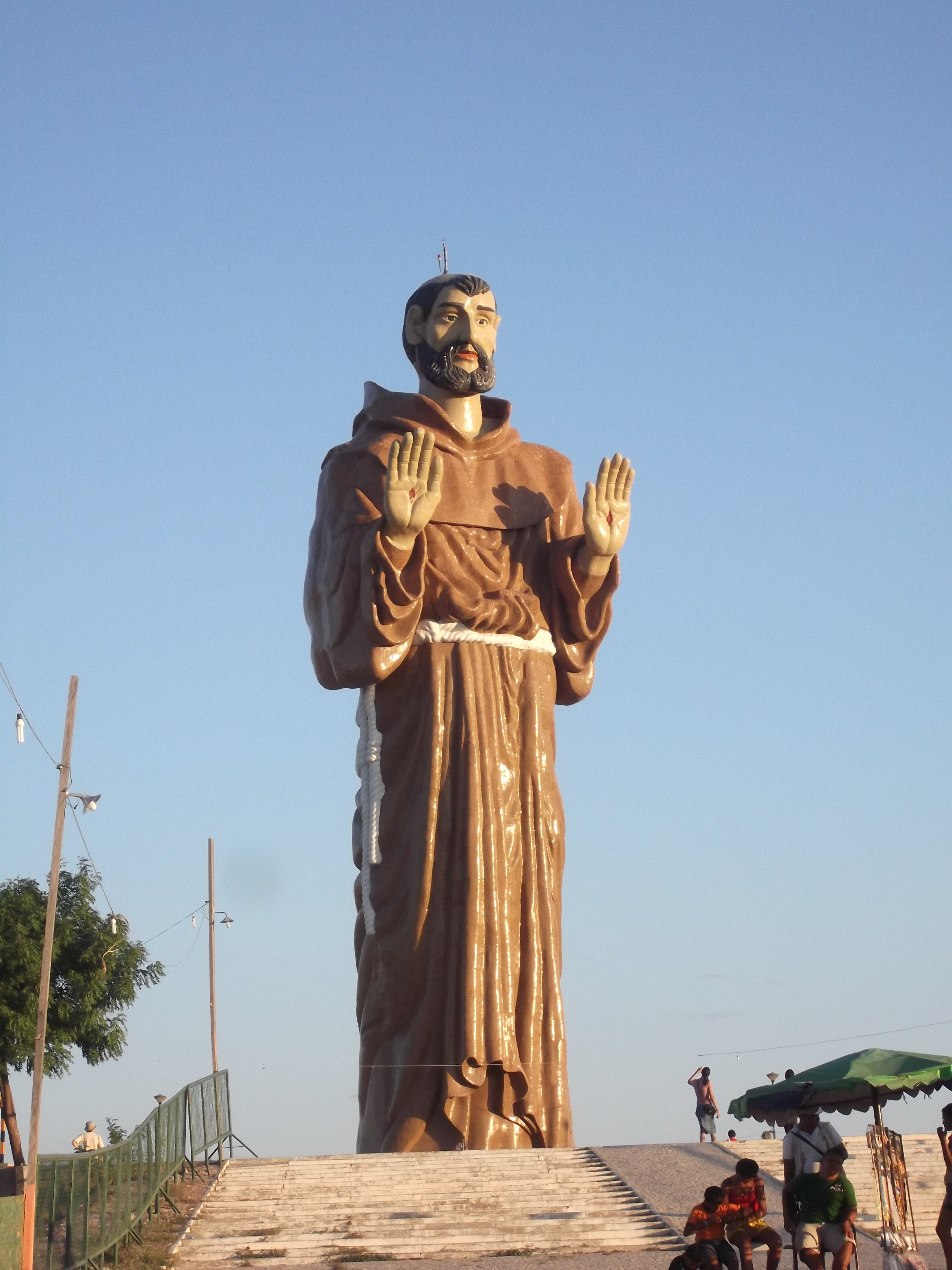
Canindé, município com renomado turismo religioso.

O Miss Ceará é um dos eventos de maior tradição do estado. Sua primeira edição ocorreu em 1955, e logo com a eleição de Emília Barreto Correia Lima como Miss Brasil, segunda eleita na história do concurso. Outra Miss Brasil do Ceará foi Flávia Cavalcanti Rebelo, apesar de ser natural de Salvador, representava o Ceará na competição nacional. Vanessa Vidal, Miss Ceará de 2008, ficou em segundo lugar e foi a primeira concorrente a Miss Brasil com deficiência auditiva.
O Cine Ceará é um dos mais importantes festivais de cinema do Brasil. Acontece em Fortaleza, anualmente, desde 1991, e, desde 2006, o festival recebe produções internacionais.
Expocrato, oficialmente Exposição Centro Nordestina de Animais e Produtos Derivados, é o maior evento agropecuário do norte-nordeste, com nove dias de duração, realizado anualmente, no mês de julho, no Parque de Exposição Pedro Felício Cavalcanti, na cidade do Crato. Constitui-se basicamente de uma feira agropecuária, com desfile e leilão de animais. Durante o evento, são vendidas bebidas e comidas típicas e apresentados espetáculos musicais.
O Fortal é uma micareta que acontece anualmente desde 1991, sempre no final de julho. Várias outras micaretas menores ocorrem em cidades do interior. Um dos maiores festivais de música pop do Brasil, o Ceará Music, que acontece anualmente desde 2001 reunindo várias bandas nacionais e internacionais.
A maior festa religiosa no Ceará, assim como em grande parte do Nordeste, ocorre em junho, com as festas juninas. Durante esse mês, o forró é o ritmo mais ouvido e tocado em todo o estado e comidas e vestimentas típicas são comuns nas ruas e praças de quase todas as cidades, destacando-se Juazeiro do Norte, com o Juaforró. O carnaval também é outra grande festa, com destaque para as folias organizadas nas cidades litorâneas. Outra grande festa religiosa é o Halleluya que acontece anualmente desde 1995. No setor agropecuário, o evento de destaque no Ceará é a ExpoCrato, considerado o maior evento do gênero no Norte-Nordeste e o quinto maior do país, realizado anualmente na cidade do Crato.
Os dois principais espaços para realização de feiras, eventos e convenções do Ceará são o Centro de Eventos do Ceará, o segundo maior do Brasil, e o Centro de Convenções Edson Queiroz. O Siará Hall é outro importante espaço de eventos do Ceará.